# Neu-Tempelhof

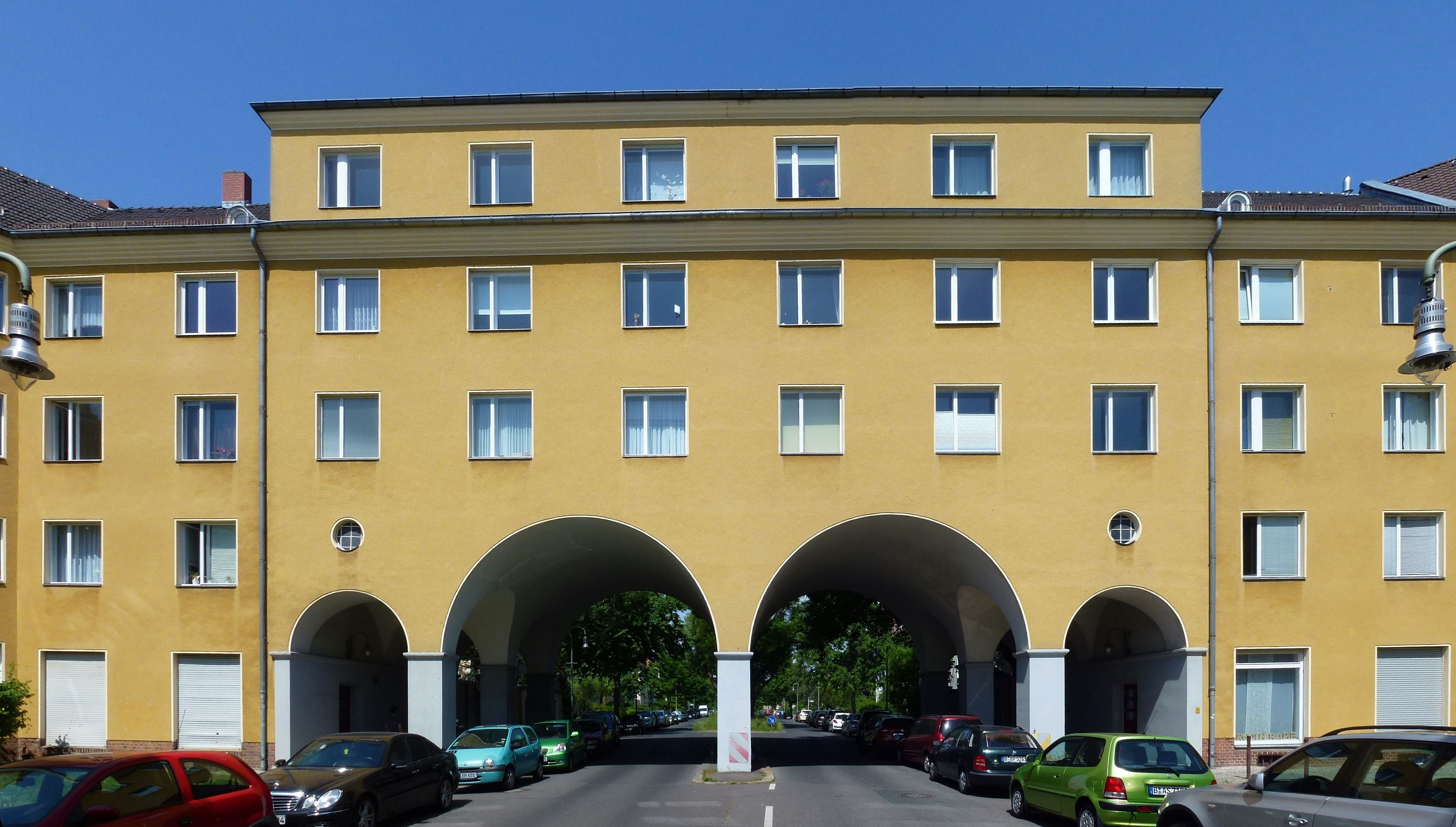
Eingangstor zur Gartenstadt aus den 1920er Jahren an der Manfred-von-Richthofen-Straße

Neu-Tempelhof, eigentlich Gartenstadt Neu-Tempelhof, seit der Zeit des Nationalsozialismus auch als Fliegerviertel bezeichnet, ist eine ab dem Jahr 1911 auf dem westlichen Tempelhofer Feld im Berliner Ortsteil Tempelhof entstandene Wohnsiedlung mit gut 16.000 Einwohnern. Die Bebauung wurde durch die Ereignisse des Ersten und Zweiten Weltkriegs unterbrochen und in deren Folge das städtebauliche Konzept vom bürgerlichen Mietshausbau vor 1914 über die dörfliche Gartenstadt der 1920er Jahre zur aufgelockerten Bebauung der 1950er Jahre mehrfach verändert. Die Bebauung konnte erst in den 1960er Jahren abgeschlossen werden. Mit 72 Millionen Mark (kaufkraftbereinigt in heutiger Währung: rund 493 Millionen Euro) war es das seinerzeit größte Immobiliengeschäft im Deutschen Reich.

## Geschichte

### Verkauf durch den Militärfiskus
Das Tempelhofer Feld, das das preußische Militär seit 1722 als Exerzier- und Übungsplatz genutzt hatte, wurde 1826/1827 von den Tempelhofer Bauern an den preußischen Staat verkauft, weil es durch die militärische Nutzung nur noch eingeschränkt für die Landwirtschaft geeignet war. Da das Gelände inzwischen für großräumige Militärübungen zu klein geworden war, erschloss das Militär neue Übungsflächen in Döberitz und Wünsdorf, sodass das Tempelhofer Feld nicht mehr benötigt wurde. Der Teil westlich des Tempelhofer Damms konnte deshalb verkauft werden, während der östliche Teil weiterhin als Übungs- und Aufmarschgebiet der in Berlin stationierten Truppen benutzt wurde, insbesondere auch für Flugversuche.

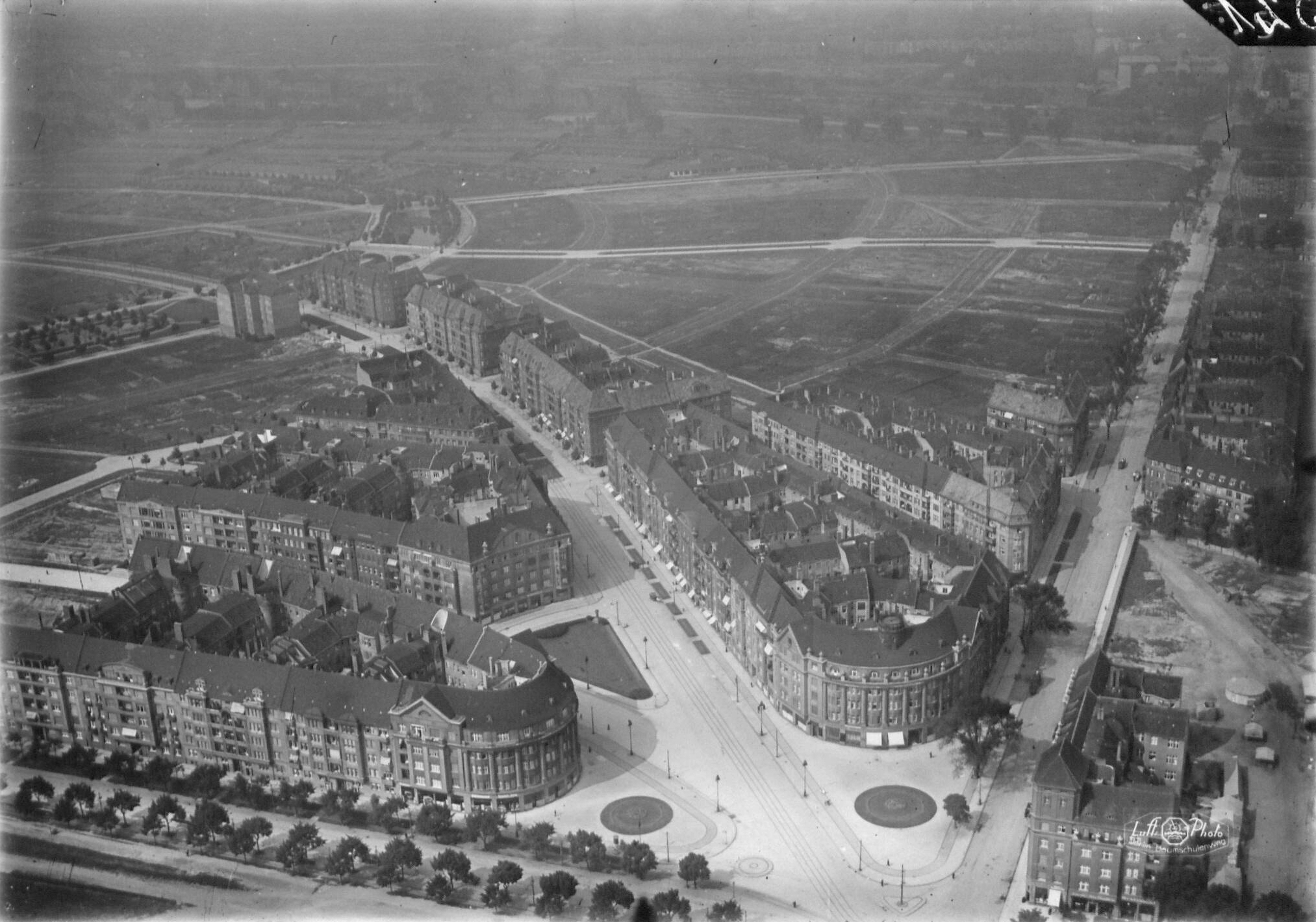
Bereich A: Tempelhofer Feld, 1914

Zu Beginn des 20. Jahrhunderts zeigte die Stadt Berlin kein Interesse am Kauf des Geländes und lehnte 1902 eine Eingemeindung ab. Dies änderte sich, als das Kriegsministerium 1908 das Tempelhofer Feld verkaufen wollte – bereits 1907 war ein kleines, auf der Berliner Gemarkung liegendes Aufmarschfeld an die Stadt verkauft worden. Voraussetzung für ein derartiges Geschäft war die Umgemeindung des Tempelhofer Feldes nach Berlin. Da sich die Verhandlungen über diesen Verkauf längere Zeit hinzogen und auch der Militärfiskus den Verkauf bis 1908 ruhen ließ, glaubte der Magistrat, die Verhandlungen über den Verkauf des Geländes aufschieben zu können. Inzwischen waren aber die Verkaufspläne der Öffentlichkeit bekannt geworden, sodass sich nun auch der Landkreis Teltow, zu dem Tempelhof gehörte, und die Provinz Brandenburg einmischten. Die dortigen Beamten waren der Meinung, dass das Tempelhofer Feld in Tempelhof verbleiben müsste.
Die aufstrebende Stadt Schöneberg legte 1909 durch ihren Stadtbaurat Friedrich Gerlach im Auftrag des Kriegsministeriums einen Bebauungsplan vor, der ein abwechslungsreiches Straßenbild vorsah, das durch enge, gebogene Straßen, die sich zu unterschiedlich großen Plätzen aufweiteten, repräsentiert wurde. Der Entwurf entstand im Geiste des österreichischen Stadtplaners Camillo Sitte, der 1889 sein Buch Der Städtebau nach seinen künstlerischen Grundsätzen veröffentlicht hatte. Da das Kriegsministerium an einem möglichst hohen Verkaufspreis interessiert war, sah der Plan eine fünfgeschossige Blockrandbebauung vor, die zu einer hohen Bebauungsdichte geführt hätte.
Die Stadt Berlin trieb allerdings die Eingemeindung weiter voran und legte 1910 einen durch Hermann Jansen bearbeiteten Bebauungsplan vor, der ebenfalls gewundene Straßen sowie einen bis zu 180 Meter breiten Grünstreifen mit Parks, Sport- und Spielanlagen und einer Promenade vorsah. Der Grünstreifen sollte eine Verbindung zwischen dem Viktoriapark in Kreuzberg und den Parkanlagen in Tempelhof schaffen. Eine Blockrandbebauung ohne Seiten- und Quergebäude ergab eine verminderte Bebauungsdichte. Der Militärfiskus begrüßte diese Pläne, weil allein der Stadt Berlin eine derartig große Immobilientransaktion zugetraut wurde.
Der Militärfiskus, der zuvor bereits an anderen Spekulationsgeschäften beteiligt war, hatte sich unterdessen mit der Gemeinde Tempelhof über den Verkauf geeinigt. Entscheidend hierfür war, dass die Deutsche Bank mit der Gemeinde Tempelhof und Unterstützung des Landkreises Teltow einen Finanzierungsplan ausarbeitete. Es kam zur Gründung der Tempelhofer Feld Aktiengesellschaft für Grundstücksverwertung, an der sich auch die Dresdner Bank und später die Darmstädter Bank für Handel und Industrie beteiligte. Vorstand der Aktiengesellschaft wurde der Immobilienunternehmer Georg Haberland, der bereits mit der Berlinischen Boden-Gesellschaft bei der Entwicklung des Bayerischen Viertels in Schöneberg sowie des Rheingauviertels in Wilmersdorf und anderen Projekten im Südwesten Berlins eine wichtige Rolle gespielt hatte.

### Erwerb durch die Gemeinde Tempelhof
Noch kurz vor Abschluss des Kaufvertrages hatte das Armee-Verwaltungs-Departement durch Einschalten eines unbekannten privaten Konsortiums als Kaufinteressenten versucht, den Kaufpreis in die Höhe zu treiben. Letztendlich kaufte die Gemeinde Tempelhof am 31. August 1910 den westlichen Teil des Tempelhofer Feldes für 72 Millionen Mark zurück. Die Summe sollte in einzelnen Raten bis 1930 bezahlt werden. Da der Kaufpreis für die mittellose Gemeinde Tempelhof sehr hoch war, hatte der Militärfiskus dafür gesorgt, dass der polizeiliche Bebauungsplan geändert wurde, und das verkaufte Gebiet ab 1907 zu 70 % bebaut werden konnte. Durch die Interessenkollision beim Verkauf verlor Haberland sein Stadtverordnetenmandat. Werner Hegemann beschreibt in seinem Buch Das steinerne Berlin 1930 den Verkauf des Tempelhofer Feldes als „klassisches Beispiel engstirnigen fiskalischen Bodenwuchers“ und „amtlich legitimierter Korruption“. Die mit Haberland und anderen Spekulanten zusammenarbeitenden Behördenvertreter wurden nicht zur Rechenschaft gezogen.
Die Gemeinde Tempelhof war an einer wohlhabenden, mittelständischen Bevölkerung interessiert, weshalb das neue Viertel mit ausgedehnten Grünflächen, elektrischer Straßenbeleuchtung und einem U-Bahn-Anschluss großzügig geplant wurde. Zwei Kirchen, fünf Schulen und ein Verwaltungsgebäude wurden für die neuen Bewohner vorgesehen. Ein wichtiges Element war ein 80–120 Meter breiter Parkgürtel, der das Gebiet halbkreisförmig durchziehen sollte. Diese Vorgaben führten zu einem neuen Bebauungsplan-Wettbewerb, an dem sich Felix Genzmer, Theodor Goecke, Bruno Möhring, Josef Stübben und Friedrich Gerlach beteiligten. Die der Fachwelt im Jahr 1911 vorgelegten Entwürfe sorgten für großes Aufsehen.

## Lage

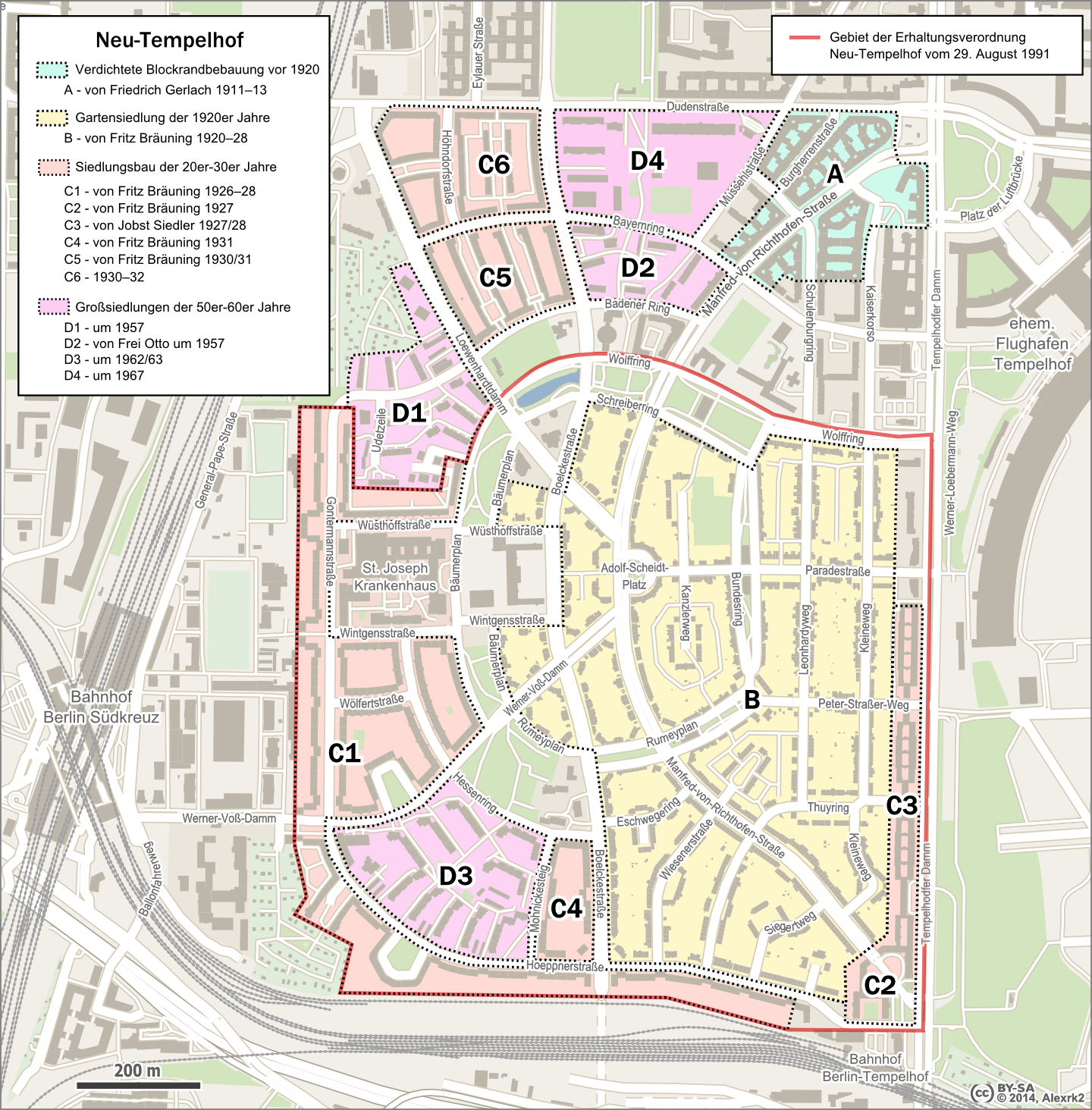
Unterschiedliche Bauphasen

Die Siedlung Neu-Tempelhof liegt auf einem klar abgegrenzten 145 Hektar großen Gebiet zwischen der Dudenstraße im Norden, dem Tempelhofer Damm im Osten, der Ringbahn und der Stadtautobahn im Süden und der Bahnstrecke Berlin–Dresden im Westen. Im Norden grenzt das Gebiet an Kreuzberg, im Osten an den ehemaligen Flughafen Tempelhof, im Süden an Tempelhof und im Westen an den Ortsteil Schöneberg. Östlich der Dresdener Bahn entstanden ab den 1890er Jahren Kasernen für die hier stationierten Eisenbahnregimenter. Lediglich der Ballonfahrerweg und die Boelckestraße sowie der Tempelhofer Damm unterqueren diese Verkehrstrassen. Seit November 2012 ermöglicht der Alfred-Lion-Steg Fußgängern und Radfahrern die Überquerung der Bahntrasse zum Ortsteil Schöneberg. Die wichtigsten Straßen sind die Boelckestraße, die Manfred-von-Richthofen-Straße und der Werner-Voß-Damm sowie der begrenzende Tempelhofer Damm.

## Bebauung
Bedingt durch zwei Kriege erstreckte sich die Bebauung nicht ohne konzeptionelle Brüche über einen Zeitraum von 60 Jahren von 1909 bis in die späten 1960er Jahre. In Neu-Tempelhof lassen sich daher vier Bauabschnitte (entsprechend Bereiche A, B, C und D) voneinander unterscheiden, die nacheinander entstanden und auf unterschiedlichen Konzepten beruhen.

### Bis 1914 – Bereich A

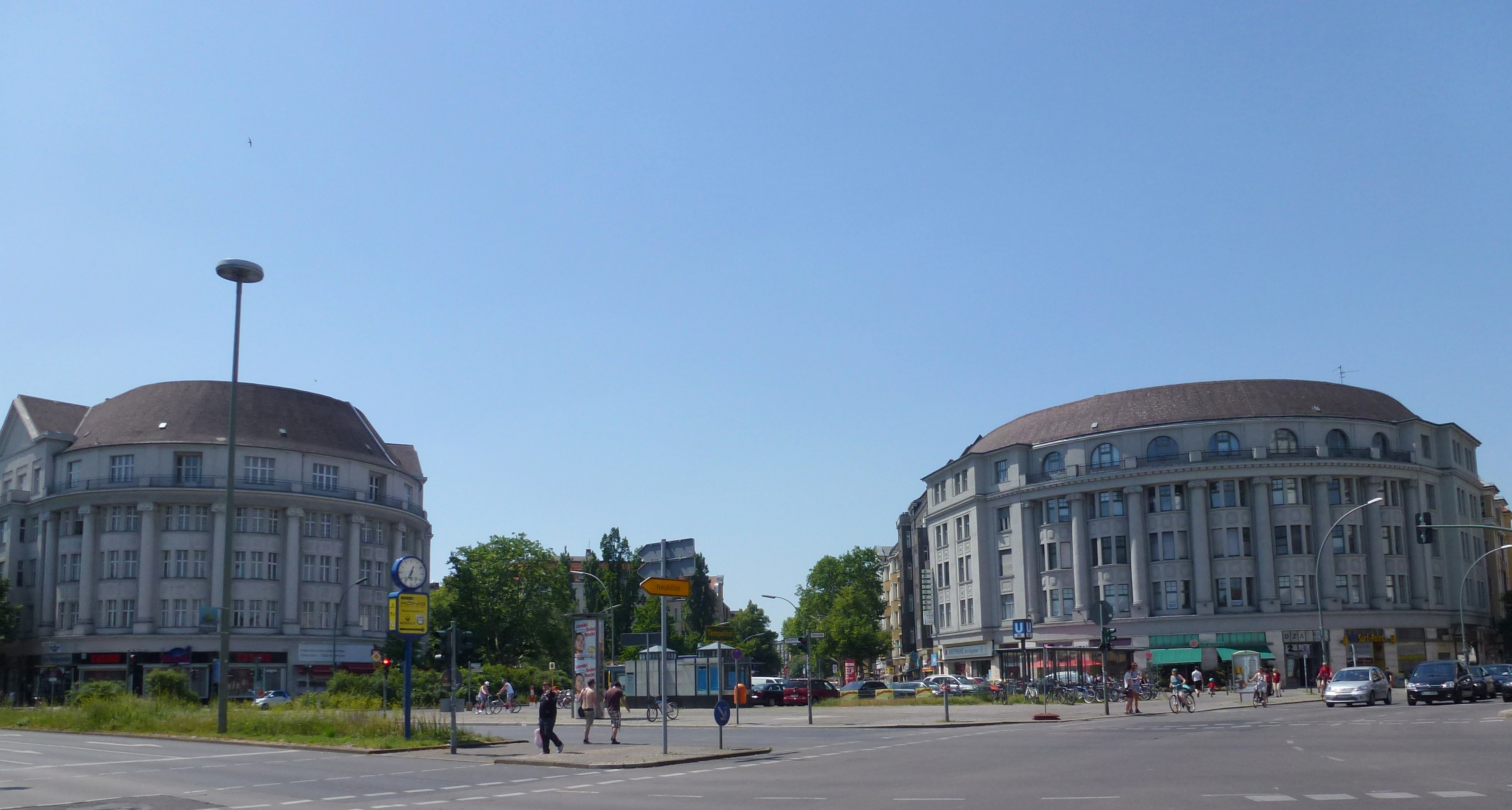
Bereich A: Eingangsgebäude zu Neu-Tempelhof

Im Nordosten zwischen Dudenstraße, Manfred-von-Richthofen-Straße, Kaiserkorso und Tempelhofer Damm entstanden 1912–1913 fünfgeschossige Mietshäuser in hochverdichteter Bebauung, die – entsprechend dem vom Militärfiskus durchgesetzten Bebauungsplan – für das gesamte Gebiet vorgesehen war. Die Planungen sahen Wohnungen für 70.000 Einwohner vor. Die Tempelhofer Feld Aktien-Gesellschaft für Grundstücksverwertung, seit 1911 mit der Erschließung Neu-Tempelhofs betraut, ließ die beiden halbrunden, geschwungenen Wohn- und Geschäftshäuser von Bruno Möhring und Hermann Speck errichten, um für das neue Wohngebiet zu werben. Die beiden imposanten Gebäude dienen als Tor zur Bebauung des Tempelhofer Feldes. Bis zum Jahr 1914 entstanden entlang der Burgherrenstraße, dem Kaiserkorso, der Manfred-von-Richthofen-Straße bis zum Wolffring mehrere Wohnblöcke, von denen aber der Block zwischen Bayernring und Badener Ring und das Eckgebäude am Wolffring im Zweiten Weltkrieg zerstört wurden. Der Erste Weltkrieg und die ihm folgende Inflation verhinderten die weitere Umsetzung der dichten Wohnbebauung.

### Gartenstadt Neu-Tempelhof – Bereich B

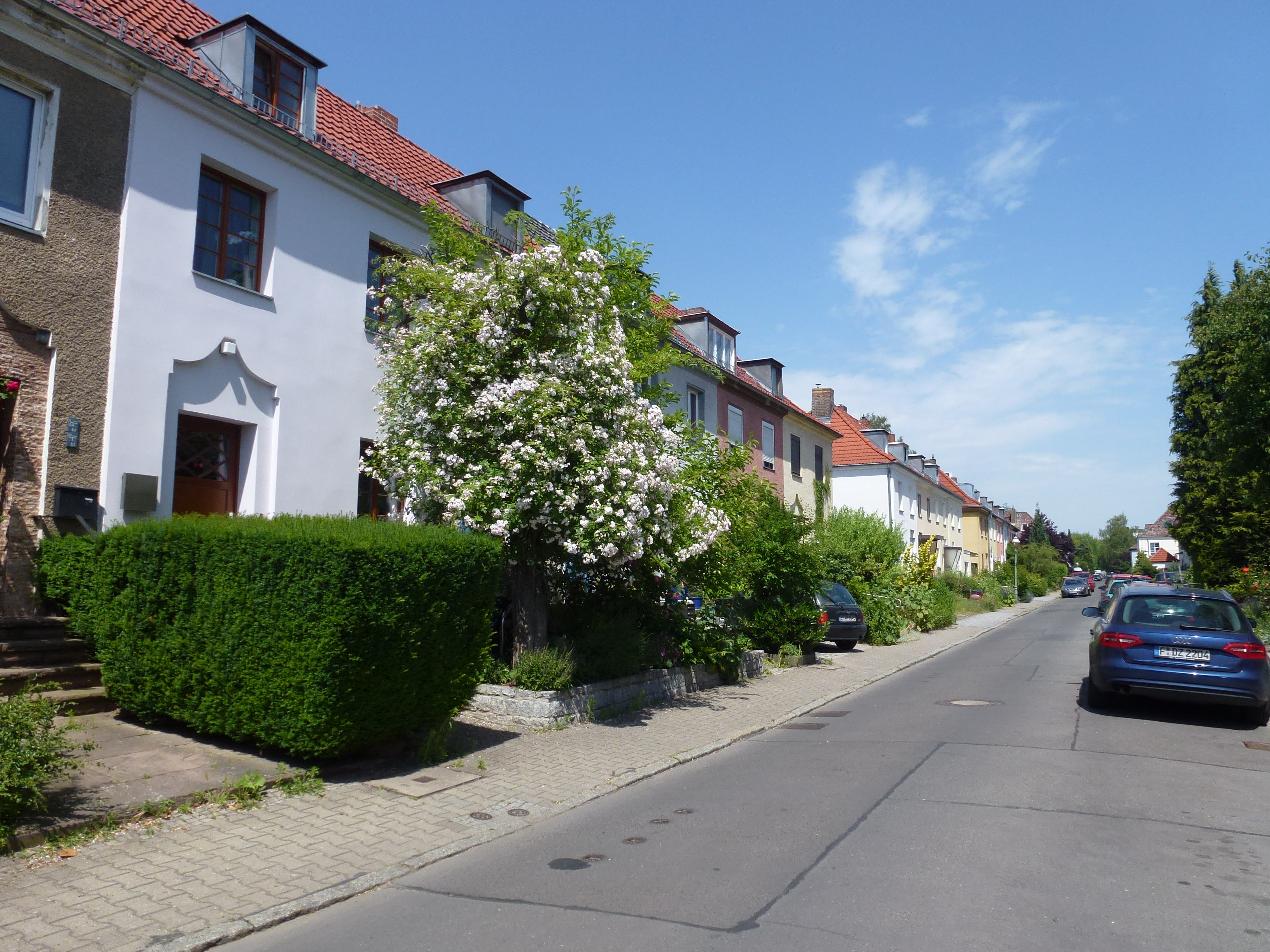
Bereich B: Gartenstadt Neu-Tempelhof

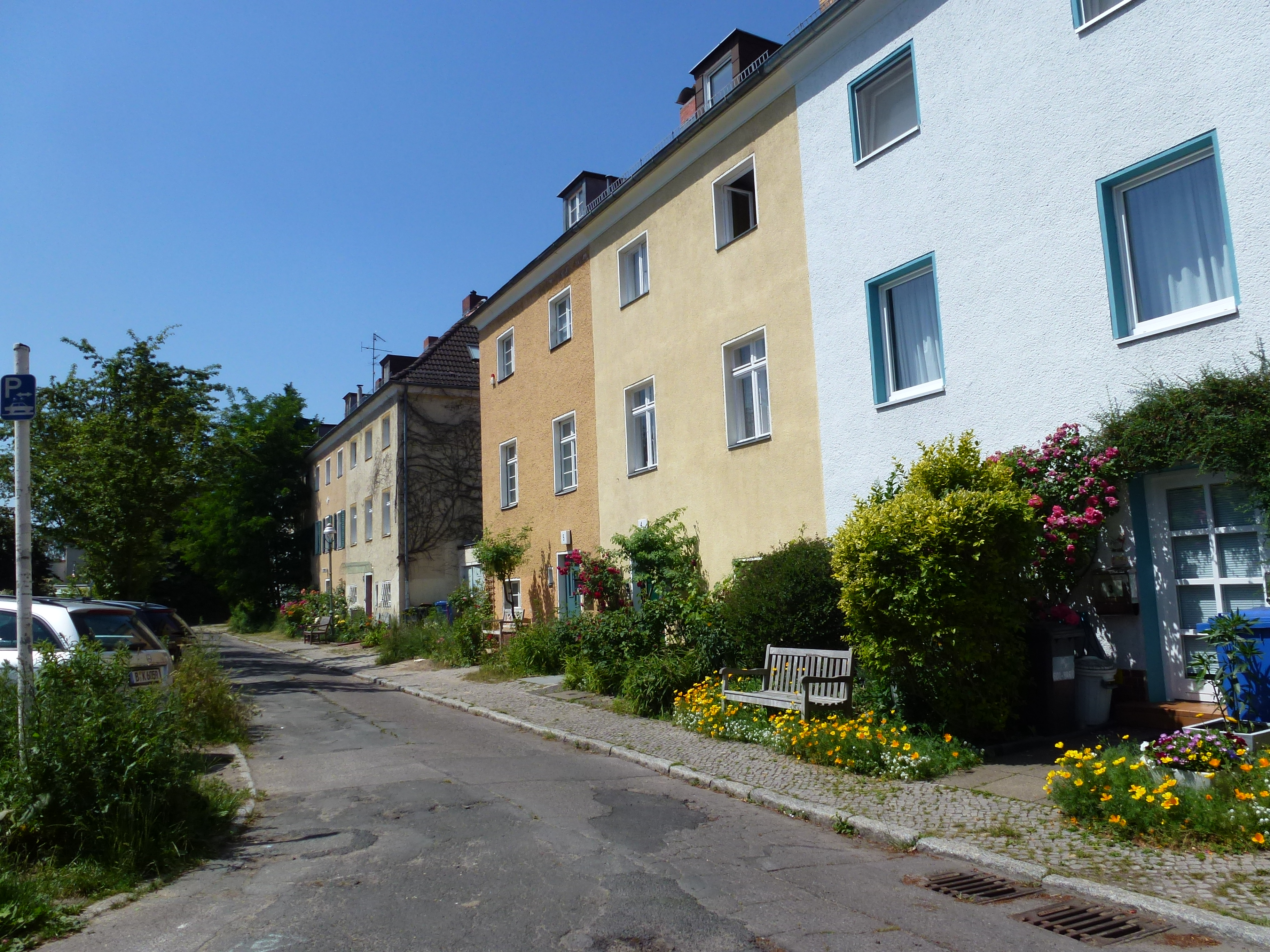
Bereich B: Dörflicher Platz in der Wiesenerstraße

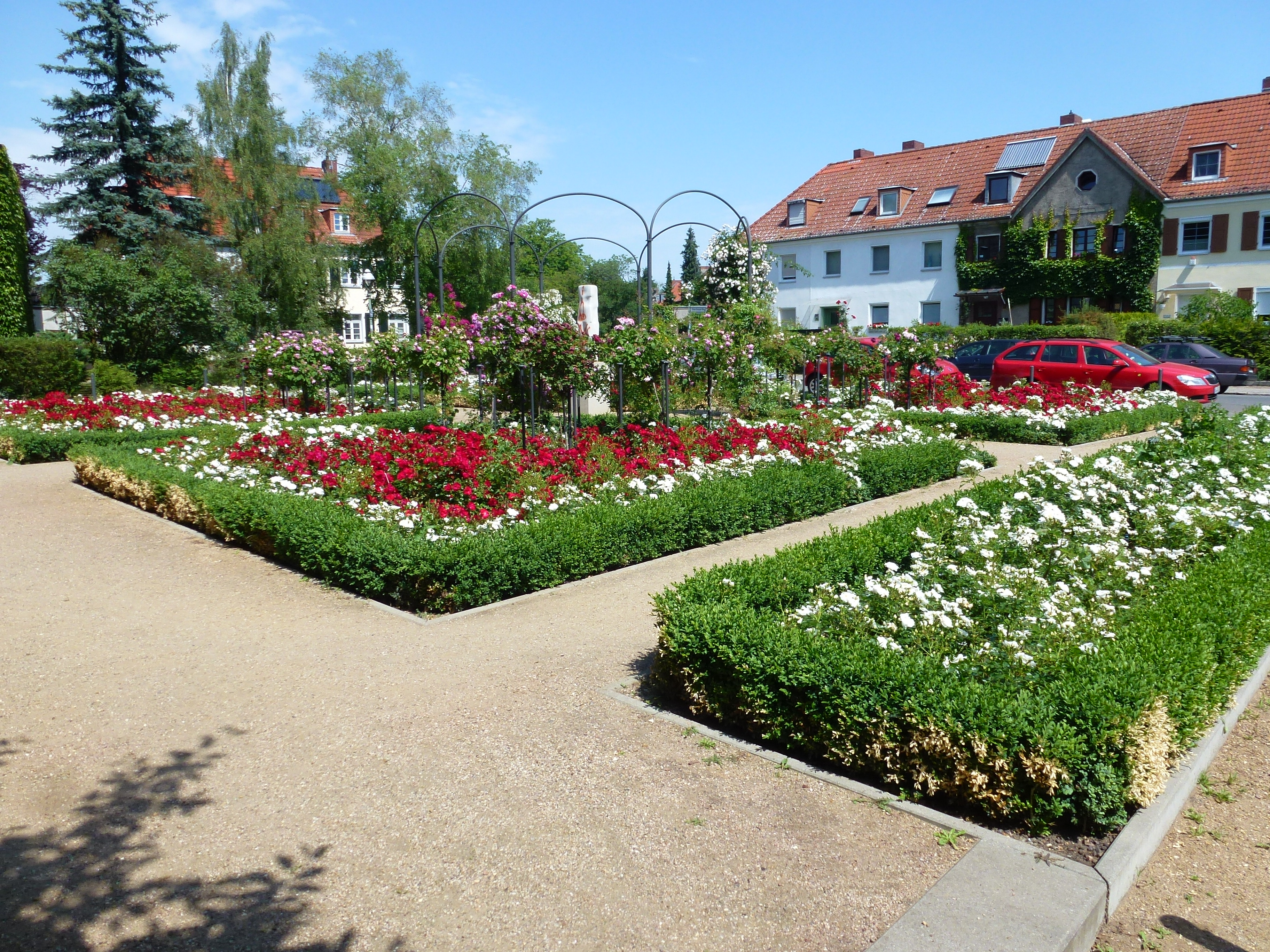
Bereich B: Rosengarten am Rumeyplan

Von 1920 bis 1928 entstand die nach dem Vorbild englischer Gartenstädte in aufgelockerter Bauweise und mit Gärten durchsetzte vom damaligen Tempelhofer Bezirksstadtbaurat Fritz Bräuning errichtete Kleinhaussiedlung, die Gartenstadt Neu-Tempelhof. Sie ist nicht nur die größte derartige Anlage im Berliner Stadtgebiet, sondern auch das städtebaulich bedeutendste Ensemble dieser Epoche im Bezirk Tempelhof. Auf Grundlage des bestehenden Bebauungsplans entstand durch Bräuning ein neuer, denn die Erschließung und der Straßenbau sowie der Parkgürtel waren zu Beginn der Siedlungstätigkeit schon so weit fortgeschritten, dass die Linienführung des alten Bebauungsplans in wesentlichen Teilen beibehalten werden musste. In den Wohnstraßen wurden aber die Straßenbreite erheblich verringert, sodass hier die heute prägenden Vorgärten entstehen konnten. An mehreren Stellen (z. B. Wiesenerstraße) öffnen sich kleine Plätze, die eine dörfliche Atmosphäre schaffen. An der Ostseite, gegenüber dem ehemaligen Flughafen Tempelhof, wurde die Siedlung durch mehrgeschossige Bauten abgeschlossen, die eine ähnliche Funktion wie eine Stadtmauer haben.
Die neu gegründete „Gemeinnützige Tempelhofer-Feld-Heimstätten GmbH“, an deren Grundkapital von fünf Millionen Mark die Stadt Berlin zu 70 Prozent beteiligt war, konnte auf Initiative des sozialdemokratischen Staatssekretärs im preußischen Wohlfahrtsministeriums Adolf Scheidt rund 100 Hektar Baugrund erwerben. Hier sollten ca. 2000 Wohnhäuser mit drei bis fünf Zimmern entstehen, um sie zunächst heimgekehrten Kriegsteilnehmern und ihren Familien anzubieten. Die Gartenstadt ist durch zweigeschossige Einfamilienhäuser mit Gartenland gekennzeichnet, wobei im Wesentlichen nur zwei Haustypen verwendet wurden, die in Gruppen zueinander angeordnet sind: ein zweiachsiger von ca. 5 m × 9 m Grundfläche mit Küche und drei Wohnräumen und ein dreiachsiger von ca. 7 m × 9 m Grundfläche mit Küche und fünf Wohnräumen. Bei allen Häusern ist die Möglichkeit des nachträglichen Einbaus einer Dachkammer vorgesehen worden, um nach Bedarf später noch weiteren Raum zu gewinnen.
Ein typisches Haus mit vier Zimmern, Küche, Bad, Toilette und Flur und 250 m² Garten kostete 20.000 Mark, wovon die Käufer ein Drittel selbst aufzubringen hatten und den Rest durch Darlehen finanzieren konnten. Von den geplanten 2000 Häusern wurden bis 1930 aus Kostengründen nur ca. 1000 realisiert.
Besondere Lebendigkeit der räumlichen Gestaltung wird durch wechselnde Breite der Vorgärten erzielt, da an einzelnen Stellen auch Nutzergärten bis zu zwölf Meter Tiefe vor die Hausfront gelegt wurden. Dadurch ist eine rhythmische Folge unterschiedlicher Straßenräume – oft in geschwungener Form – entstanden, deren Gegensätze durch jeweils einheitlichen Anstrich der Gebäude in den verschiedenen Straßenabschnitten unterstrichen wurde.
Wesentlich geprägt wird die Siedlung außerdem durch die Grünanlagen, insbesondere den Parkring und den Adolf-Scheidt-Platz als Siedlungsmittelpunkt. Die Anlage des Parkrings geht auf einen Wettbewerbsentwurf von Fritz Bräuning aus dem Jahr 1911 zurück.

### Siedlungsbau der 1920er und 1930er Jahre
Parallel zum Bau der Gartensiedlung entstanden ab 1926 Wohnanlagen am Rand des Gebietes, die vor allem als Schutz vor dem Lärm des Flughafens und der S-Bahn dienen sollten, woraus die vier- und fünfgeschossige Bauweise resultiert. Jedoch wurde diese Bautätigkeit 1931/1932 eingestellt, sodass auch dieses Konzept unvollendet blieb.

#### Bereich C1

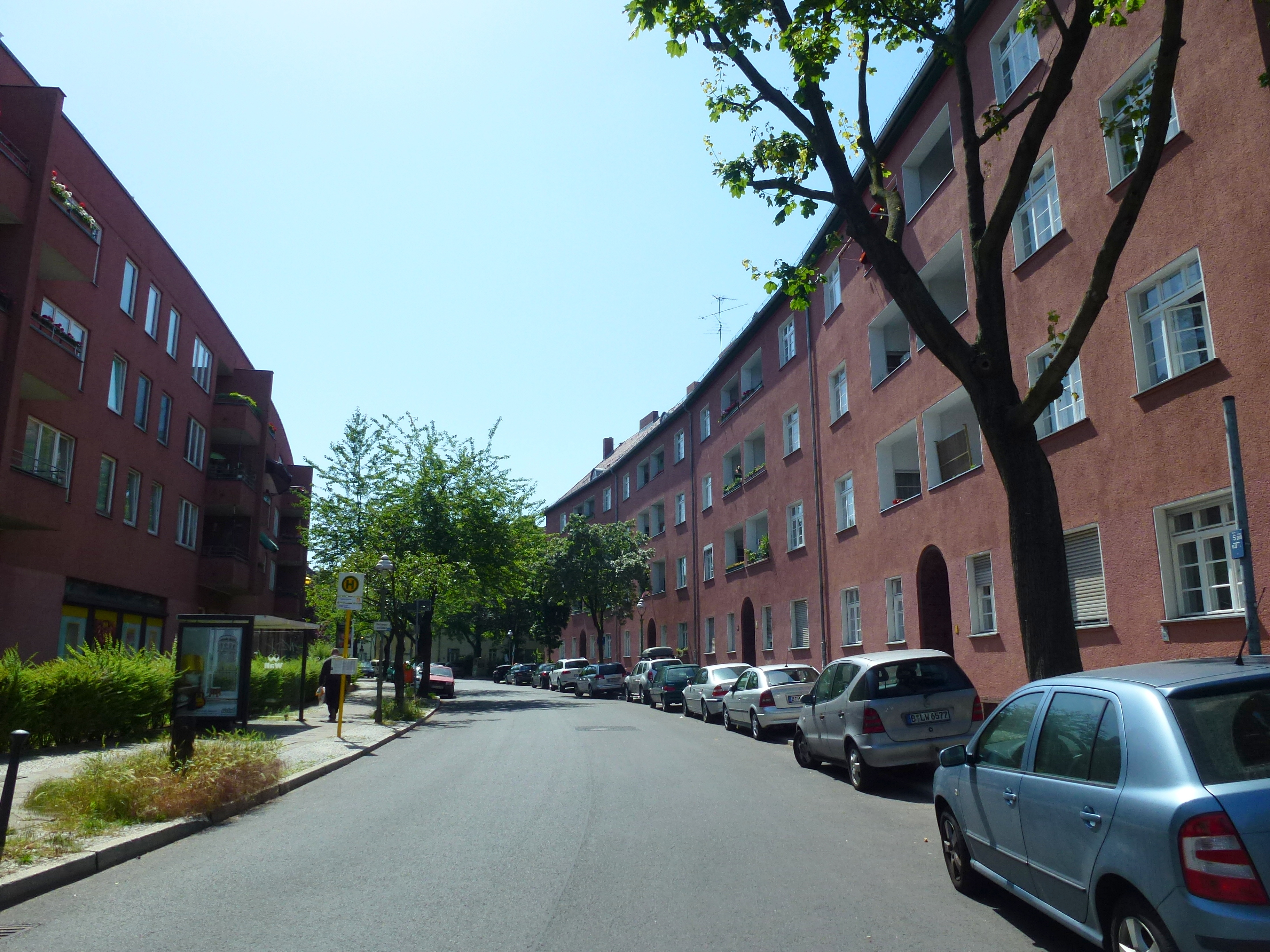
Bereich C1: Blockrandbebauung in der Hoeppnerstraße

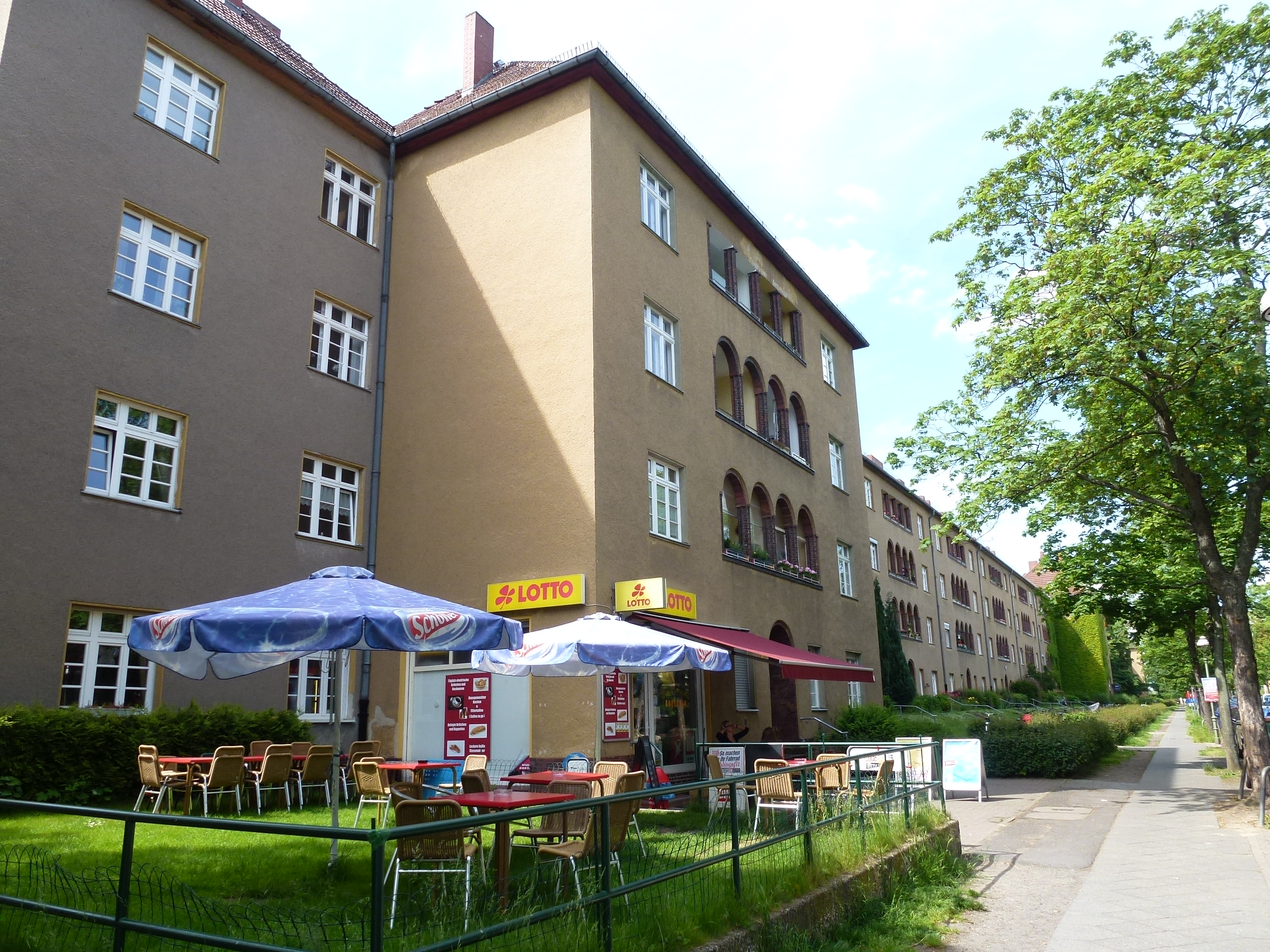
Bereich C1: Blockrandbebauung in der Gontermannstraße

Im Jahr 1926 begann der dritte Bauabschnitt mit einer viergeschossigen Blockrandbebauung von Fritz Bräuning entlang der Gontermann- und Hoeppnerstraße, welche die Siedlung von der Ringbahn abschirmen, und sie räumlich vom Kasernengelände an der General-Pape-Straße trennen soll.
Im Bereich der Gontermann- und Hoeppnerstraße wird der Stadtmauercharakter der langgezogenen viergeschossigen Randbebauung durch Loggien mit Rundbogenöffnungen betont (Einfassung der Bögen aus braunem Sichtmauerwerk, das in den unverputzten, aus Ziersteinen gemauerten Mittelpfeiler der Doppelloggia überleitet).
Dieser Teilbereich wird durch folgende spezielle Gestaltungsmerkmale gekennzeichnet:
- Ockerfarbene Putzbauten in Sandputz mit Walmdach (ursprünglich rote Tonziegel, Biberschwanz-Doppeldeckung), Traufausbildung als gerade braune Holzverschalung, Sockel und Rundbögen der Eingänge braunes Sichtmauerwerk, Fensterfaschen in farbig leicht abgesetztem Glattputz
- Holzfenster mit Kämpfer, einem oder zwei Pfosten und Sprossenteilung, teilweise Schallschutzfenster (nachträglich), mit Metallrahmen und ohne Unterteilung
- Eingangstüren aus Holz mit Ausfachung, farbig gestrichen (grün, bzw. rotbraun)
- Gliedernde Elemente bilden vorspringende Bauteile sowie einige größere Rücksprünge („Bastionen“) als platzartige Erweiterung des Straßenraumes auf der West- bzw. Südseite, in einem Fall als Tordurchgang zum ehemaligen Kasernengelände.[6]

Zwischen Gontermannstraße und Bäumerplan befindet sich das 1927–1928 entstandene St. Joseph Krankenhaus Berlin-Tempelhof nach Plänen von Ludwig Hoffmann und Friedrich Hennings.

#### Bereich C2

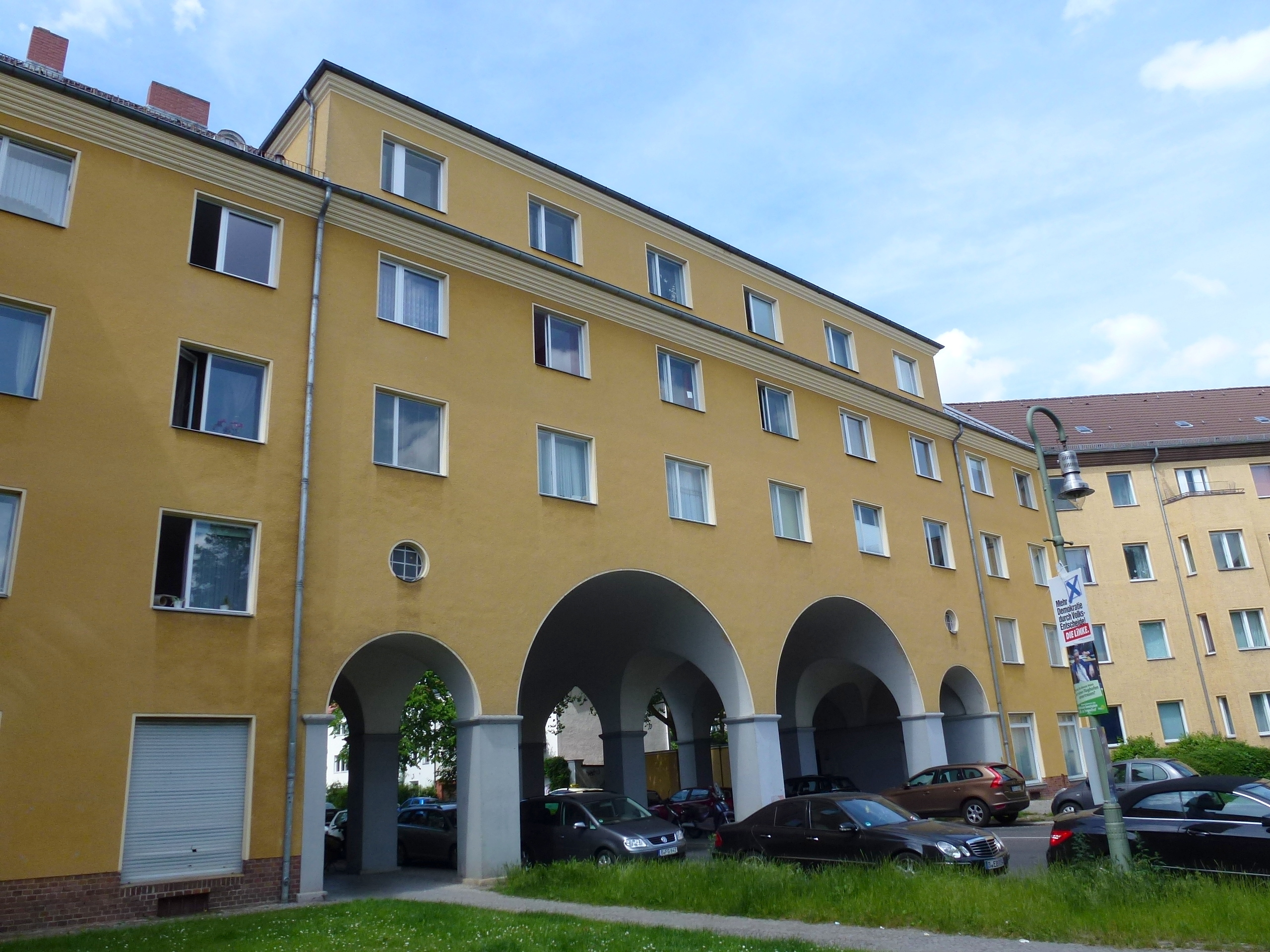
Bereich C2: Eingangstor an der Manfred-von-Richthofen-Straße

Die 1927 erbaute südöstliche Ecke der Siedlung von Fritz Bräuning am S-Bahnhof Tempelhof ein eigenständiges Bauensemble. Die Eingangssituation zum Gartenhausgebiet wird durch die Straßenüberbauung Manfred-von-Richthofen-Straße als Stadttor ausgebildet. Die hohen Tonnengewölbe tragen zwei Wohngeschosse und das im Bereich der Überbauung ausgebaute Dachgeschoss, wodurch die Wirkung erhöht wird. Die bekrönenden Dachaufbauten sind nicht mehr vorhanden.
Die Fassaden der viergeschossigen Bauten mit Walmdach sind durch symmetrisch angeordnete Erker und Loggien gegliedert. Ein mittlerer, dreieckiger Giebel betont die Rückfront des zur Hoeppnerstraße offenen, quadratischen Hofes.

#### Bereich C3

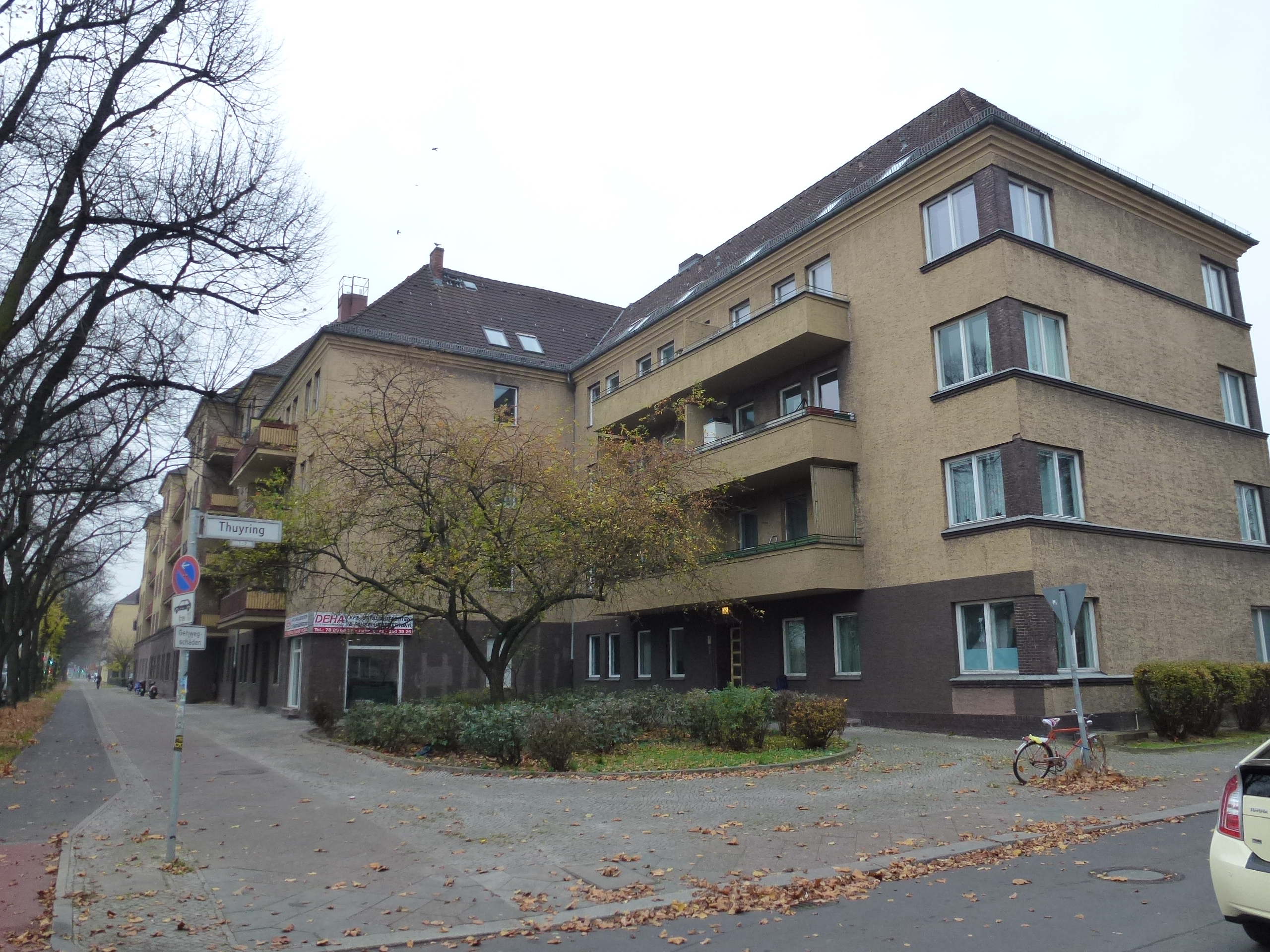
Bereich C3: Blockrandbebauung von Eduard Jobst Siedler, 1927/1928

Die daran anschließenden Gebäude am Tempelhofer Damm von Eduard Jobst Siedler entstanden 1927/1928 und bilden den östlichen Abschluss zum Tempelhofer Feld wiederum in Stadtmauer-ähnlicher Funktion. Der Komplex besteht aus drei Gebäudeeinheiten, bei denen zwei parallele Baukörper durch hofbildende Treppenhäuser miteinander verbunden sind. Das in gerader Front durchlaufende Erdgeschoss trennt ein Gesimsband aus Zierklinkern von den Obergeschossen, was durch braunen Sandputz im Gegensatz zum ockerfarbenen Putz der Obergeschosse betont wird.
Breite Risalite (bündig mit dem Erdgeschoss) und dazwischenliegende Balkonbänder gliedern die Straßenfassade der Obergeschosse. Die Risalite tragen ein Walmdach, das in das hohe Walmdach des Hauptbaukörpers übergeht. Kleine Dachgauben mit Giebeldach unterbrechen die Hauptdachfläche über den Balkonbändern und ordnen sich ihr unter.
An den Straßeneinmündungen bilden niedrige viergeschossige Endbaukörper symmetrische Toröffnungen zur Gartenhaussiedlung.
Bedingt durch Kriegszerstörungen wird die Verbindung zwischen diesem Gebäudekomplex und dem Eckensemble von Bräuning (Bereich C2) durch ergänzende Bauten der 1950er Jahre gebildet.

#### Bereich C4

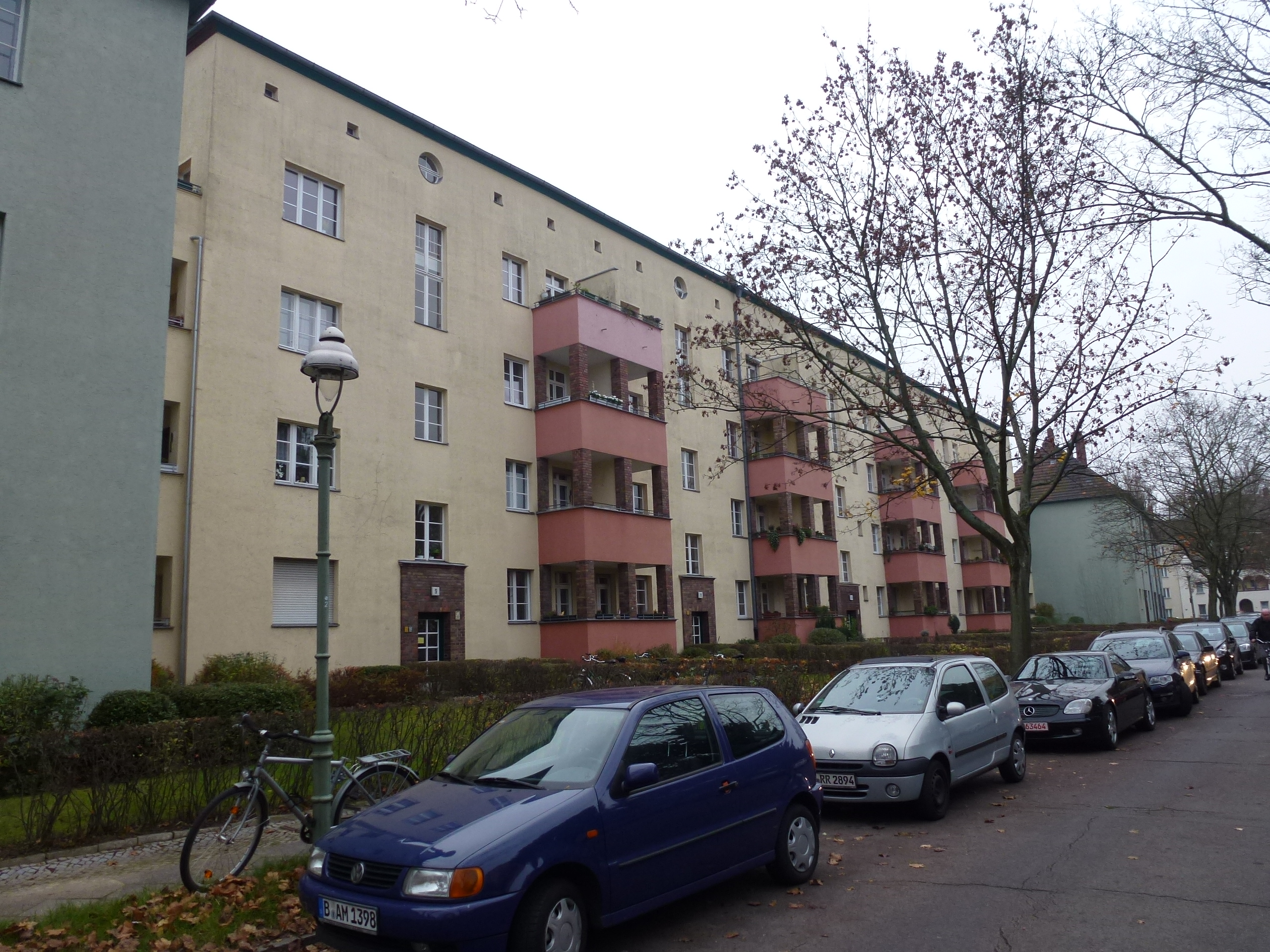
Bereich C4: Haus am Mohnickesteig

In diesem – 1931 ebenfalls von Fritz Bräuning errichteten – Bereich war ursprünglich eine Erweiterung der Gartenhaussiedlung geplant. In der Gestaltung und Anordnung der Baukörper schuf der Architekt einen organischen Übergang bzw. eine Antwort auf die von ihm erbauten angrenzenden Bereiche (Gartenhaussiedlung und Stadtmauer)
Zur Boelckestraße und zum Hessenring gibt es dreigeschossige Putzbauten (ockerfarbener Madenputz) mit Walmdach, zur Hoeppnerstraße viergeschossige (ebenfalls Walmdach), ockerfarbenen Sandputz wie die „Stadtmauer“ gegenüber, zum Mohnickesteig steht ein mittlerer viergeschossiger Baukörper mit zusätzlichem Attikageschoss und Flachdach, symmetrisch eingefasst von dreigeschossigen Bauteilen mit Walmdach.
Folgende spezielle Gestaltungsmerkmale kennzeichnen diesen Teilbereich:
- Brauner Klinkersockel, zum Gartenhausgebiet zusätzliches Gesimsband im Erdgeschoss und Rundbögen über den Eingängen aus braunem Sichtmauerwerk, hier graubeigefarbener Sandputz zwischen Sockel und Gesimsband. Fensterfaschen, Loggieneinfassungen und Traufgesims (Hohlkehle) in rotbraunem Glattputz abgesetzt.
- Zur Hoeppnerstraße rechteckige Eingangsöffnungen, kein Gesimsband, Farbigkeit wie vor, braune Klinkerpfeiler an Loggien und Balkonen.
- Zum Mohnickesteig rechteckige braune Sichtmauerwerk – Umrahmungen der Eingänge, mattrosa abgesetzte Balkone in Glattputz mit Klinkerpfeilern. Ockerfarbene Sandputzfassade des Flachdachteils, die anschließenden Baukörper wahrscheinlich andersfarbig, heute mattgrün. Fensterfaschen wie vor (Glattputz, rotbraun).

#### Bereich C5

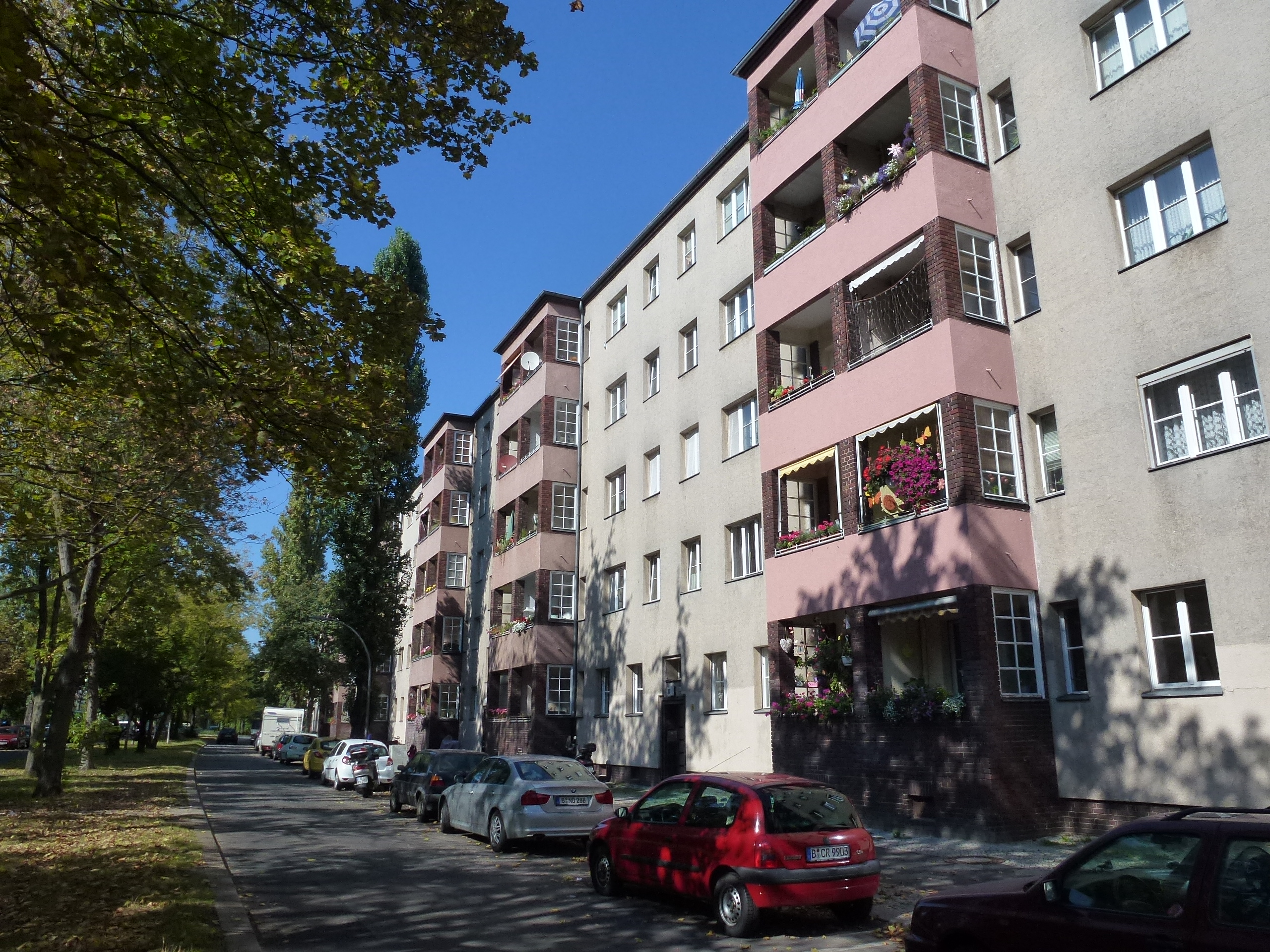
Loewenhardtdamm, Wohnanlage von Fritz Bräuning

Die 1930 bis 1931 nach den Plänen von Fritz Bräuning und Ernst und Günther Paulus entstandene Wohnanlage weist eine höhere Bebauungsdichte auf als die Gartenstadt Neu-Tempelhof. Die fünfgeschossige, mit Walmdächern versehene Wohnanlage besteht aus einem blockartig geschlossenen Wohntrakt am Badener Ring und sechs Zeilen in Nord-Süd-Richtung, die am Bayernring hakenförmige Kopfausbildungen aufweisen. Mit der kammartigen Struktur anstelle einer allseitigen Blockumbauung ist die Wohnanlage ein wichtiges Beispiel für den Siedlungsbau der 1930er Jahre. Mit der Kammform sollten die Wohnungen bei besserer Durchlüftung den gleichen Anteil an Licht und Sonne erhalten. Sie erlaubte es, die Innenfläche eines Baublocks für den Wohnungsbau zu nutzen, sodass sich auf dem Grundstück mehr Wohnungen unterbringen ließen. Die äußeren Hauseingänge besitzen eine profilierte Backsteineinfassung, die hofseitigen Eingänge sind durch blaue Keramikplatten hervorgehoben. Die Grünanlagen zwischen den Zeilen öffnen sich einladend zur Straße. Dazu trägt auch die schleifenförmige Wegeführung im zweiten und vierten Hof bei.

#### Bereich C6

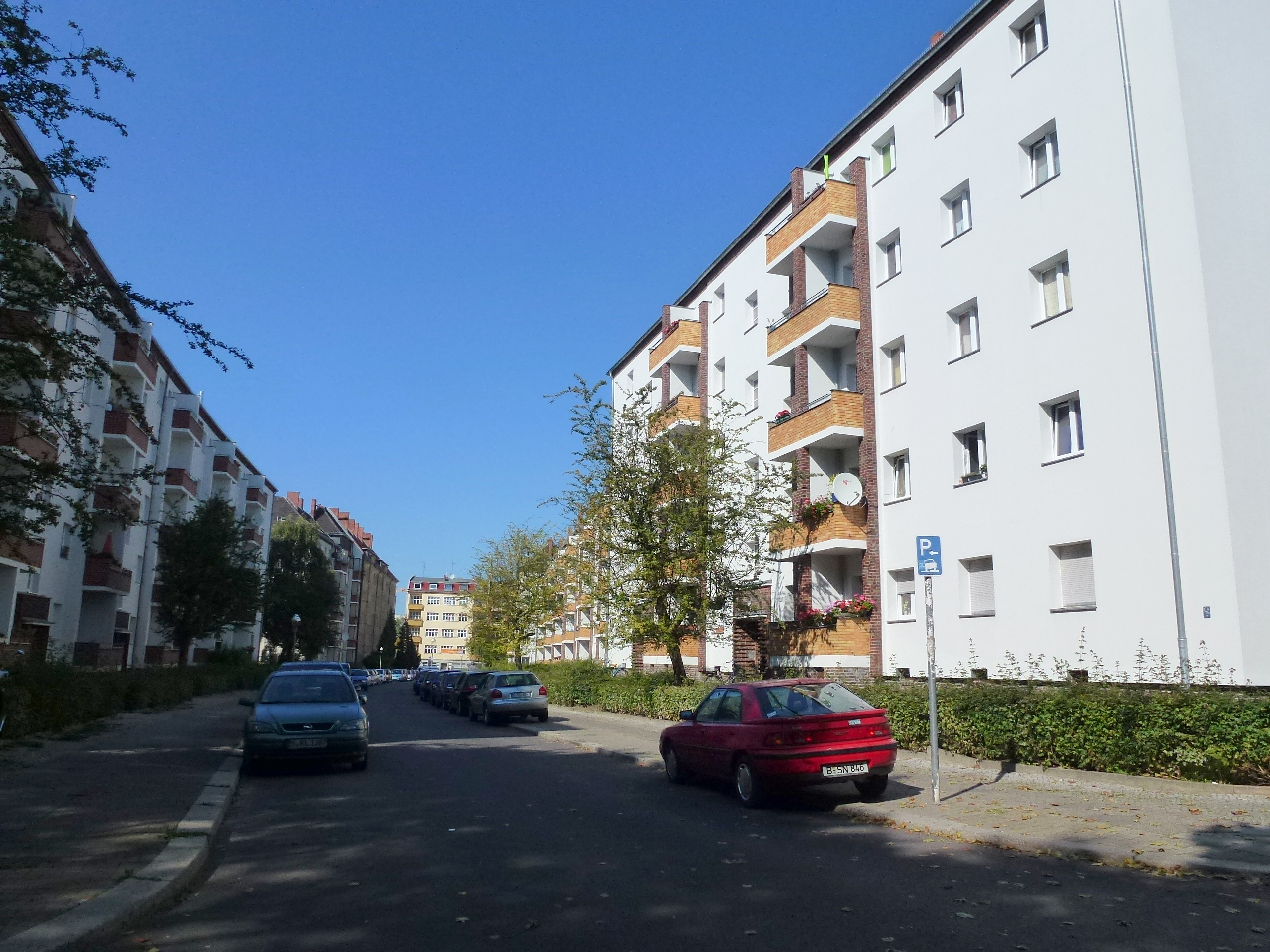
Bereich C6: Höhndorfstraße

Bereits 1925 wurde von der Berliner Straßenbahn-Betriebsgesellschaft im heutigen Bereich Dudenstraße / Löwenhardtdamm / Höhndorfstraße ein halber geschlossener Wohnblock für ihre Mitarbeiter errichtet, der mehrere Jahre alleine stand und auch heute noch auf Luftbildern durch seine roten Dachziegel gut identifizierbar ist. Die übrige Bebauung im Bereich C6 entstand zur selben Zeit wie Bereich C5.

### Großbausiedlungen der 1950er und 1960er Jahre
Die übrig gebliebenen Flächen im Norden und Süden wurden erst in den 1950er und 1960er Jahren bebaut. Hier änderte sich das städtebauliche Konzept ein weiteres Mal. Nun bevorzugten die Bauherren die offene Bauweise gegenüber der Blockrandbebauung.

#### Bereich D1

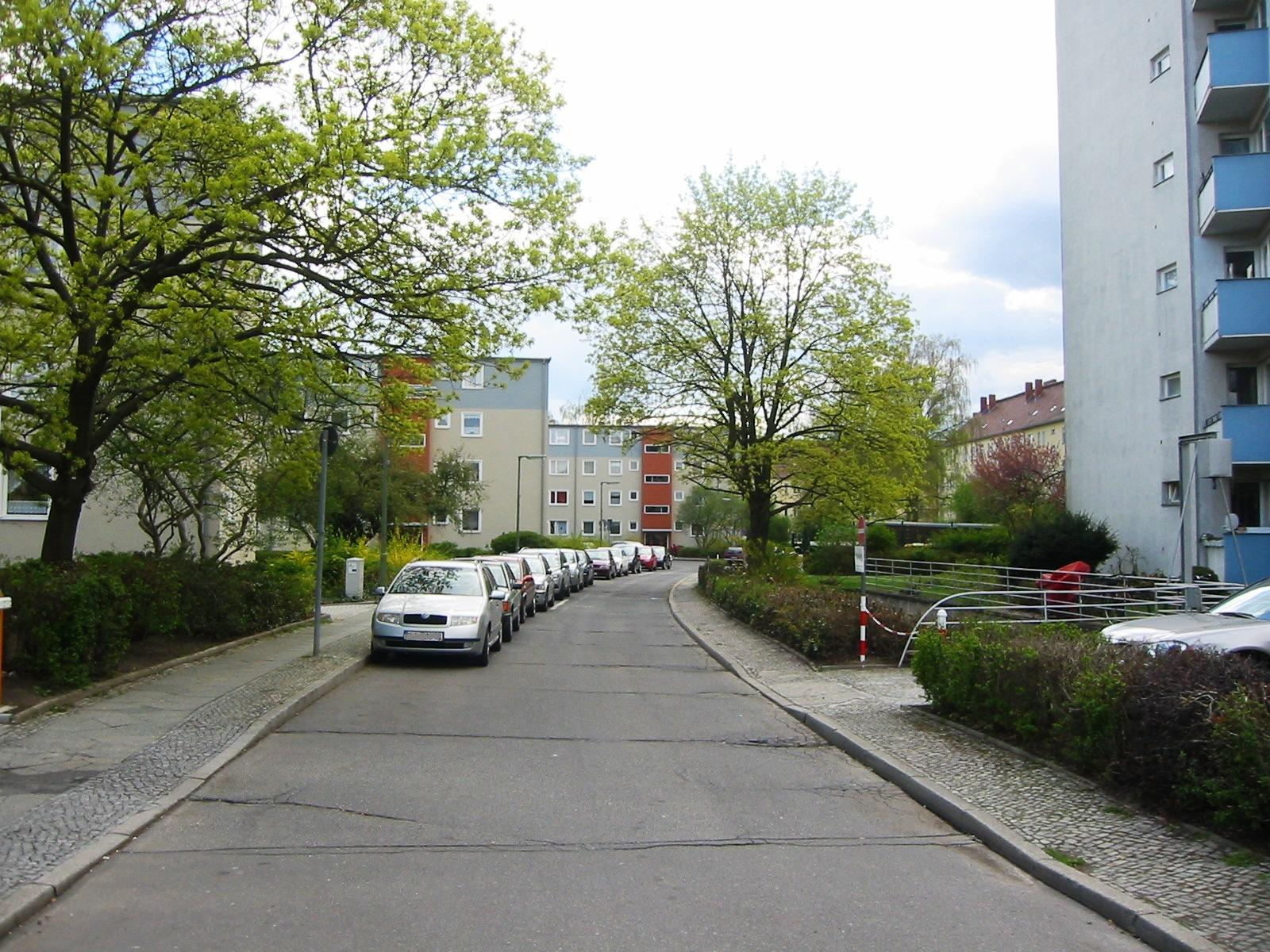
Bereich D1: Udetzeile

Das Gebiet um die Udetzeile und im nördlichen Bereich der Gontermannstraße entstand um 1957. Die Udetzeile dominiert ein achtgeschossiges Hochhaus. In der Gontermannstraße befindet sich auch ein Pavillon, der derzeit von der Wohnbaugesellschaft WoBeGe benutzt wird, aber ursprünglich kleine Geschäfte beherbergen sollte. 

#### Bereich D2

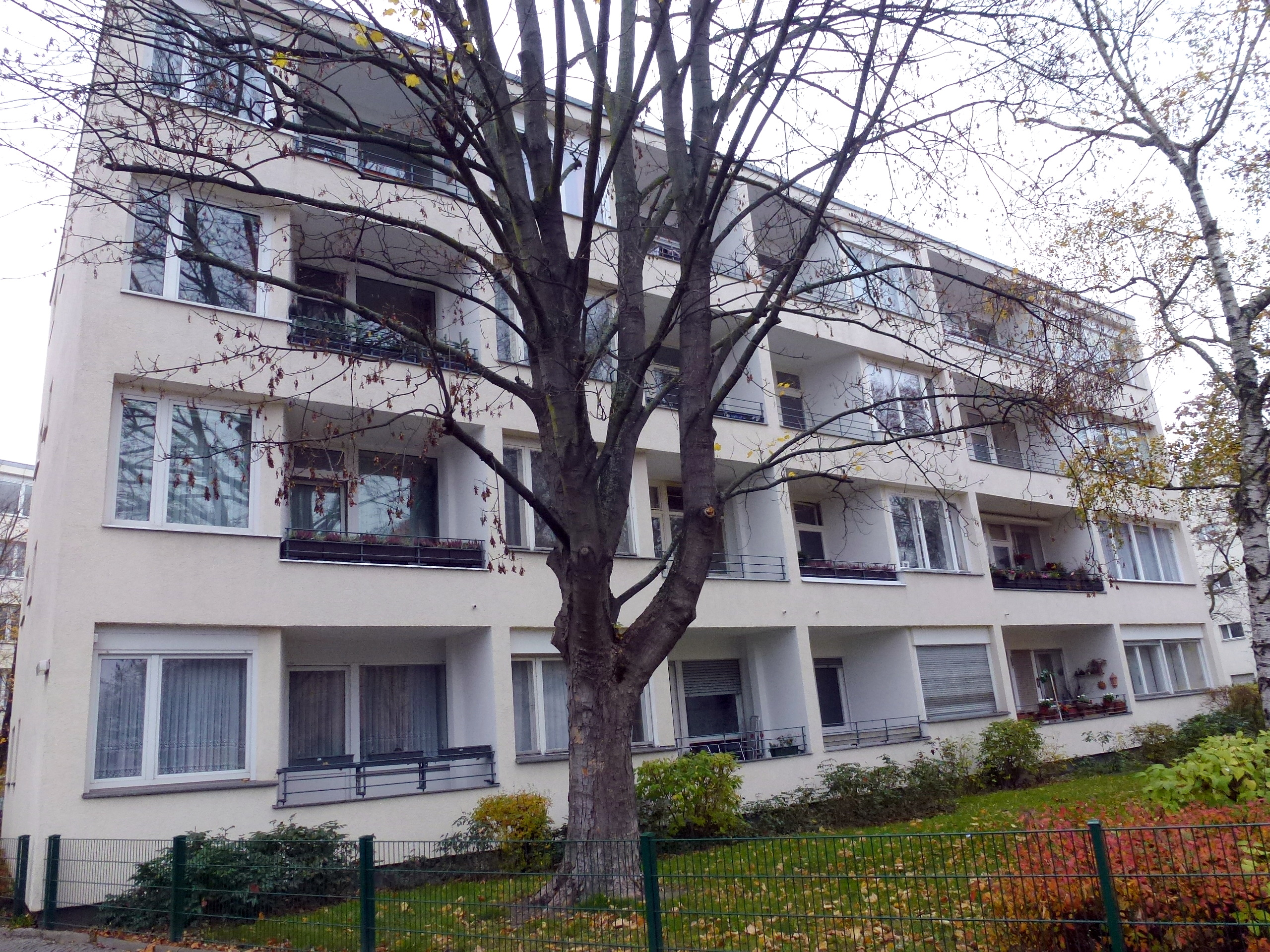
Bereich D2: Wohnblock in der Boelckestraße

Die Wohnanlage der Evangelischen Gemeinnützigen Wohnungsbaugesellschaft ‚Alexanderstiftung‘ entstand 1956–1958 auf dem damals noch unbebauten Gelände zwischen Bayernring und Badener Ring nach den Plänen von Frei Otto und Rudolf Smolla. Die aus sieben vier- bis zehngeschossigen Wohnblöcken bestehende Siedlung ist um einen breiten Grünzug gruppiert. Während die Nordseiten blockartig geschlossen und sehr abweisend gestaltet sind, hat Frei Otto die Südseiten mit großzügig verglasten Fensterfronten versehen. Loggienartige Abschnitte mit liegenden Fensterbändern wechseln sich mit tief eingezogenen Balkonen ab, deren Rückseiten vollständig in Glas aufgelöst sind. Aufgrund dieser Gestaltung wird die Siedlung auch als „Gläserne Stadt“ bezeichnet. Die waagerechten Brüstungsstreifen und die senkrechten, die Balkone begrenzenden Wandscheiben ergeben ein strenges Fassadenraster. Die Wandflächen der kubischen Wohnblöcke sind grau verputzt. Das Prinzip, unterschiedlich dimensionierte Wohnblöcke vom Hochhaus bis zur flachen Wohnzeile in eine begrünte Umgebung zu setzen, war in den 1950er Jahren weit verbreitet.

#### Bereich D3

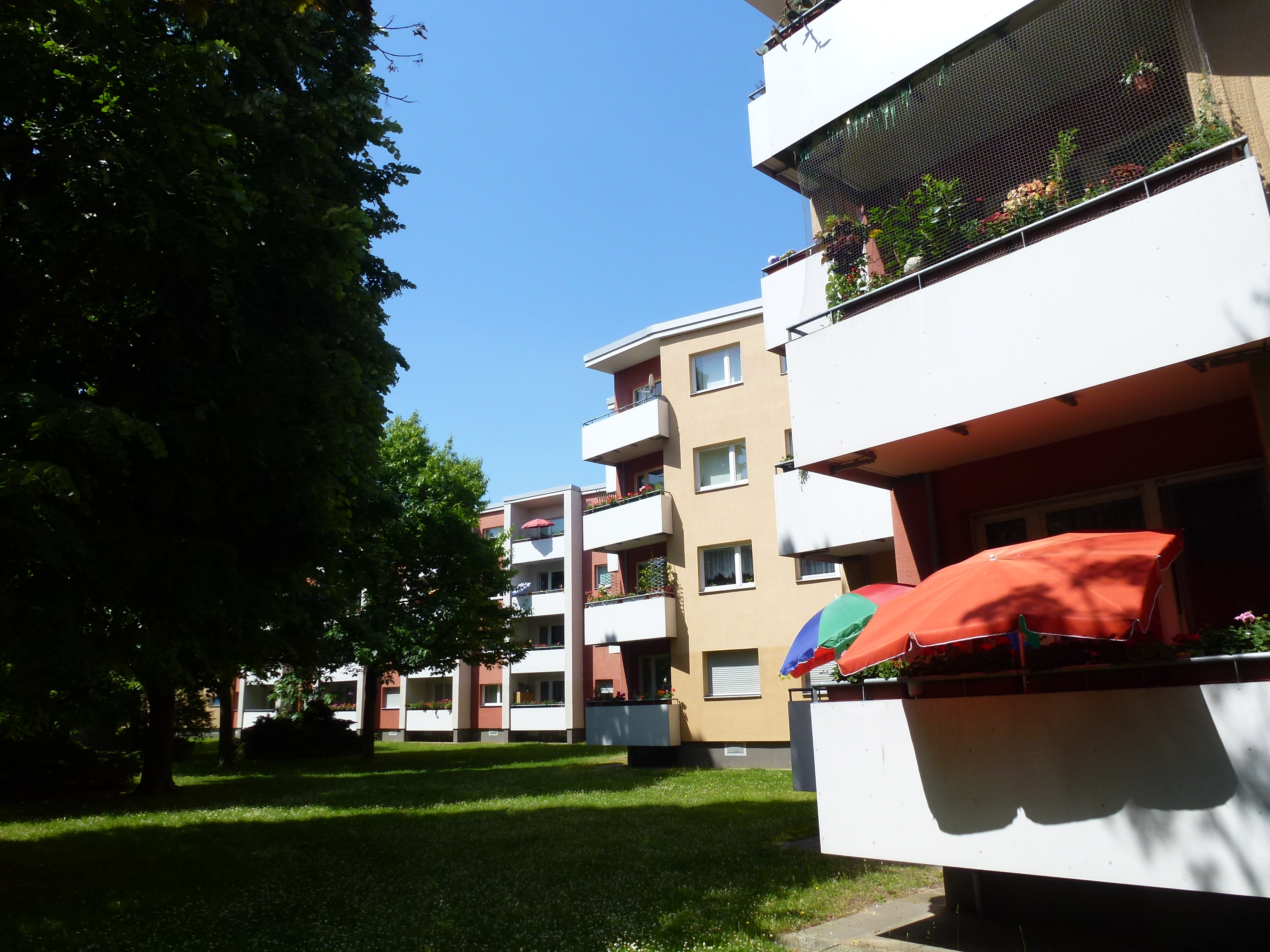
Bereich D3: Wohnblock am Mohnickesteig

Dieser Bereich war für die Erweiterung der Gartenstadt geplant, jedoch wurden die Pläne nicht umgesetzt, weshalb die Fläche zum Anfang der 1960er Jahre noch unbebaut war. Die von der GSW im Bereich D3 zwischen Hoeppnerstraße und Hessenring errichtete Bebauung entstand um 1962 bis 1963 und greift das Konzept der Wohngehöfte von Hans Scharoun in Charlottenburg-Nord auf. Sie besteht aus mehreren drei- bis sechsgeschossigen Wohnblöcken in aufgelockerter Bebauung und einem siebengeschossigen Punkthaus mit anschließendem eingeschossigen Ladentrakt an der Ecke Hoeppnerstraße/Werner-Voß-Damm. Der Komplex wird durch einen langen Fußweg zwischen Hoeppnerstraße und Hessenring erschlossen, an dem mehrere Mietergärten liegen.

#### Bereich D4
Das Grundstück Duden- Ecke Mussehlstraße wurde vor dem Ersten Weltkrieg wie Bereich A hochverdichtet mit einem Haus bebaut, als Anfang eines geschlossenen Wohnblocks, der jedoch nie weitergebaut wurde. Das Haus blieb alleinstehend und wurde im Zweiten Weltkrieg zerstört, seit um 1955 steht auf dem Grundstück eine Tankstelle.
Der übrige Bereich wurde lange Zeit kleingärtnerisch genutzt, ein Bebauungsplan von 1966 teilte das Gebiet: der westliche Teil wurde um 1967 mit für diese Zeit typischen sechsgeschossigen Wohngebäuden bebaut, der östliche Teil 1979 mit einer Berufsoberschule, dem heutigen OSZ Lotis. Dazwischen die Achenbachpromenade als schmaler langgestreckter Grünzug mit Fußweg.

### Einzelbauten

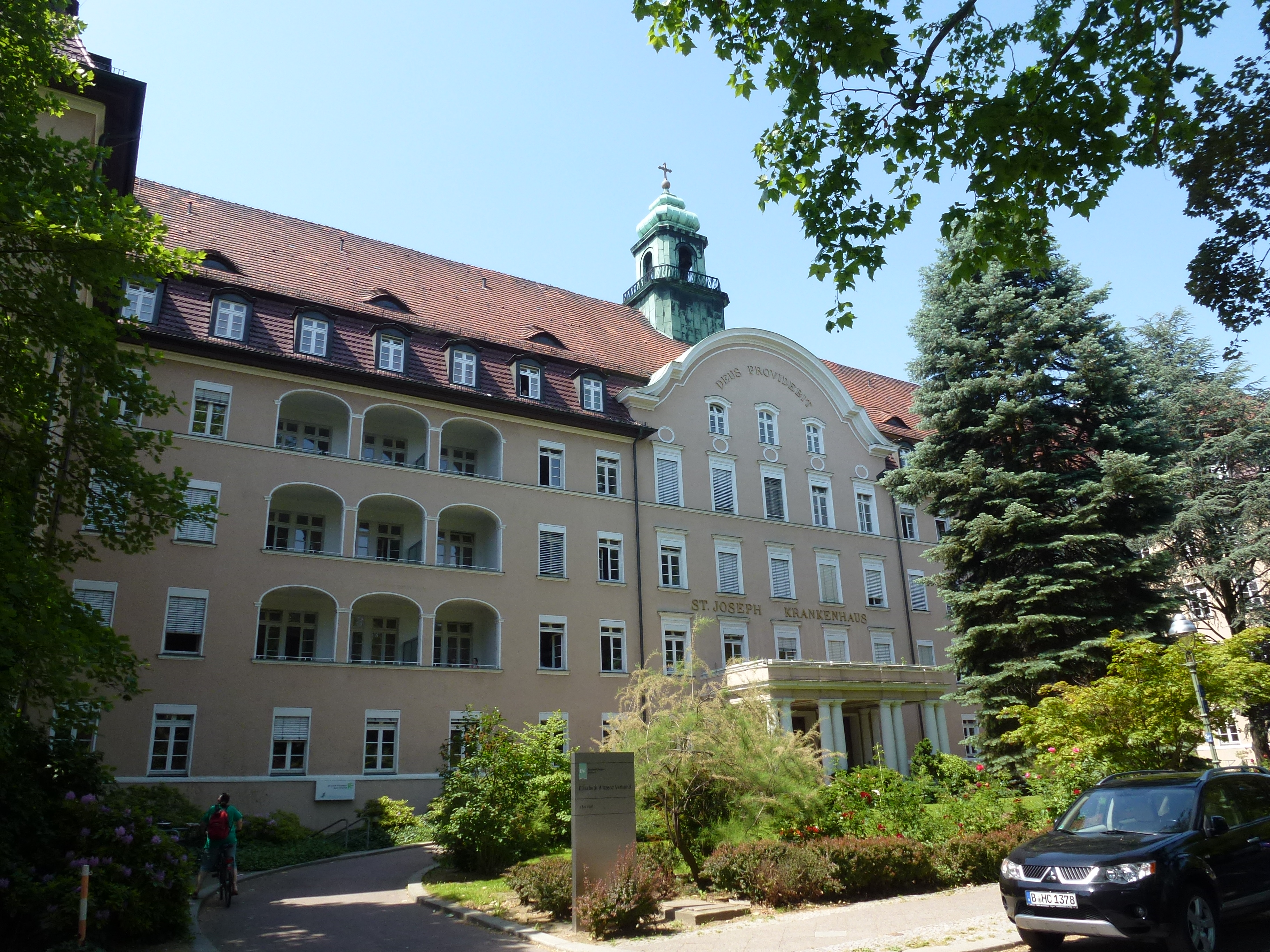
Einzelbauten: St. Joseph-Krankenhaus

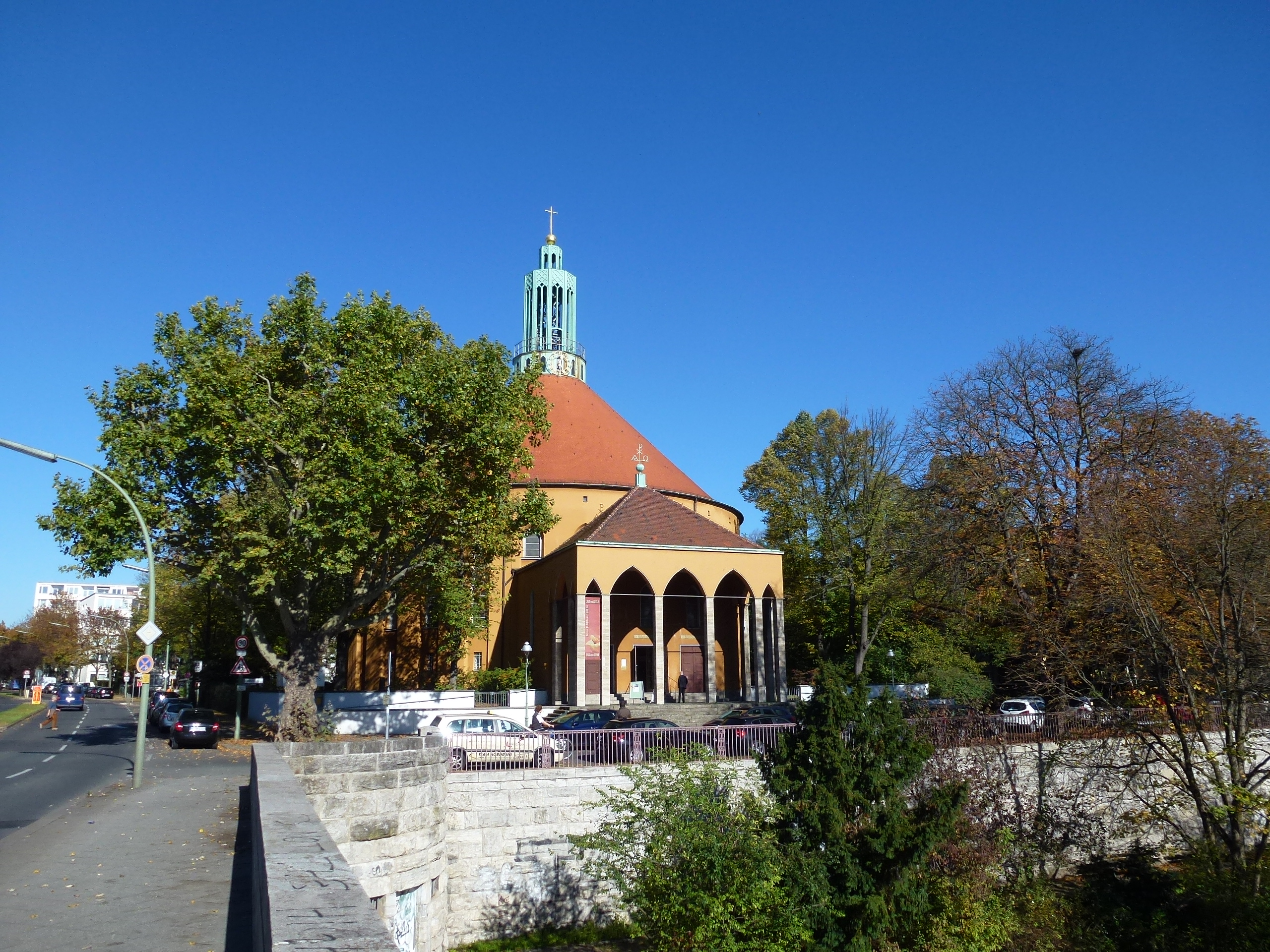
Einzelbauten: Kirche auf dem Tempelhofer Feld

Prägende Einzelbauten, die für die Siedlungscharakteristik große Bedeutung haben, sind im Bereich der Gartenstadt das St. Joseph-Krankenhaus zwischen Gontermannstraße und Bäumerplan 1927–1928 von Ludwig Hoffmann und Friedrich Hennings, das 1927–1929 entstandene ‚Gymnasium und Volksschule Tempelhofer Feld‘ in der Boelckestraße von Fritz Bräuning sowie die 1927–1928 entstandene Kirche auf dem Tempelhofer Feld am Wolffring von Fritz Bräuning. Erst 1958–1959 entstand die katholische St. Judas Thaddäuskirche am Bäumerplan von Reinhard Hofbauer.
Weitere markante Bauwerke sind das Landeskriminalamt Berlin am Tempelhofer Damm, das an die Bauten aus dem Jahr 1913 anschließt und die Kubatur des gegenüberliegenden langgestreckten Verwaltungsgebäude des Flughafens Tempelhof aufgreift, das S-Bahn-Kleingleichrichterwerk Tempelhof in der Hoeppnerstraße (1927–1928) von Richard Brademann sowie der Schwerbelastungskörper in der General-Pape-Straße von 1941 bis 1942, der von der Generalbauinspektion für die Reichshauptstadt (GBI) gebaut wurde um das Setzungsverhalten des Baugrunds im Hinblick auf die Errichtung eines gigantischen Triumphbogens zu überprüfen.

## Parkring Neu-Tempelhof

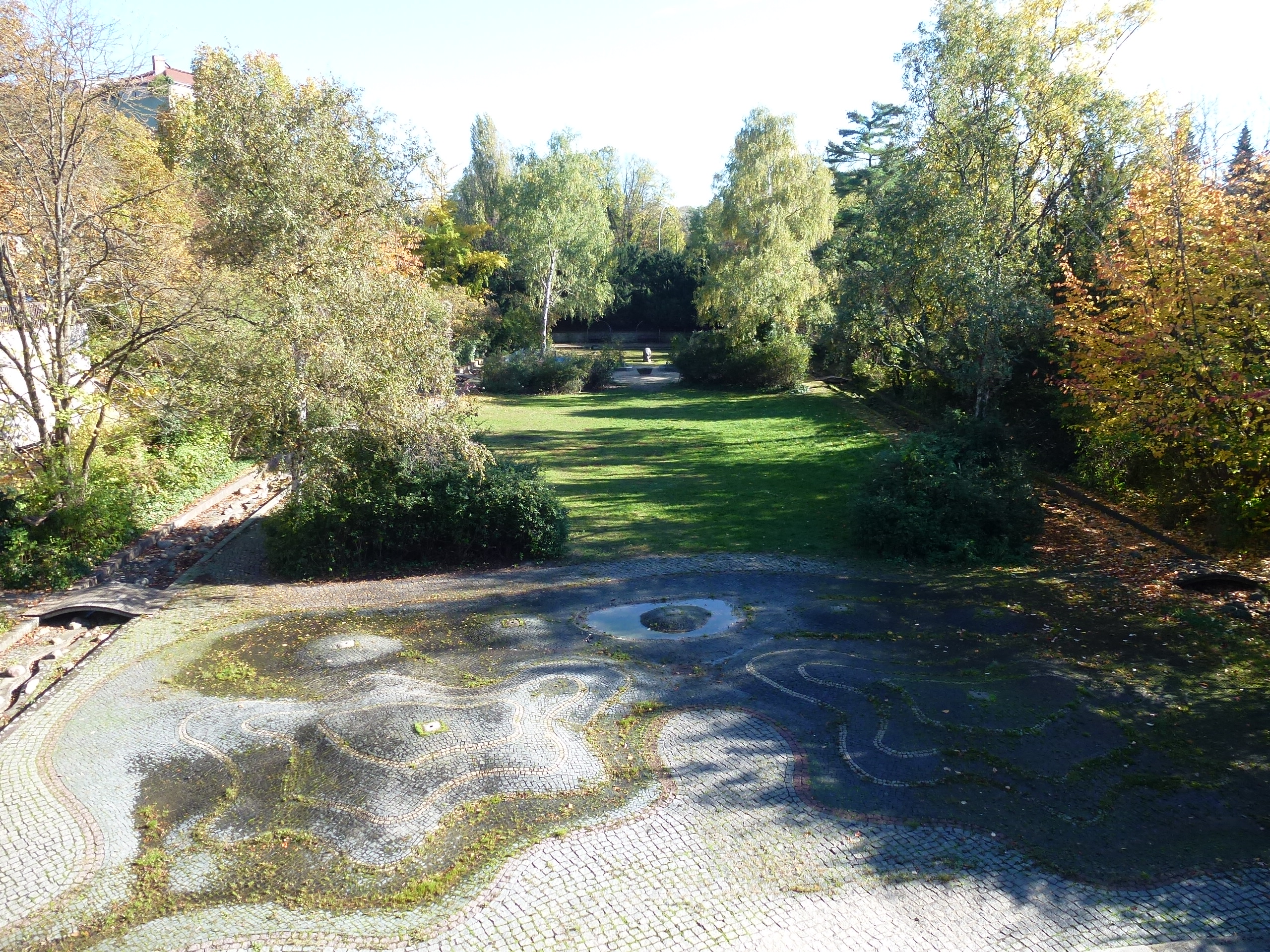
Parkring: Blick von der Boelckebrücke

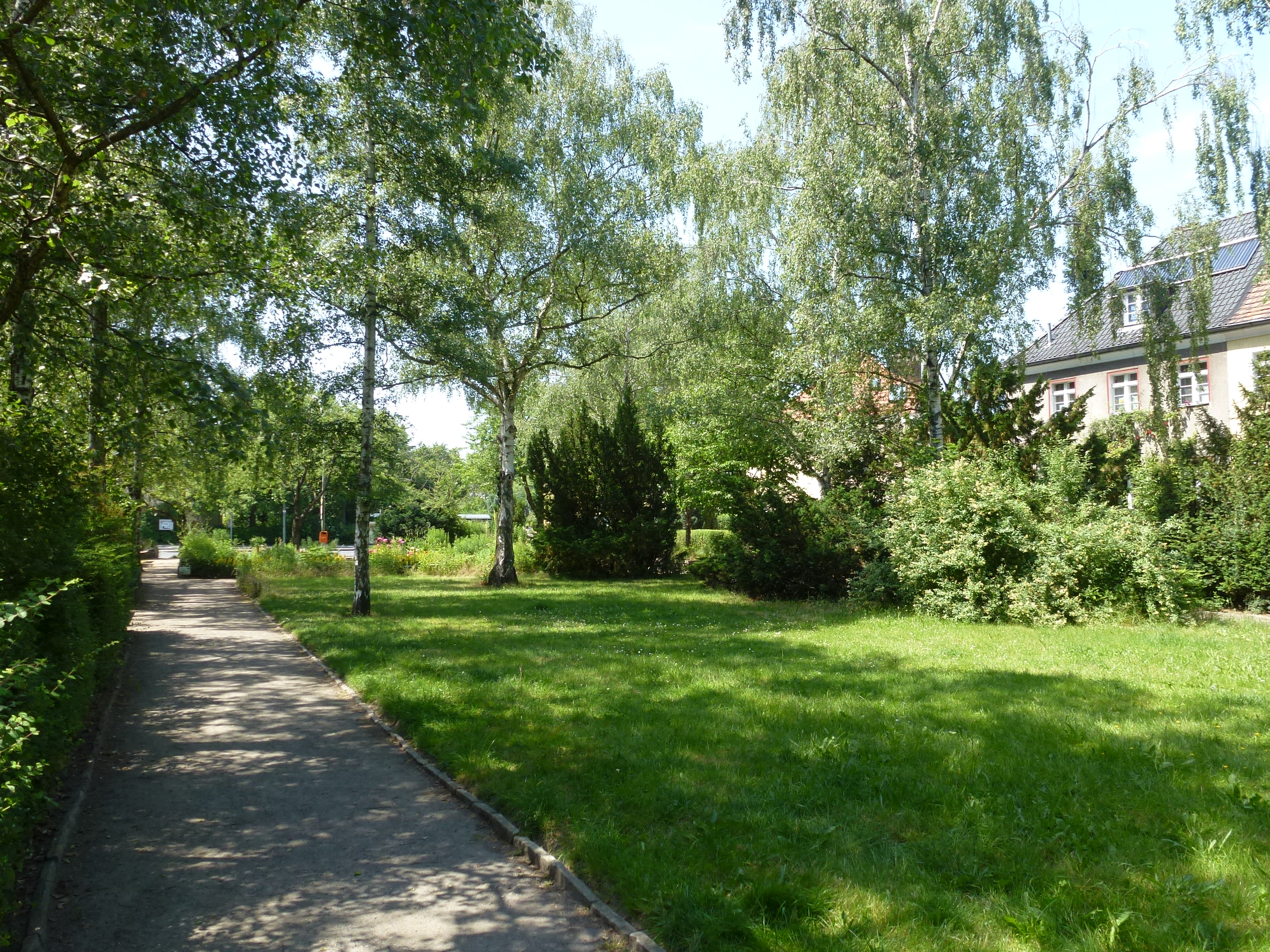
Parkring: Grünfläche am Rumeyplan

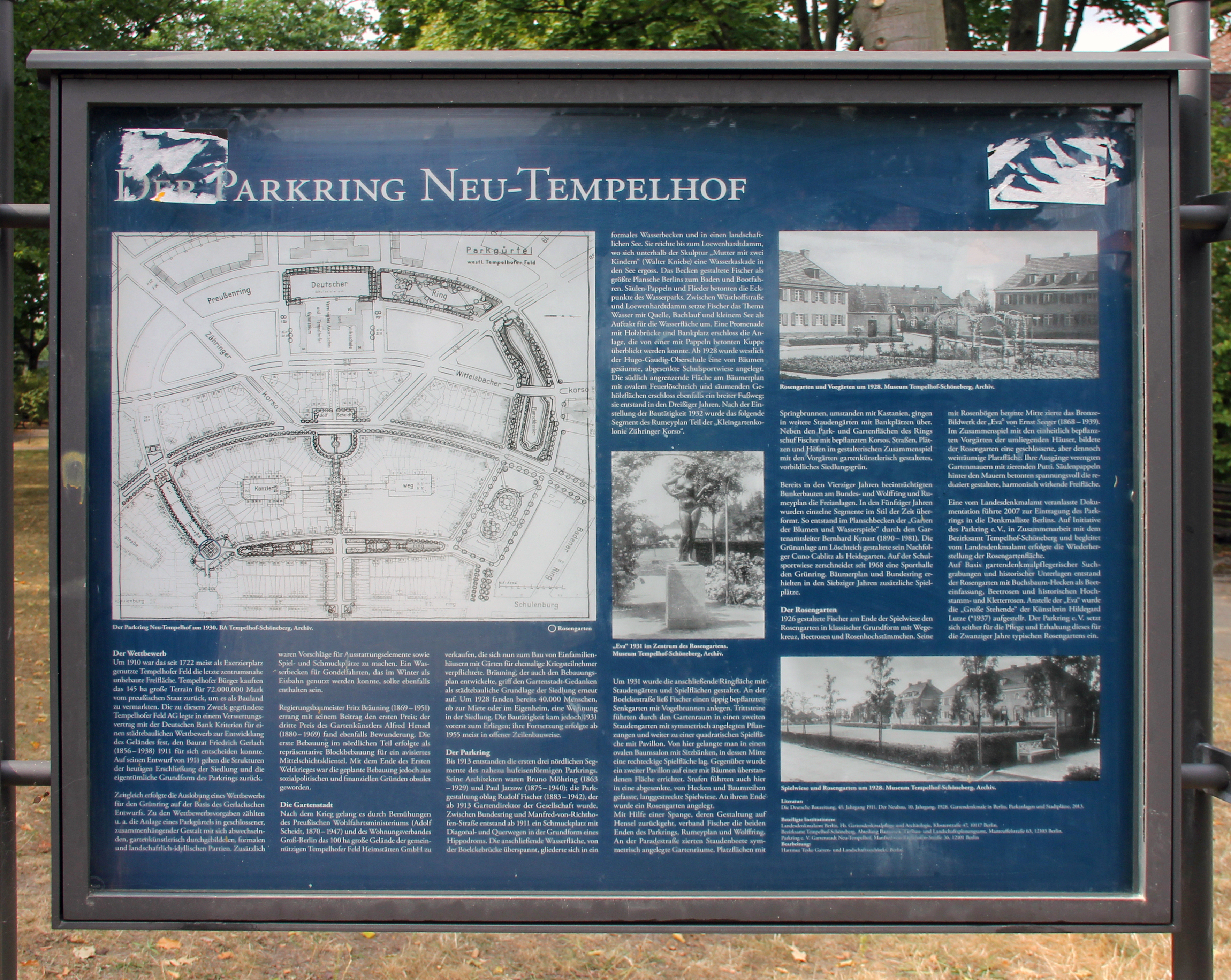
Gedenktafel, Rumeyplan 1, in Berlin-Tempelhof

Für die Ausgestaltung des im Bebauungsplans von 1911 vorgesehenen Parkringes erfolgte ein zweiter Wettbewerb, den Fritz Bräuning für sich entscheiden konnte. Er entwarf einen hufeisenförmigen Grünzug mit sich abwechselnden freien Flächen, dichter bewachsenen Bereichen, Sport- und Spielplätzen sowie Wasserflächen. Es war geplant, den nördlichen Bereich mit dem Wasserbecken abzusenken und den Durchgangsverkehr mit Brücken über den Grüngürtel zu führen. Die ab 1912 ausgeführte Gestaltung des Parkrings nahm nur Motive des ersten Preisträgers Fritz Bräuning und des dritten Preisträgers Alfred Hensel auf, wie etwa die rahmenden Baumreihen des Ringes und die spiegelbildliche Gestaltung am Bundesring. Der maßgebliche Gartenarchitekt von Siedlungsgrün und Parkring war der Bezirksgartendirektor Rudolf Fischer, der von 1912 bis 1931 Entwürfe erstellte und ab 1913 bei der Tempelhofer Feld AG als Gartendirektor arbeitete, allerdings waren am ersten – bis 1914 fertiggestellten – Bauabschnitt auch die Architekten Bruno Möhring und Paul Jatzow beteiligt. Zwischen Loewenhardtdamm und Manfred-von-Richthofen-Straße entstand ein Weiher, der östlich der Boelckebrücke als geometrische Anlage mit Plansch- und Ruderbecken (1947 geschlossen), westlich davon als See mit natürlichen Ufern ausgebildet war (heute: Kynastteich).
Mit dem neuen Bebauungsplan von Fritz Bräuning von 1920 bis 1928 sowie Errichtung der Schul- und Krankenhausgruppe an Boelckestraße und Bäumerplan zum Ende der 1920er Jahre wurde die Erstanlage des Parkrings südlich reduziert. Es entstand 1930 eine „Schulspielwiese“, die straßenseitig Hecken und Platanen einfassten. Das 1968 mit einer Turnhalle bebaute Areal dient aktuell dem Schulsport. In den 1940er Jahren entstanden am Schreiberring, am Rumeyplan sowie am Bundesring Bunkerbauten, die noch heute erhalten sind und sich sehr störend auswirken. Weitere Umgestaltungen fanden 1952/1953 durch Bernd Kynast im Bereich des geschlossenen Planschbeckens statt. Es entstand ein Garten mit Wasserspielen, in einer vielfältig nutzbaren Erholungsanlage für Kinder und Erwachsene.
Im Jahr 2003 gab es Pläne seitens des Bezirksamtes, einen Teil des Parkrings als Mitarbeiterparkplatz für das St. Joseph-Krankenhaus umzuwidmen. Hiergegen engagierte sich die Bürgerinitiative Neue Wege für Neu-Tempelhof erfolgreich. Seit 2006 werden die Grünanlagen, die durch jahrelange Vernachlässigung des Bezirks stark gelitten hatten, von dem Verein Parkring e. V. betreut und gepflegt, wozu Pflegevereinbarungen, Führungen und Kulturveranstaltungen gehören. Als Leuchtturmprojekt wurde gemeinsam mit dem Bezirk und dem Landesdenkmalamt der historische Rosengarten wiederhergestellt und am 15. September 2009 feierlich eingeweiht.

## Fliegerviertel
Bei ihrer Anlage wurden die Straßen Neu-Tempelhofs nach deutschen Herrschergeschlechtern wie Hohenzollernkorso, Zähringerkorso oder Namen von Bundesstaaten des am 18. Januar 1871 proklamierten Deutschen Kaiserreichs, wie Hessenring und Württemberger Ring benannt. Am 4. August 1930 erhielten dann die vorher unbenannten Straßen Höhndorfstraße, der Siegertweg, die Wintgensstraße, die Wölfertstraße sowie die Wüsthoffstraße Namen nach Jagdfliegern aus dem Ersten Weltkrieg und nach Flugpionieren (Friedrich Hermann Wölfert). Am „Tag der Luftwaffe“ (21. April 1936), dem 18. Todestag des Jagdfliegers Manfred von Richthofen, erhielten – im seitdem „Fliegerviertel“ genannten Quartier – auf Anweisung von Hermann Göring weitere Straßen Namen von Kampffliegern des Ersten Weltkriegs. Die neu eingerichtete Udetzeile erhielt als letzte Fliegerstraße ihren Namen am 29. April 1957. Die Boelckestraße (vorher: Wittelsbacherkorso) und Manfred-von-Richthofen-Straße (vorher: Hohenzollernkorso) sind Hauptstraßen im Fliegerviertel.
Nach dem Zweiten Weltkrieg plante der Berliner Magistrat völlig neue Straßennamen für das Viertel. Die Flieger sollten durch pazifistische Schriftstellerinnen und Schriftsteller ersetzt werden; so war beispielsweise anstelle der Manfred-von-Richthofen-Straße die Benennung Mühsamstraße (nach dem Publizisten Erich Mühsam) vorgesehen. Auch Bertha von Suttner, Ada Negri, Ernst Toller, Georg Büchner, Franz Werfel und weitere Literaten sollten auf die Straßenschilder; dazu kam es jedoch nicht.

## Heutige Situation
Die Gartenvorstadt Tempelhofer Feld, zu Beginn der 1920er Jahre von damaligen Tempelhofer Bezirksstadtbaurat Fritz Bräuning entworfen, ist nicht nur die größte derartige Anlage im Berliner Stadtgebiet, sondern auch das städtebaulich bedeutendste Ensemble dieser Epoche im Bezirk Tempelhof-Schöneberg. Zum Schutz dieses Gebietes erließ die Senatsverwaltung für Stadtentwicklung und Umweltschutz, damals vertreten durch den Senator Volker Hassemer, die Verordnung über die Erhaltung baulicher Anlagen und der städtebaulichen Eigenart des Gebietes Neu-Tempelhof im Bezirk Tempelhof von Berlin vom 29. August 1991. Sie beschreibt den räumlichen Geltungsbereich der Verordnung (die Bereiche B, C1–C4 und D3), den Gegenstand der Verordnung, nach der der Abbruch, die Änderung, die Nutzungsänderung oder die Errichtung baulicher Anlagen der Genehmigung bedürfen, sowie die Verletzung von Vorschriften. Für die übrigen Bereiche gibt es keine besondere Erhaltungsverordnung.
Nach der Schließung des Flughafens Tempelhof hat sich insbesondere die Gartenstadt zu einem gefragten Wohngebiet entwickelt, das sich durch städtische Nähe, gute Verkehrsanbindung und ruhige Lage inmitten der Großstadt auszeichnet.

## Bekannte Anwohner

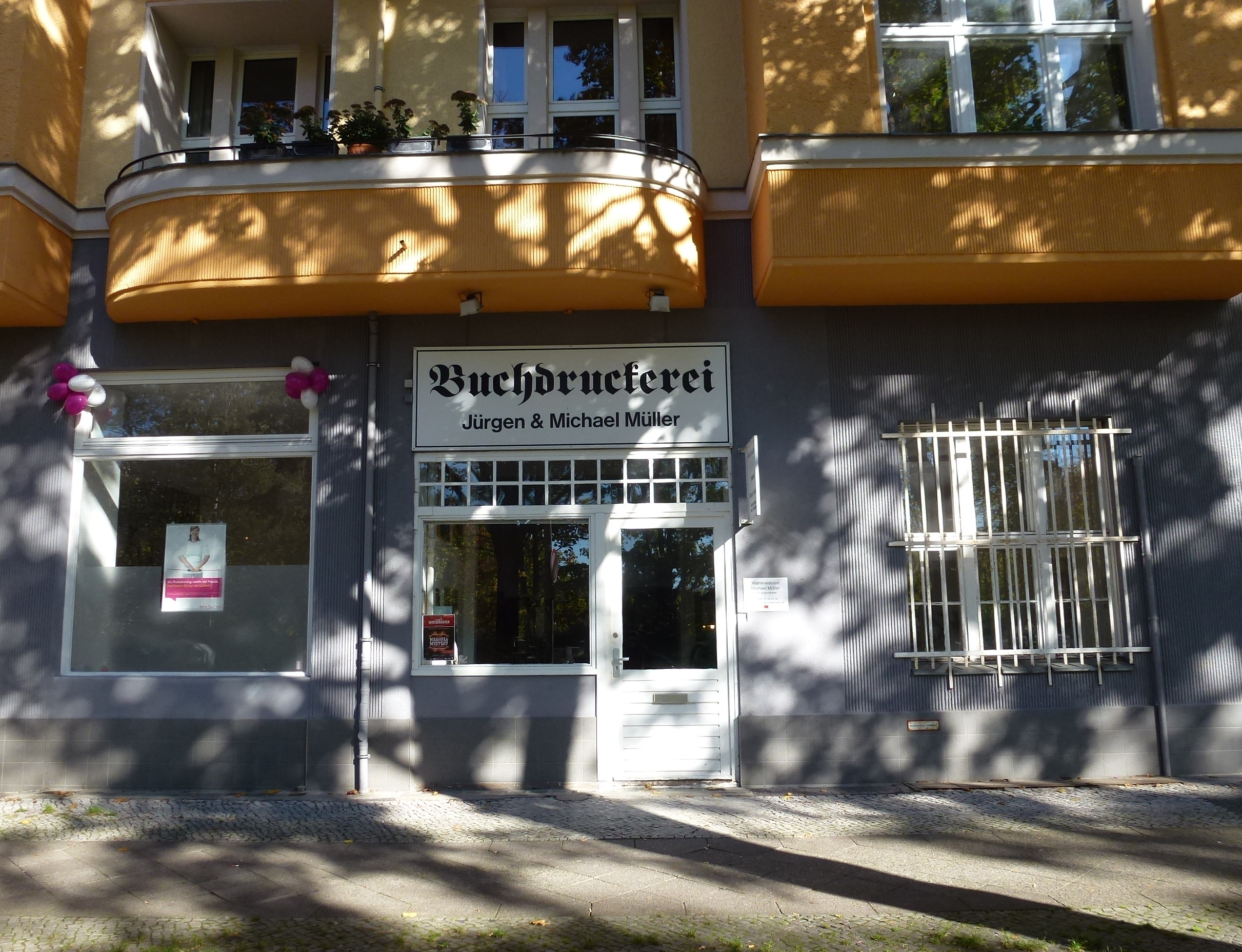
Buchdruckerei Müller am Bayernring

- Berlins ehemaliger Regierender Bürgermeister Michael Müller wohnt im Schulenburgring unweit vom Tempelhofer Feld, dessen von ihm maßgeblich geplante Bebauung durch den Volksentscheid zum Tempelhofer Feld abgelehnt wurde. Am Bayernring betrieb er gemeinsam mit seinem Vater eine Buchdruckerei, in der er bis 2004 noch selbst an der Druckmaschine stand.[28]
- Elisabeth Abegg (1882–1974) war eine Pädagogin und Widerstandskämpferin gegen den Nationalsozialismus. Sie lebte von 1928 bis 1973 im Tempelhofer Damm 56 (bis 1949: Berliner Straße 24a). Sie versteckte dort zwischen 1942 und 1945 zusammen mit Hilfe ihrer Schwester Julia Abegg mehrere, hauptsächlich jüdische, Menschen vor der Verfolgung durch die Nazis.
- Fritz Bräuning (1879–1951) war Architekt und Stadtplaner sowie Stadtbaurat in Tempelhof, er wohnte von 1924 bis 1944 im Hohenzollernkorso 54b, ab April 1936: Manfred-von-Richthofen-Straße 77. 1934 wurde er entlassen, da er mit Käte Bräuning (geborene Berliner) verheiratet war, gemäß der Nürnberger Gesetze eine Halbjüdin.[29] Das Haus brannte 1944 durch einen Bombentreffer aus.
- Dorothea Hirschfeld (1877–1966) war eine Wegbereiterin der Sozialarbeit in Deutschland und SPD-Politikerin. Ihr gehörte ab 1927 das Haus in der Manfred-von-Richthofen-Straße 160 (vor der Umbenennung Hohenzollernkorso 32), sie lebte dort mit mehreren Mitgliedern ihrer Familie und Untermietern. Am 31. August 1942 wurde Selma Wolfram (1872–1943) aus dem Haus in das KZ Theresienstadt deportiert und am 28. April 1943 ermordet. Sie war zuletzt Konrektorin der Jüdischen Mittelschule für Mädchen und wohnte seit 1940 als Untermieterin bei der Familie Hirschfeld.  Pauline Hirschfeld (1886–1942), die Schwester von Dorothea, nahm sich dort am 25. Oktober 1942 das Leben, sehr wahrscheinlich wegen ihrer bevorstehenden Deportation. Am 3. Oktober 1942 wurde Dorothea Hirschfeld in das KZ Theresienstadt deportiert, überlebte aber den Holocaust und kehrte im August 1945 nach Berlin zurück.
- Max Hodann, Arzt, Eugeniker und Sexualpädagoge (1894–1946), lebte mit seiner Familie ab 1928 bis zu seiner Emigration 1933 in der Wiesenerstraße 34.
- Kurt Lewin, Professor der Psychologie (1890–1947), besaß ein 1925–1926 erbautes Haus im Hohenzollernkorso 54a, ab April 1936 Manfred-von-Richthofen-Straße 79. Er selbst musste bereits kurz nach der „Machtergreifung“ der Nazis 1933 in die USA emigrieren, danach wohnten seine Mutter Recha Lewin (geb. Engel; 1866–1943) und sein Bruder Egon Lewin (1893–1951) dort. Während seinem Bruder ebenfalls die Flucht in die USA gelang, wurde seine Mutter aus den Niederlanden in das Vernichtungslager Sobibor deportiert und ermordet. Aus diesem Haus wurden mehrere Menschen in den Tod deportiert, unter anderem Martha Elisa Karpe (geb. Engel; 1873–1943) und Erich Cohn (1879–1942) mit seiner Frau Hertha Cohn (geb. Toller; 1889–1942), sie war die Schwester von Ernst Toller.
- Bruno Sattler (1898–1972) war während der NS-Zeit Kriminaldirektor und SS-Sturmbannführer, bei den Einsatzgruppen der Sicherheitspolizei und des SD in der UdSSR und Gestapochef in Belgrad. Im Jahr 1942 eigneten sich er und seine Frau Elfriede (1904–1984) ein Haus in der Manfred-von-Richthofen-Straße 125 an, das dem Kaufmann Baruch Bernhard Leon (geb. 1867) gehörte. Er stand als Eigentümer für den Neubau im Hohenzollernkorso 48c ab 1926 im Berliner Adreßbuch. Er starb am 16. April 1941 in Berlin, seine Schwester Hulda Leon (geb. 1862) und sein Bruder Moritz Leon (geb. 1857) wohnten in diesem Haus. Hulda verstarb dort am 13. November 1940, Moritz wurde am 7. Juli 1942 in das KZ Theresienstadt deportiert, wo er innerhalb von zwölf Tagen zu Tode kam. Gertrud Leon (1881 geb. Markwald), die Ehefrau und Erbin von Baruch Leon, veräußerte Mitte 1942 das Haus unter Zwang und zu einem sehr niedrigen Preis in der Annahme, dass Bruno Sattler dafür sorgt, sie vor einer Deportation zu schützen. Diese Annahme war falsch, Gertrud Leon wurde nach dem Verkauf des Hauses zusammen mit Moritz Leon am 7. Juli 1942 nach Theresienstadt deportiert, von dort am 9. Oktober 1944 weiter in das KZ Auschwitz und ermordet.

## Mahnmale
- Gedenktafeln
  - Gedenktafel zur Berliner Kapitulation am 2. Mai 1945, Schulenburgring 2

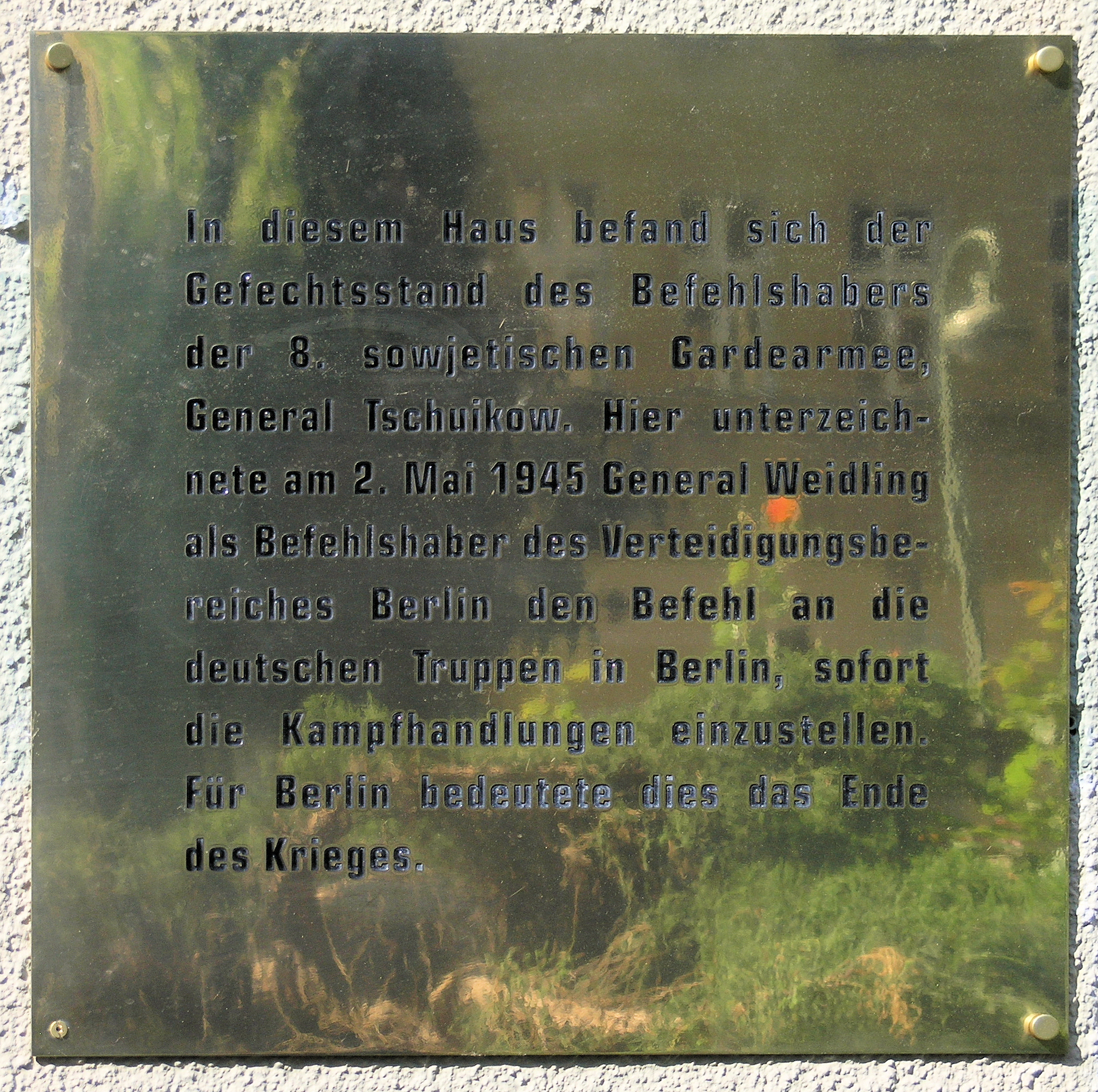
Gedenktafel zur Berliner Kapitulation am 2. Mai 1945

- Berliner Gedenktafeln
  - Ehemalige Synagoge Neu-Tempelhof, Mussehlstraße 22
  - Elisabeth Abegg, Tempelhofer Damm 56
  - Fritz Bräuning, Manfred-von-Richthofen-Straße 77
  - Lothar Erdmann, Adolf-Scheidt-Platz 3
  - Gertrud Rothgiesser, Paradestraße 35

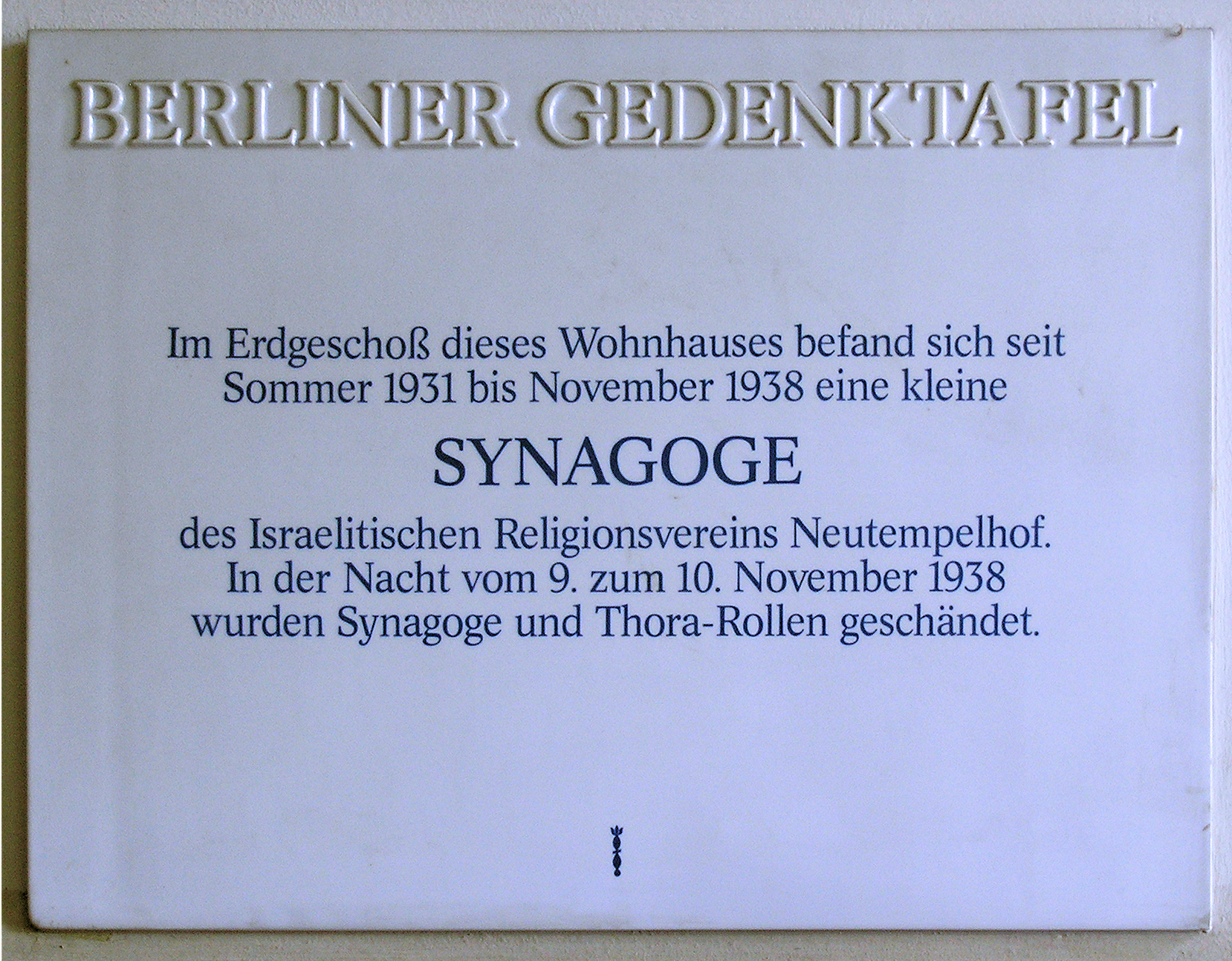
Berliner Gedenktafel ehemalige Synagoge Neu-Tempelhof
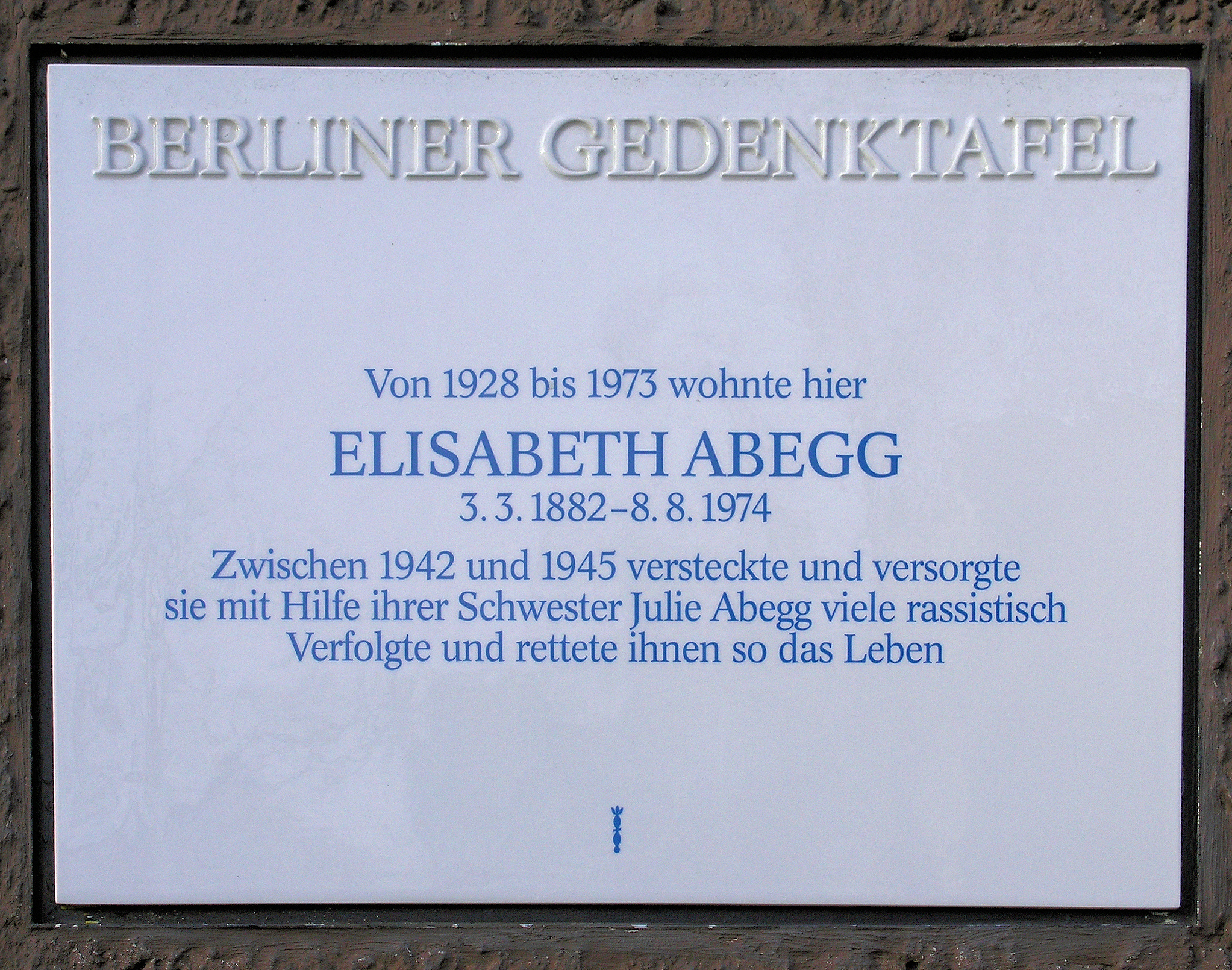
Berliner Gedenktafel für Elisabeth Abegg
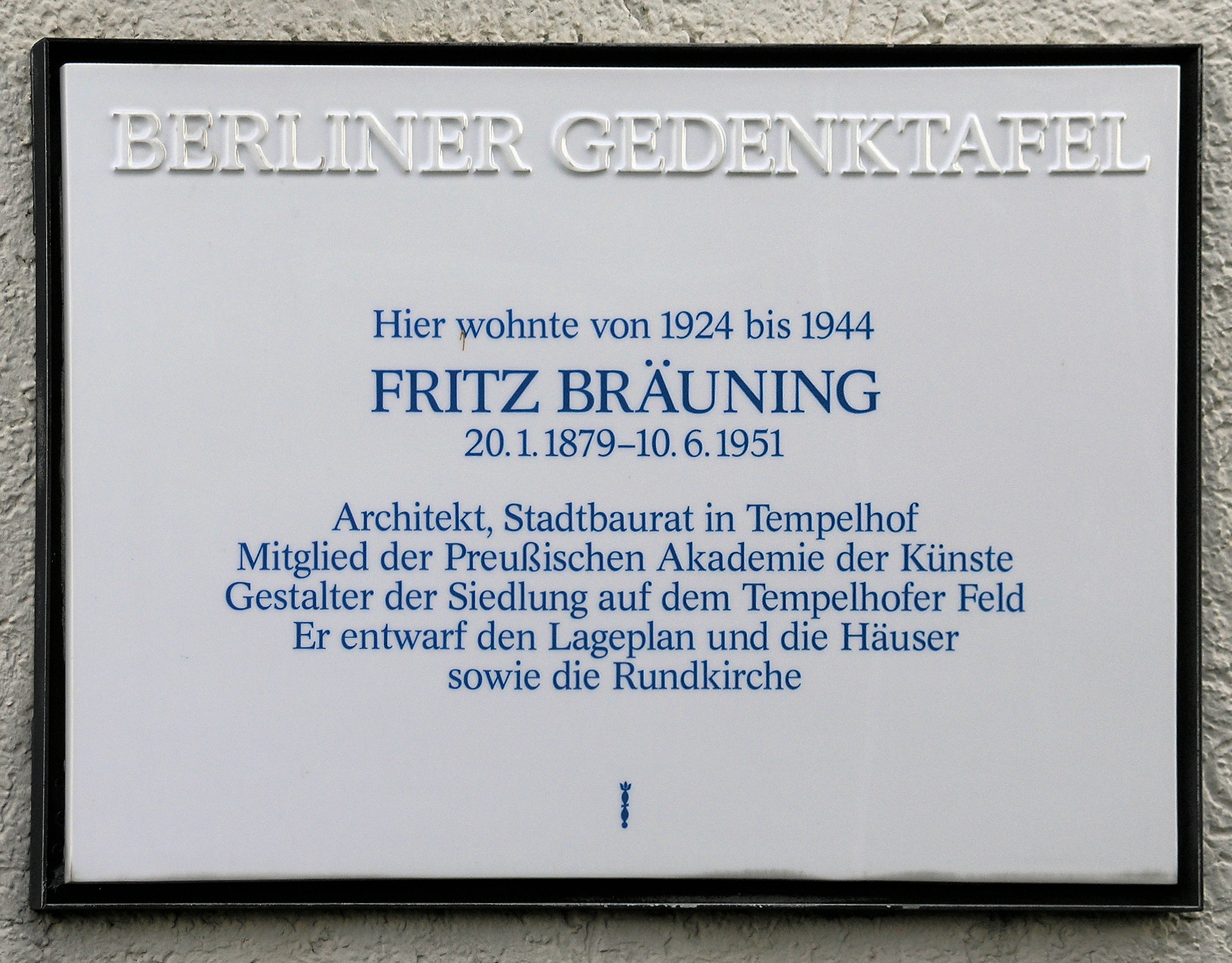
Berliner Gedenktafel für Fritz Bräuning
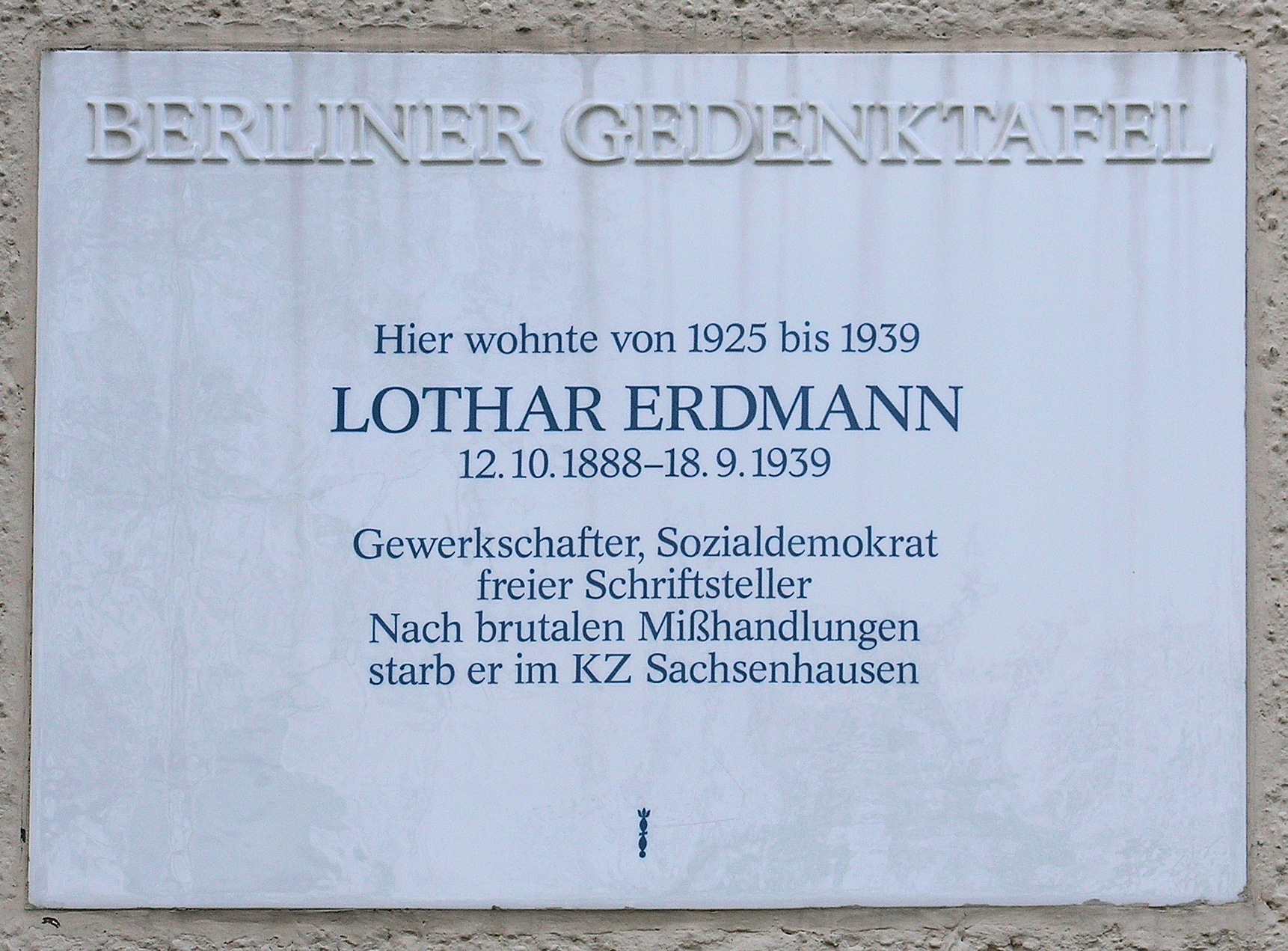
Berliner Gedenktafel für Lothar Erdmann
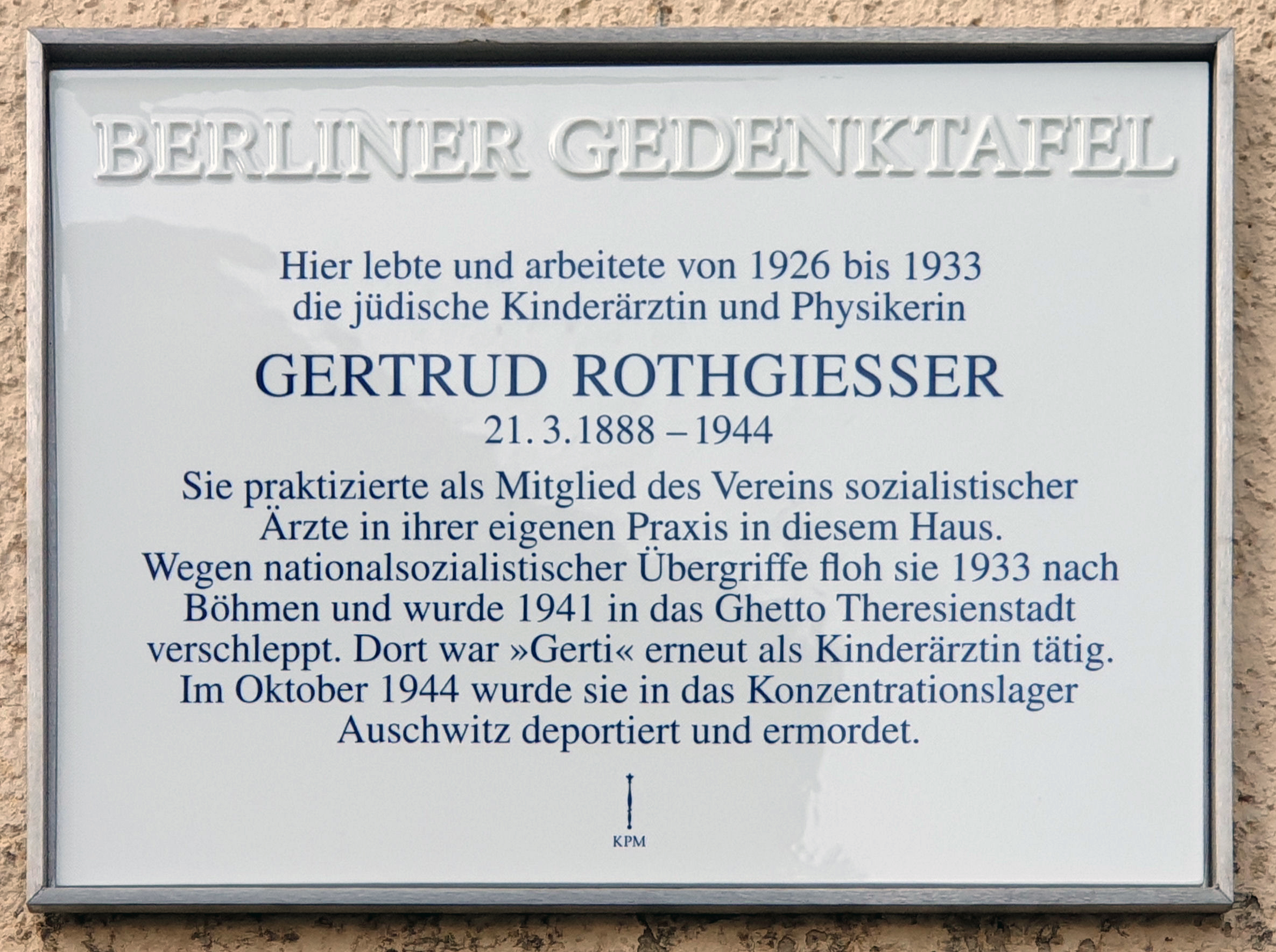
Berliner Gedenktafel Gertrud Rothgiesser

- Stolpersteine
  - Else Ansbach, Peter-Strasser-Weg 22
  - Oskar Ansbach, Peter-Strasser-Weg 22
  - Ryfka Bittermann, Kleineweg 129
  - Ernestine Grünbaum, Wiesenerstraße 35
  - Gisela Grünbaum, Wiesenerstraße 35
  - Artur Grunwald, Schulenburgring 2
  - Carl Grunwald, Schulenburgring 2
  - Rosa Grunwald, Schulenburgring 2
  - Helmuth Klotz, Manfred-von-Richthofen-Straße 221
  - Franz Klühs, Kleineweg 77
  - Erich Kuttner, Burgherrenstraße 4
  - Otto Laabs, Hoeppnerstraße 4
  - Lilly Lewandowsky, Tempelhofer Damm 84
  - Hermann Lewin, Manfred-von-Richthofen-Straße 30
  - Marie Lewin, Manfred-von-Richthofen-Straße 30
  - Käte Liebert, Manfred-von-Richthofen-Straße 9
  - Max Liebert, Manfred-von-Richthofen-Straße 9
  - Werner Liebert, Manfred-von-Richthofen-Straße 9
  - Franziska Liefmann, Wiesenerstraße 33
  - Alex Gerd Panthauer, Kleineweg 105
  - Erna Panthauer, Kleineweg 105
  - Siegfried Panthauer, Kleineweg 105
  - Ursula Panthauer, Kleineweg 105
  - Sophie Rausch, Burgherrenstraße 2
  - Max Reissner, Manfred-von-Richthofen-Straße 28
  - Elisabeth Schumacher, Werner-Voß-Damm 42
  - Kurt Schumacher, Werner-Voß-Damm 42
  - Elise Wegner, Wiesenerstraße 35
  - Emma Weiland, Bäumerplan 11
  - Max Westphal, Paradestraße 22
  - Ilse Widmann, Wiesenerstraße 35
  - Erna Wolfram, Manfred-von-Richthofen-Straße 169
  - Paul Wolfram, Manfred-von-Richthofen-Straße 169
  - Peter Paul Wolfram, Manfred-von-Richthofen-Straße 169
  - Selma Wolfram, Manfred-von-Richthofen-Straße 169

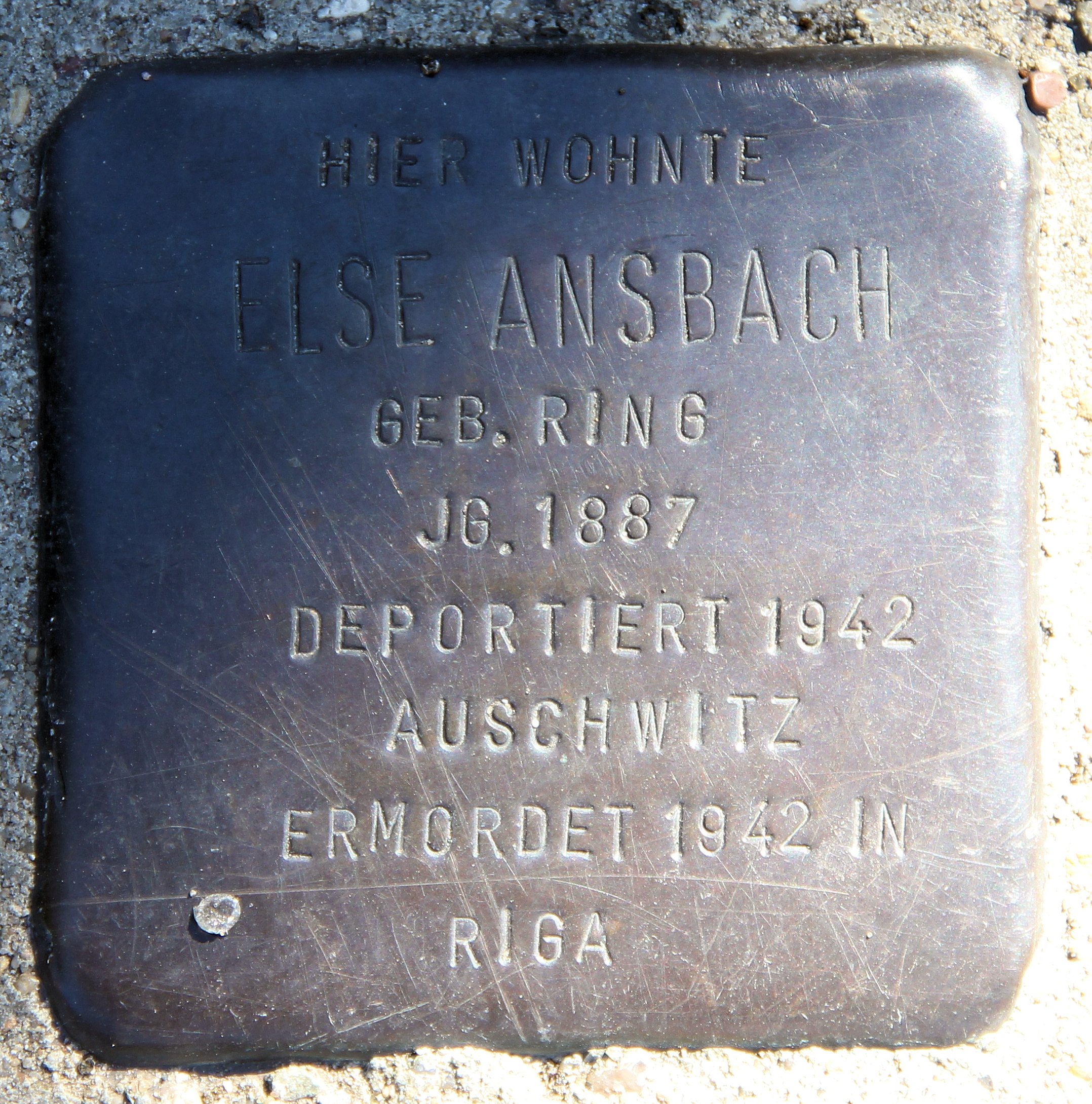
Stolperstein für Else Ansbach
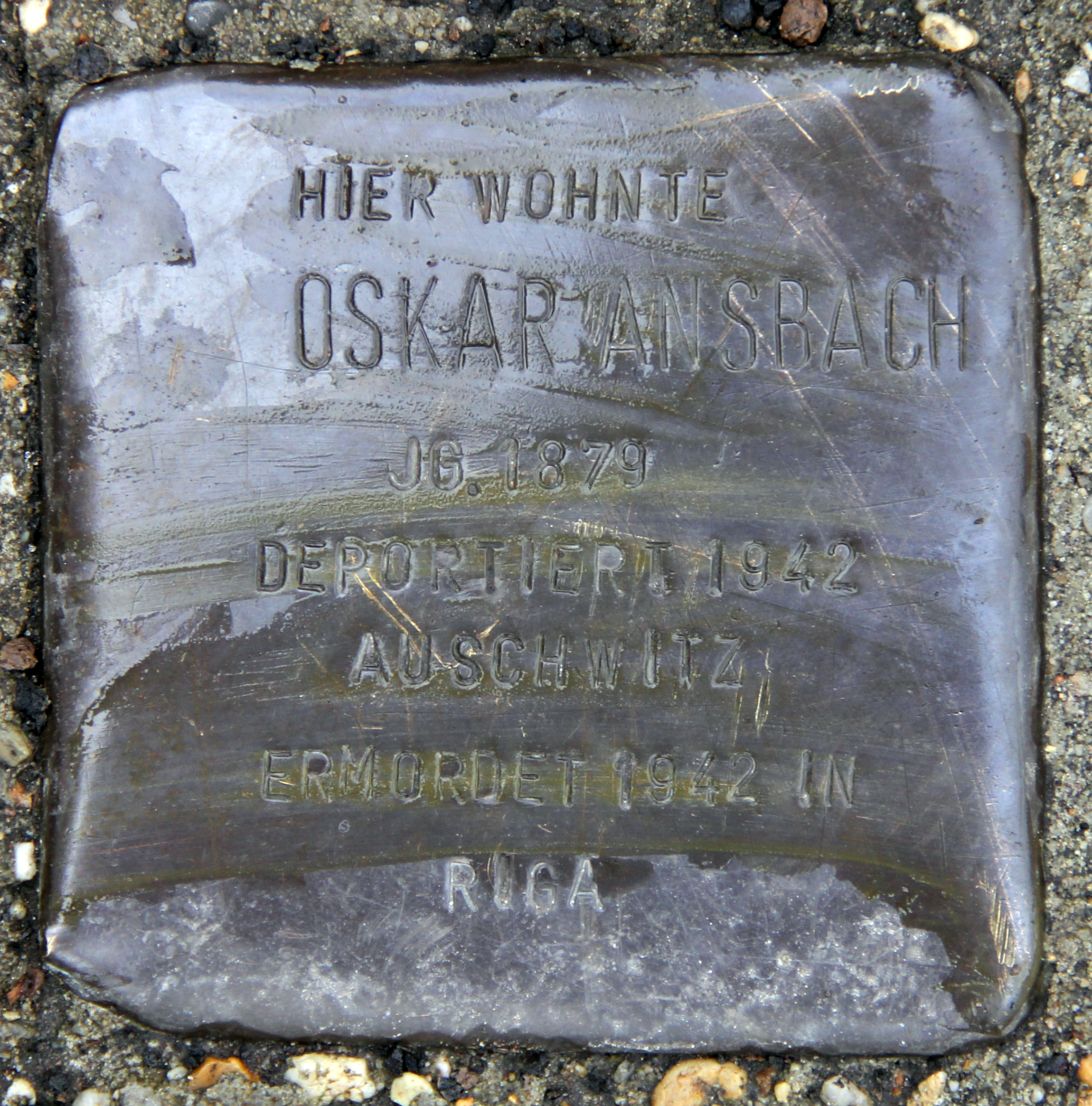
Stolperstein für Oskar Ansbach
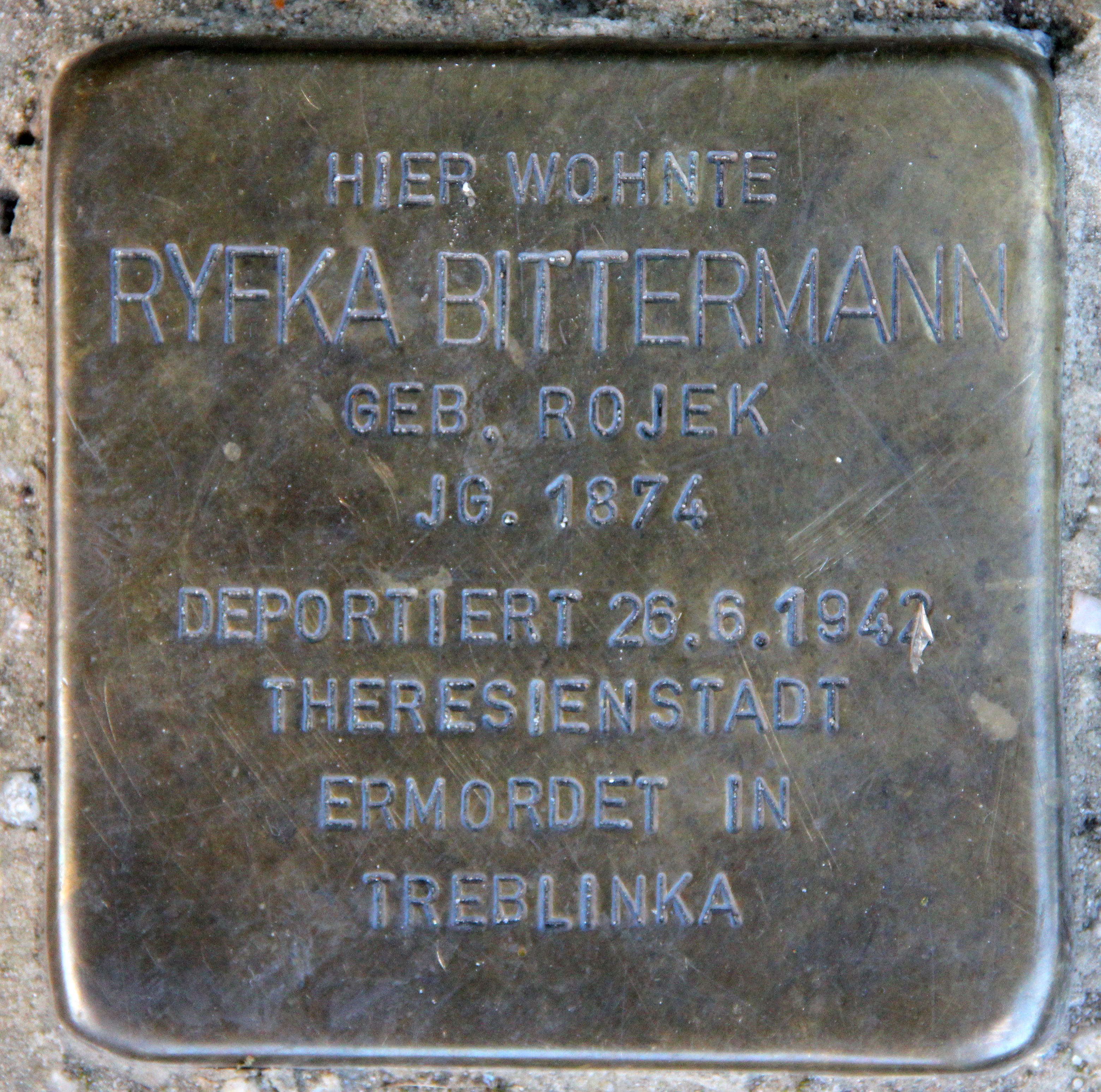
Stolperstein für Ryfka Bittermann
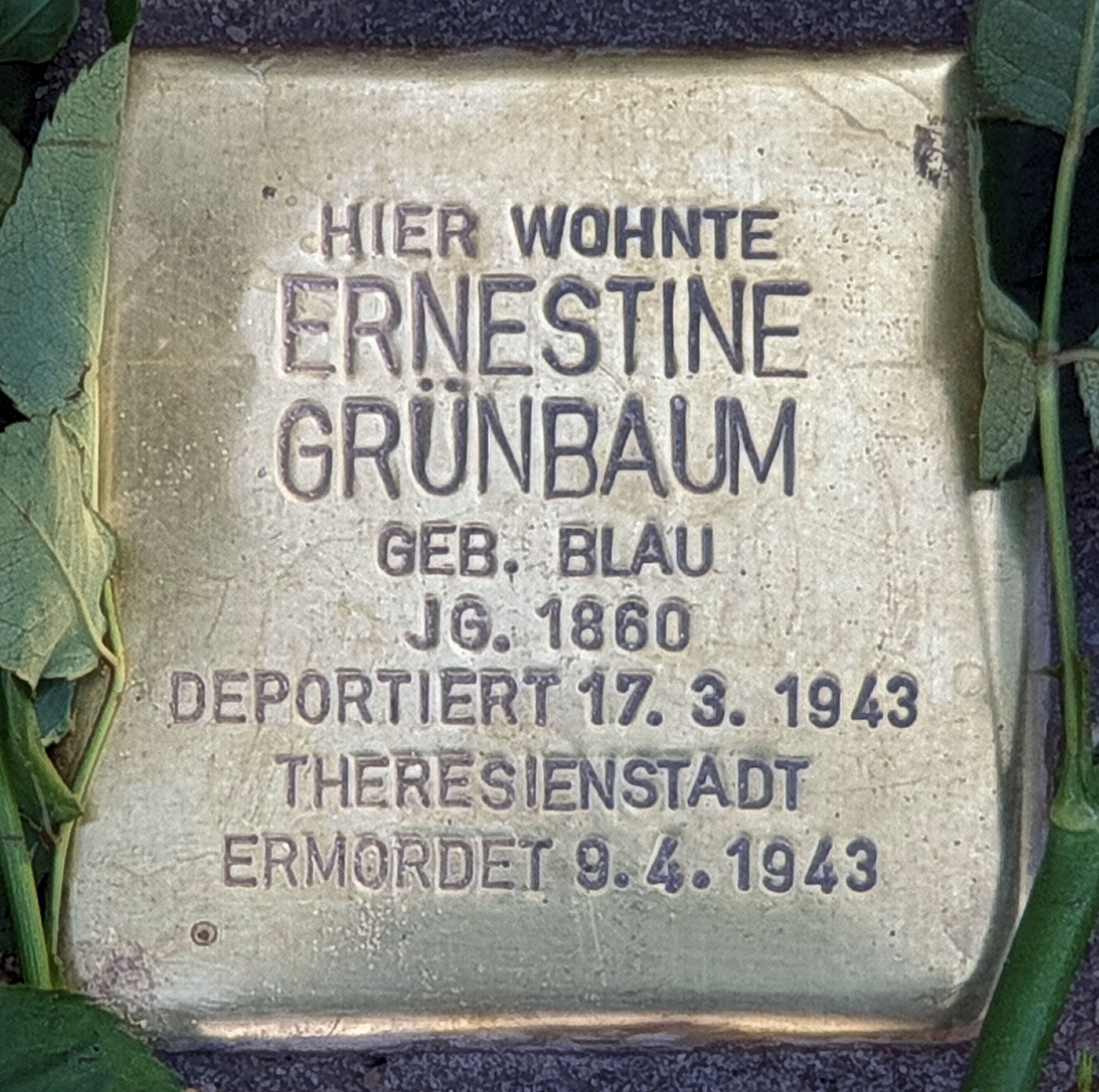
Stolperstein für Ernestine Grünbaum
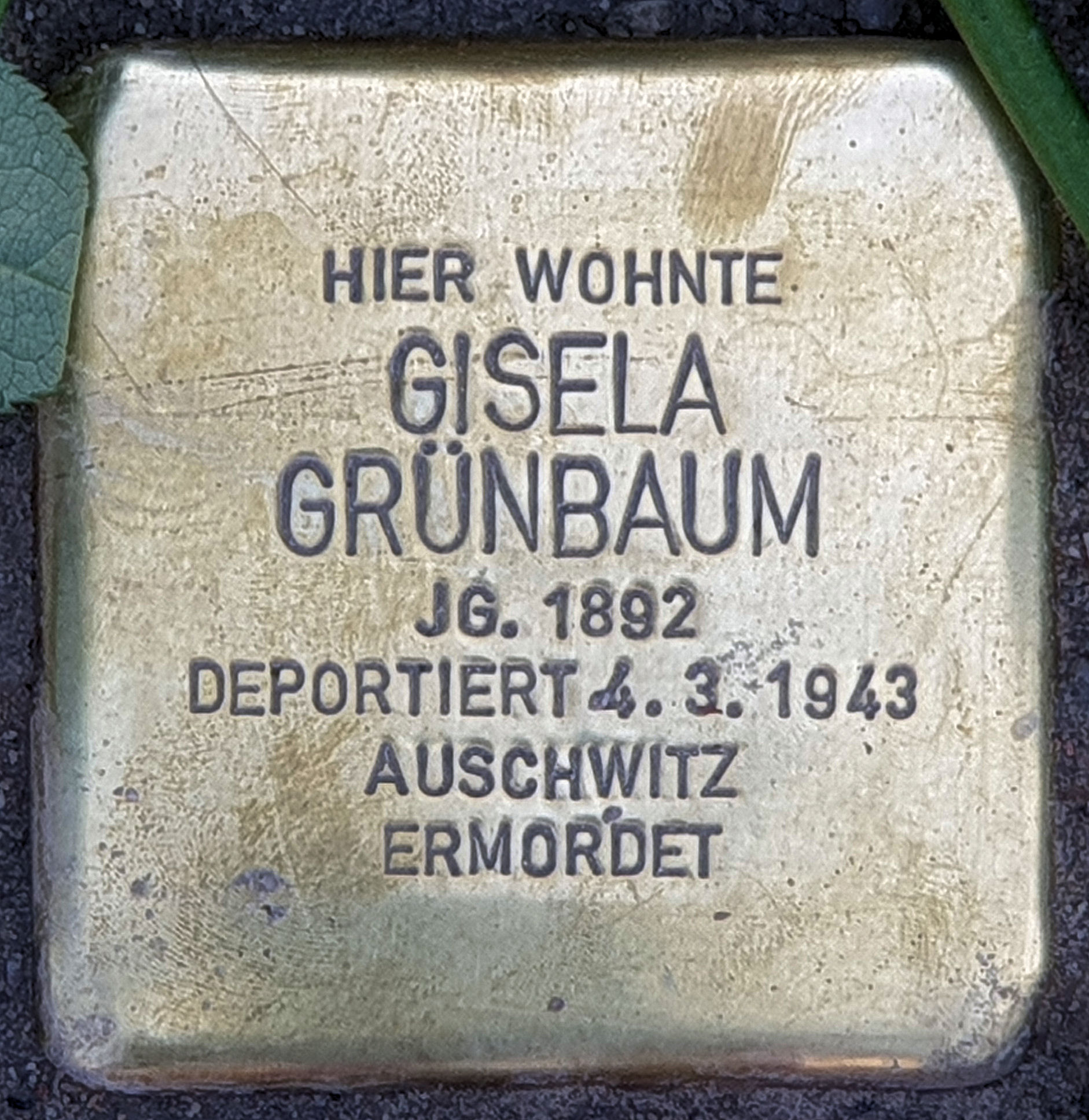
Stolperstein für Gisela Grünbaum
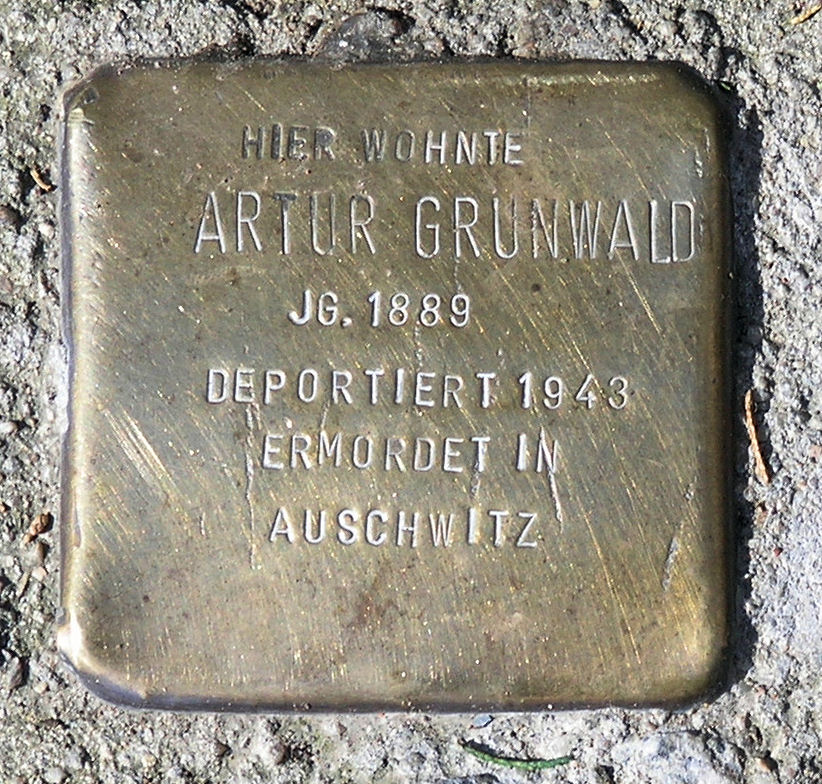
Stolperstein für Artur Grunwald
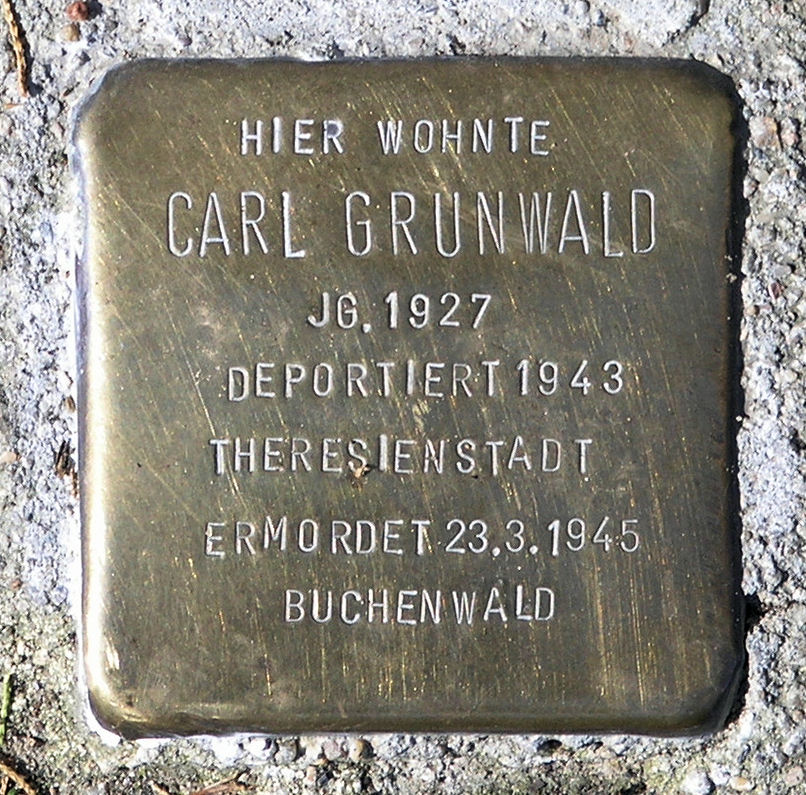
Stolperstein für Carl Grunwald
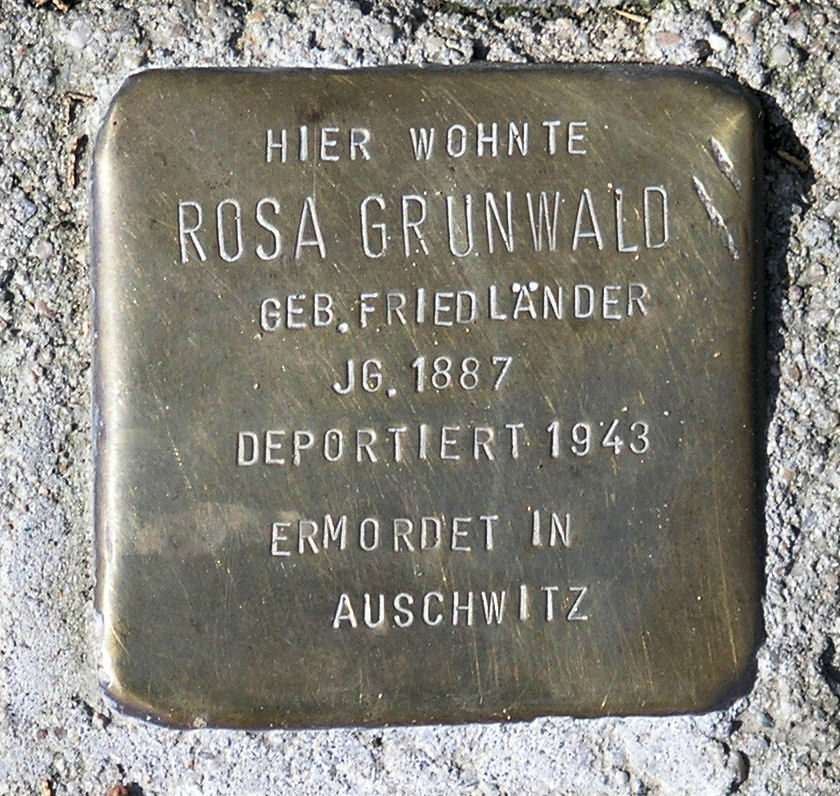
Stolperstein für Rosa Grunwald
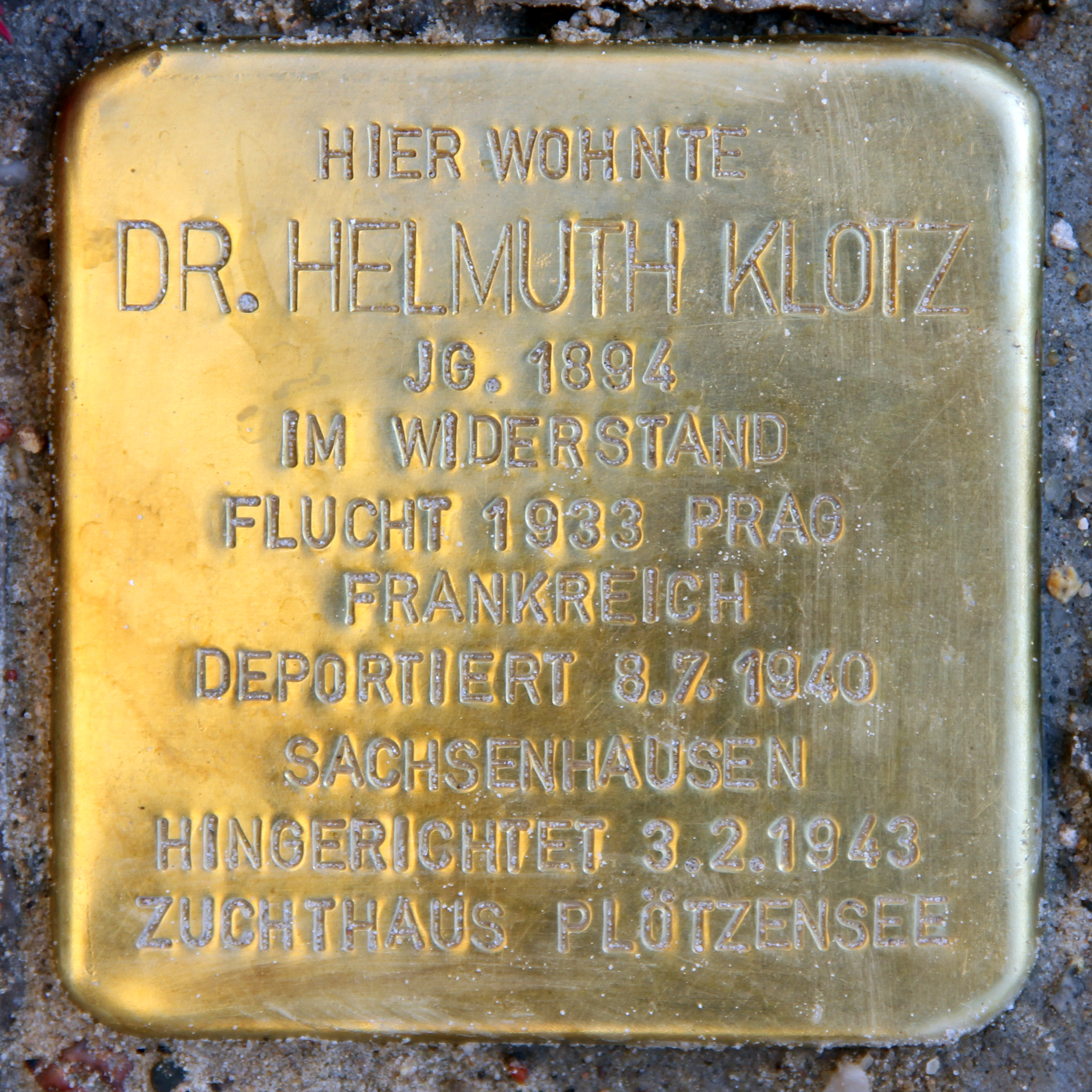
Stolperstein für Helmuth Klotz
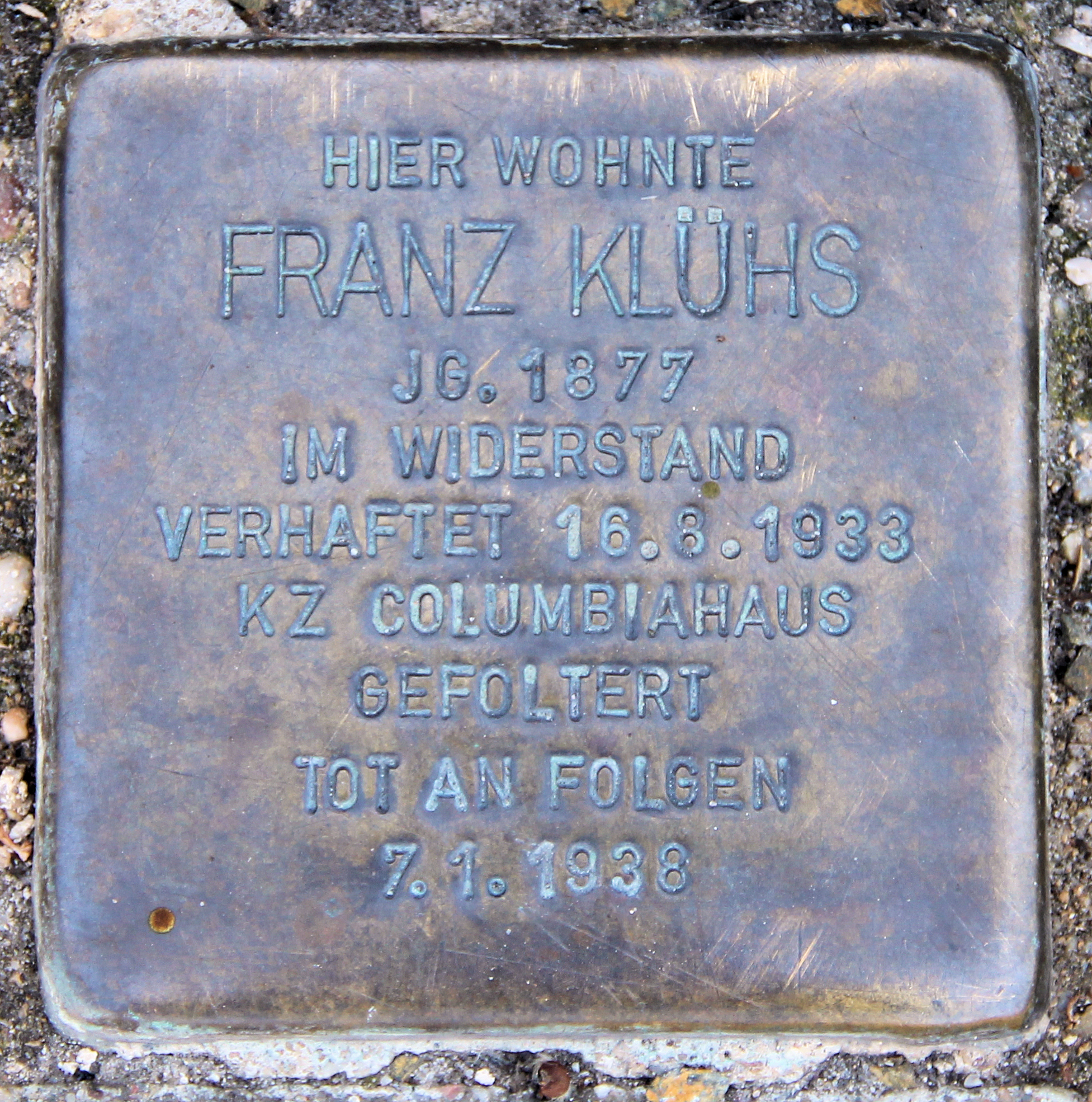
Stolperstein für Franz Klühs
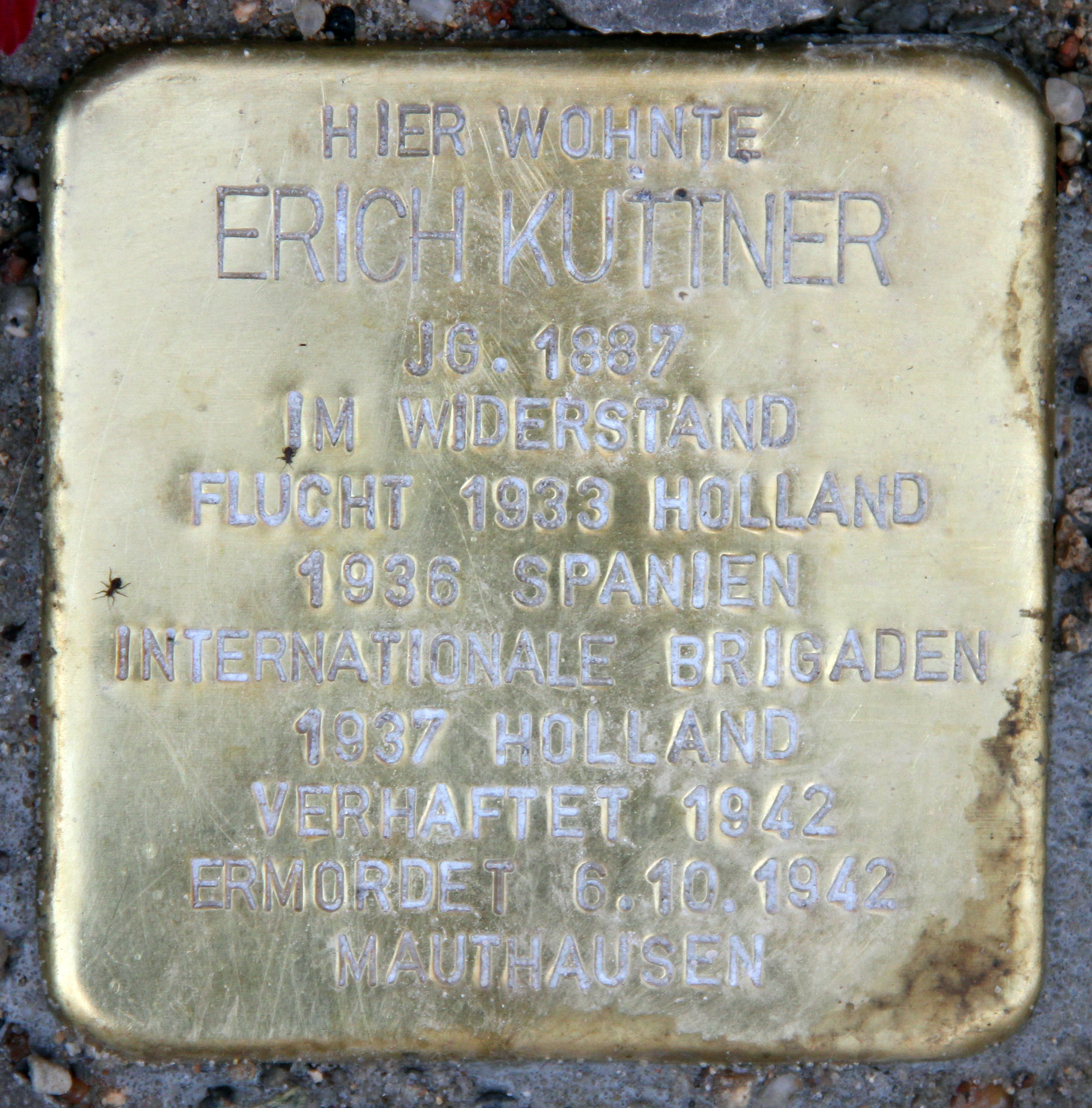
Stolperstein für Erich Kuttner
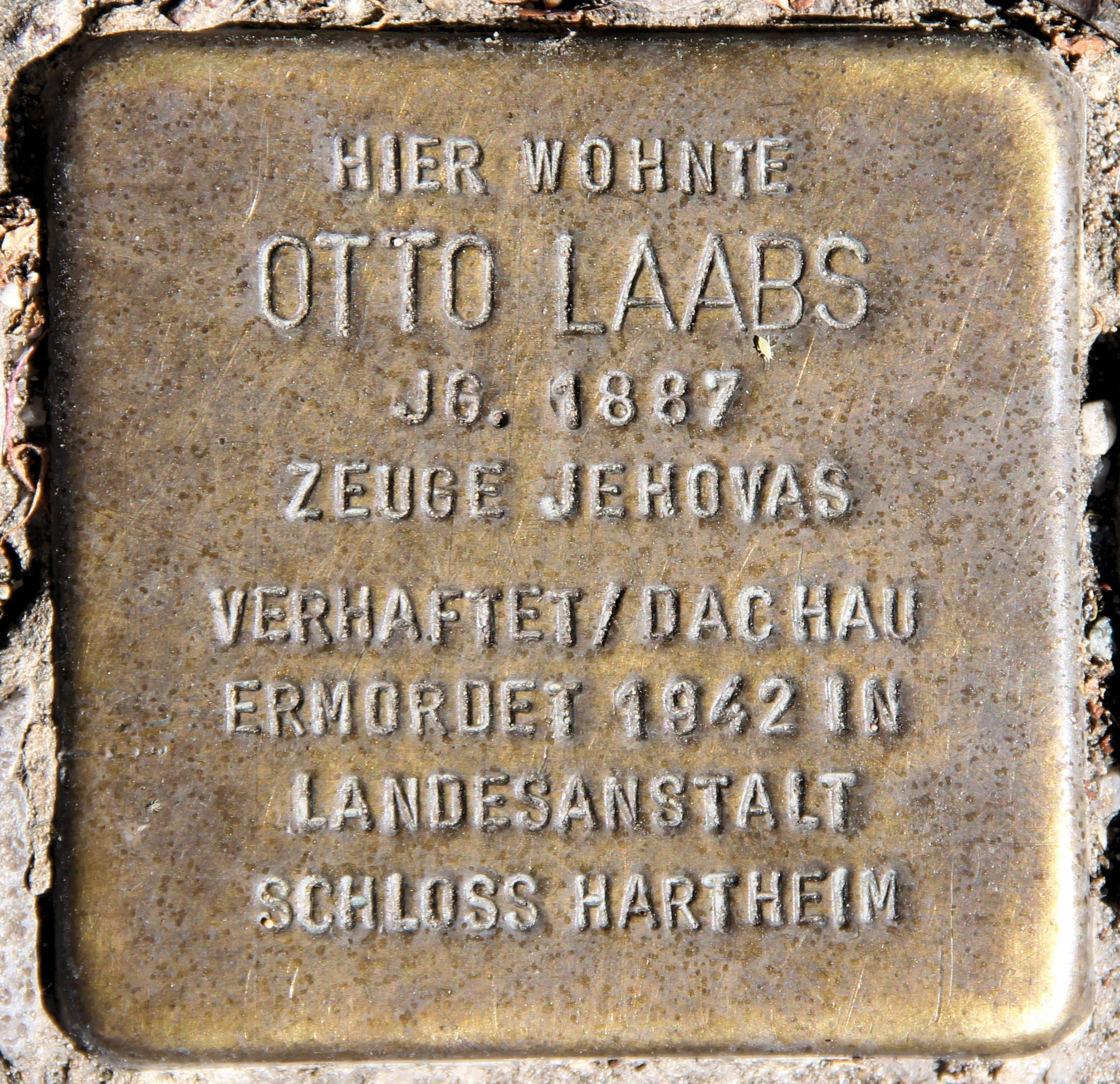
Stolperstein für Otto Laabs
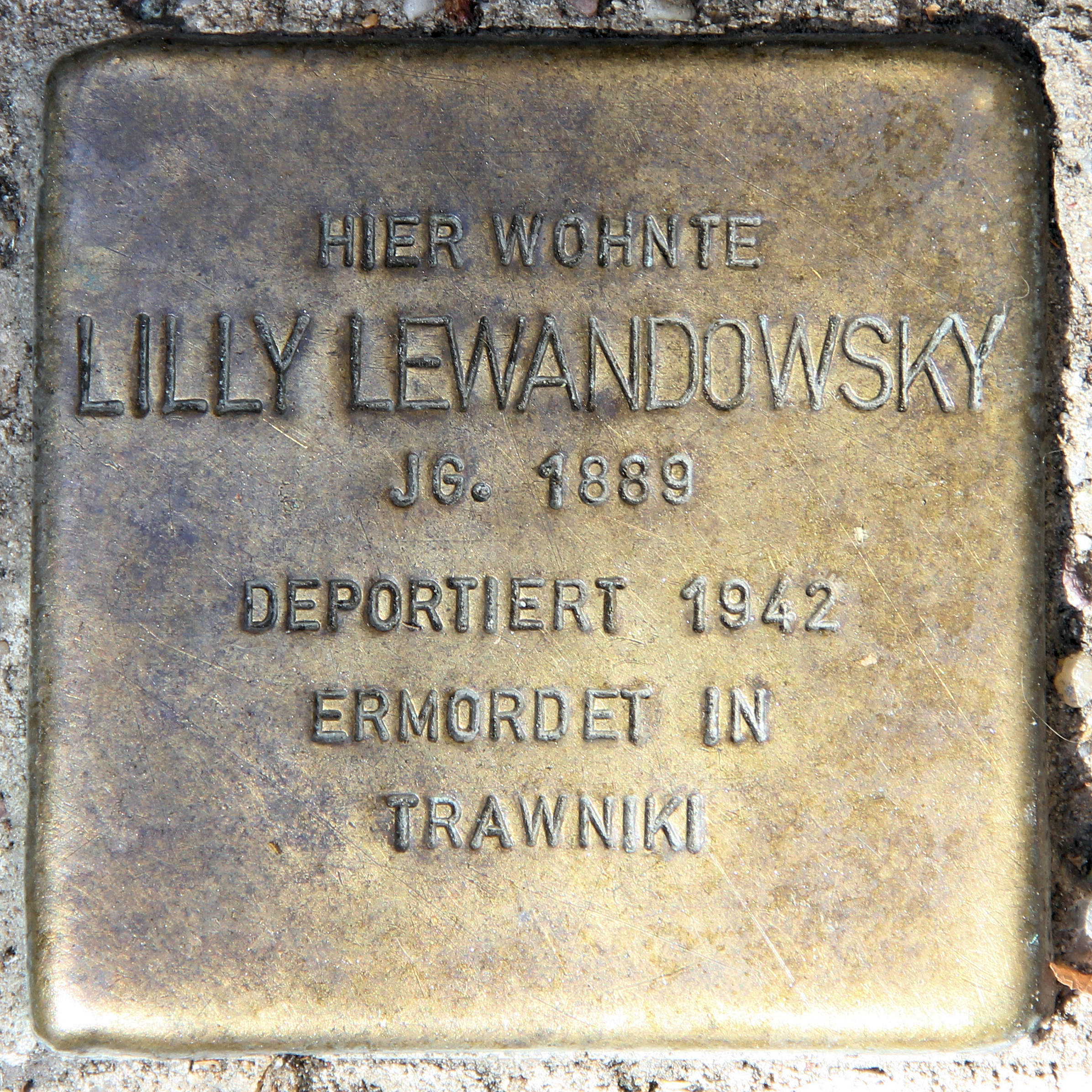
Stolperstein für Lilly Lewandowsky
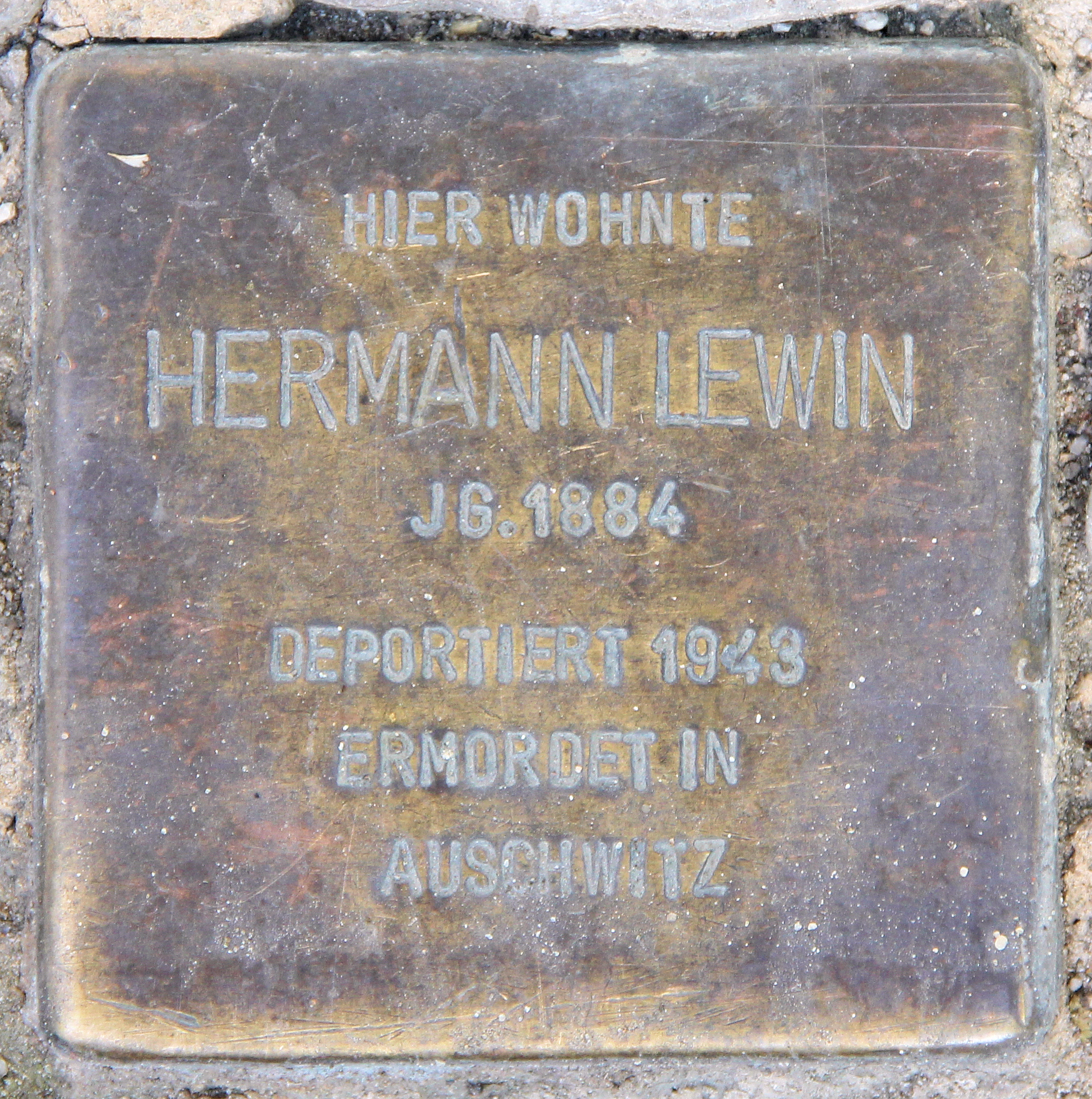
Stolperstein für Hermann Lewin
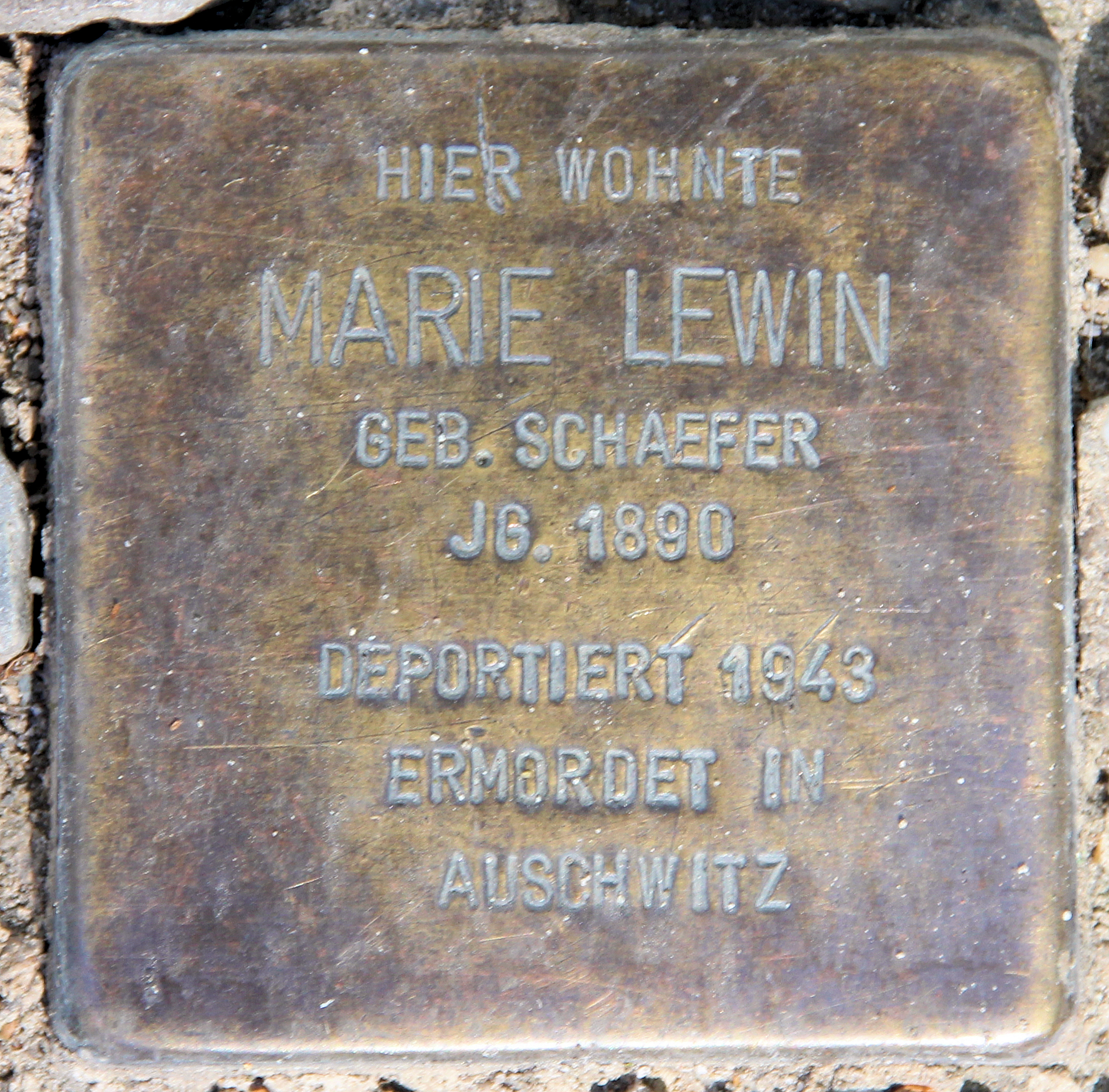
Stolperstein für Marie Lewin
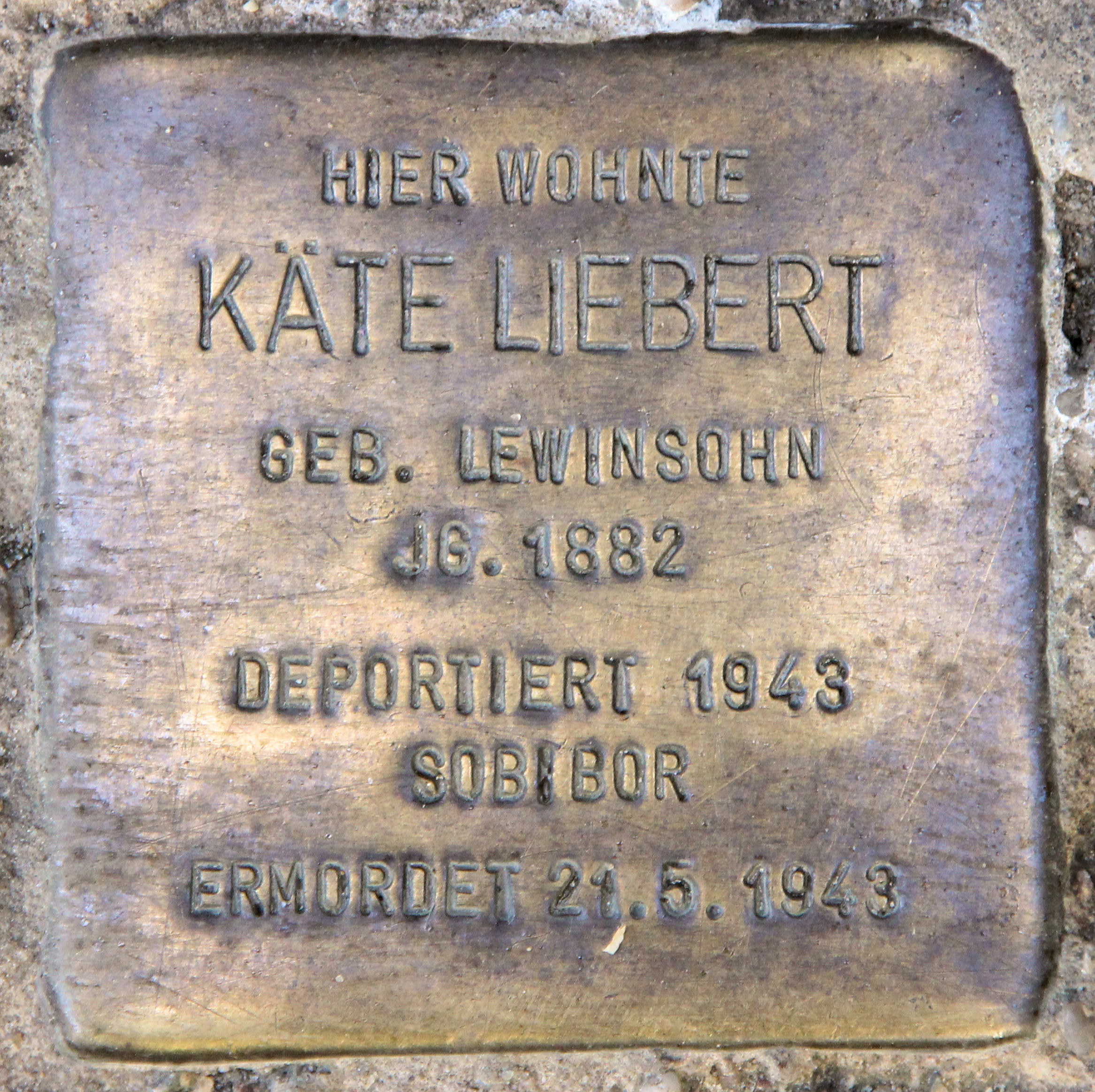
Stolperstein für Käte Liebert
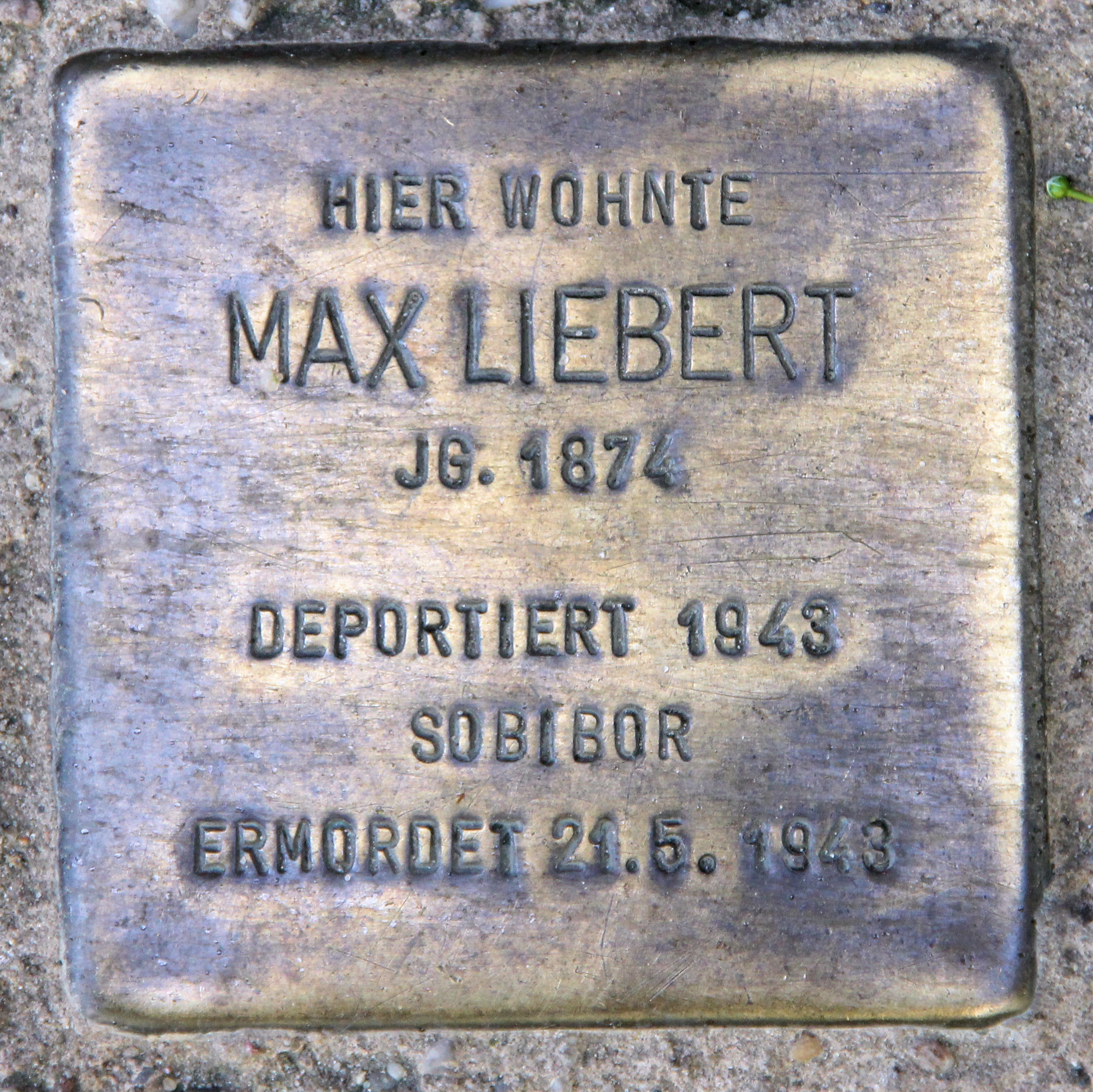
Stolperstein für Max Liebert
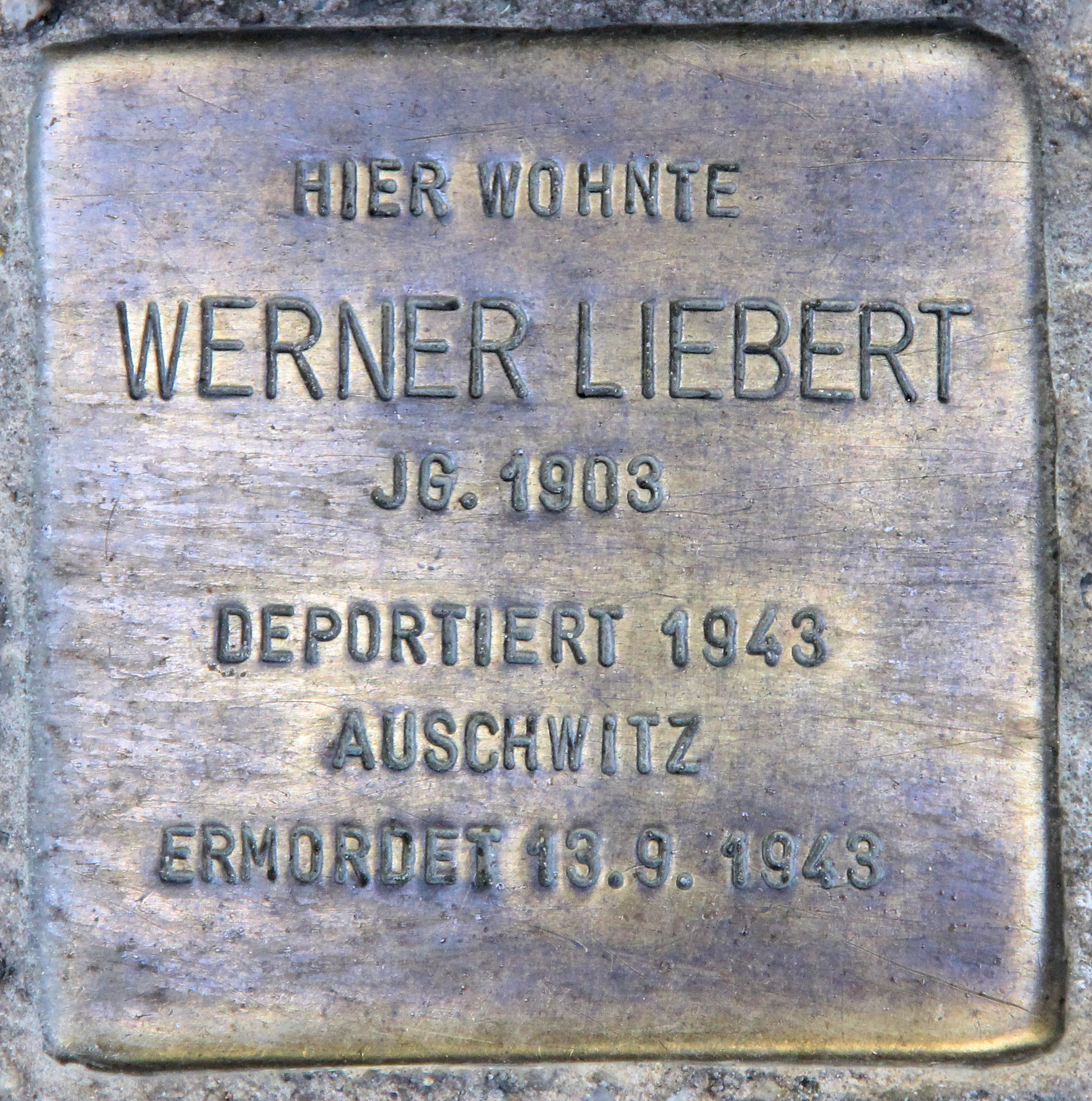
Stolperstein für Werner Liebert
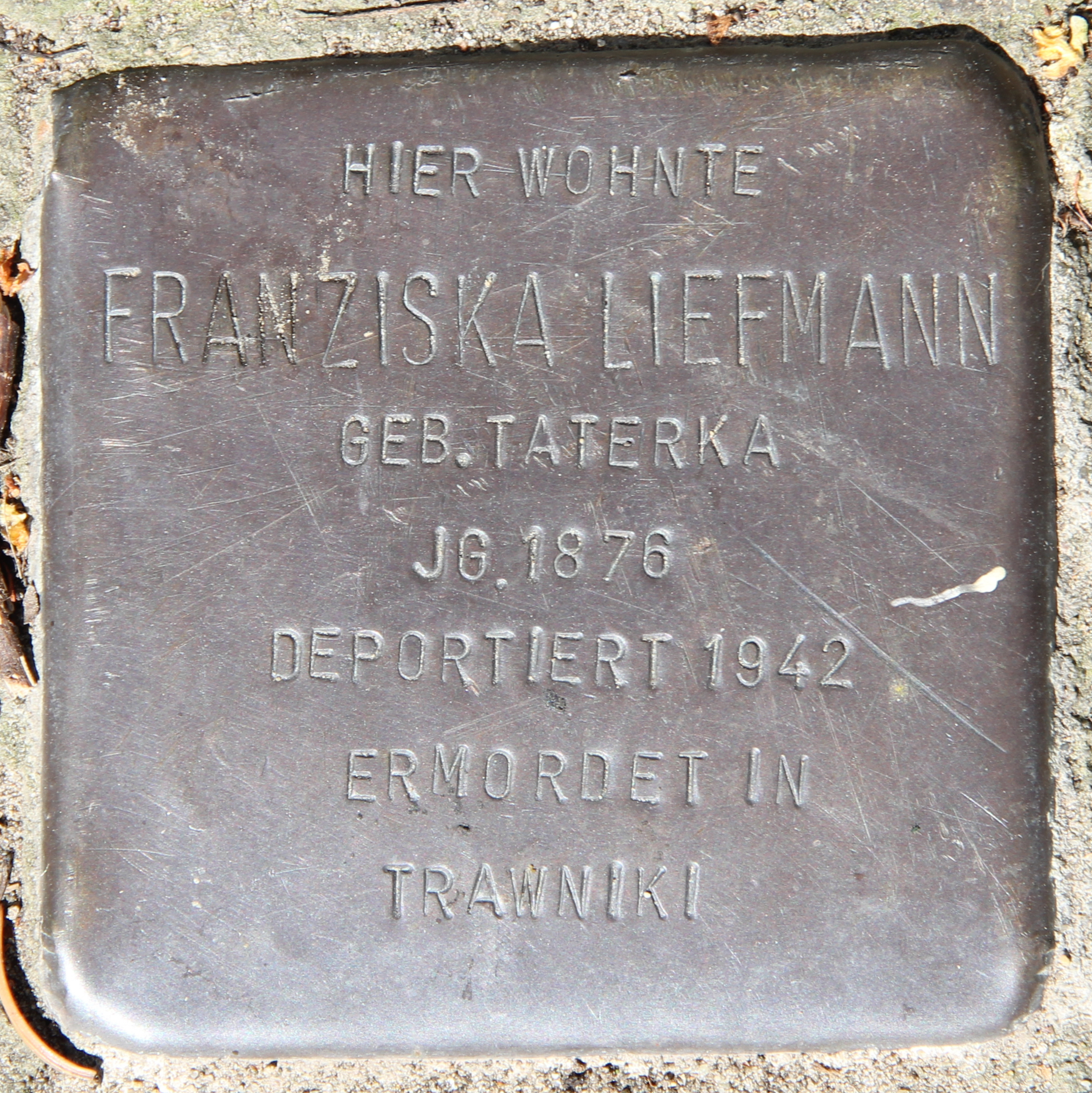
Stolperstein für Franziska Liefmann
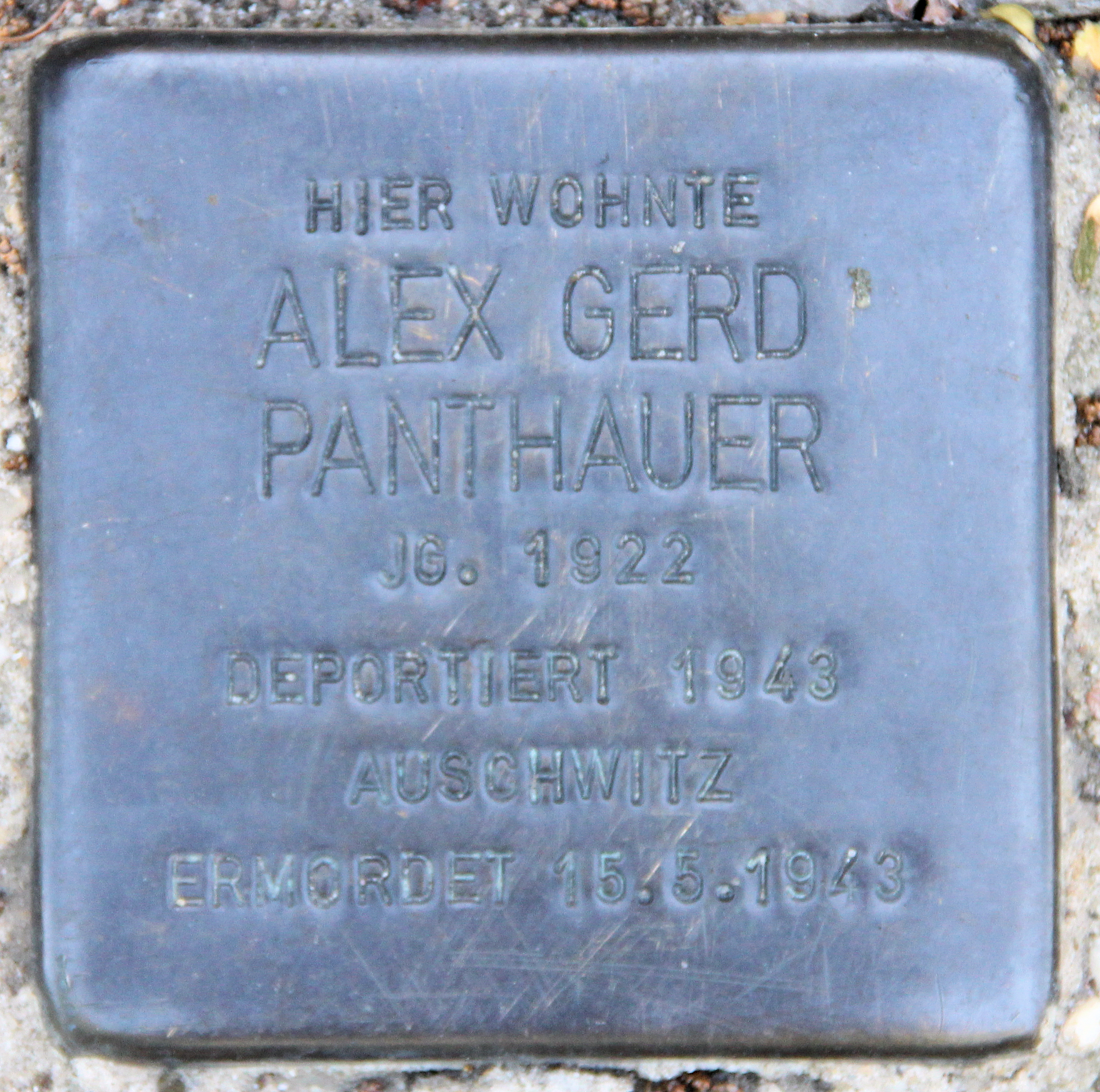
Stolperstein für Alex Gerd Panthauer
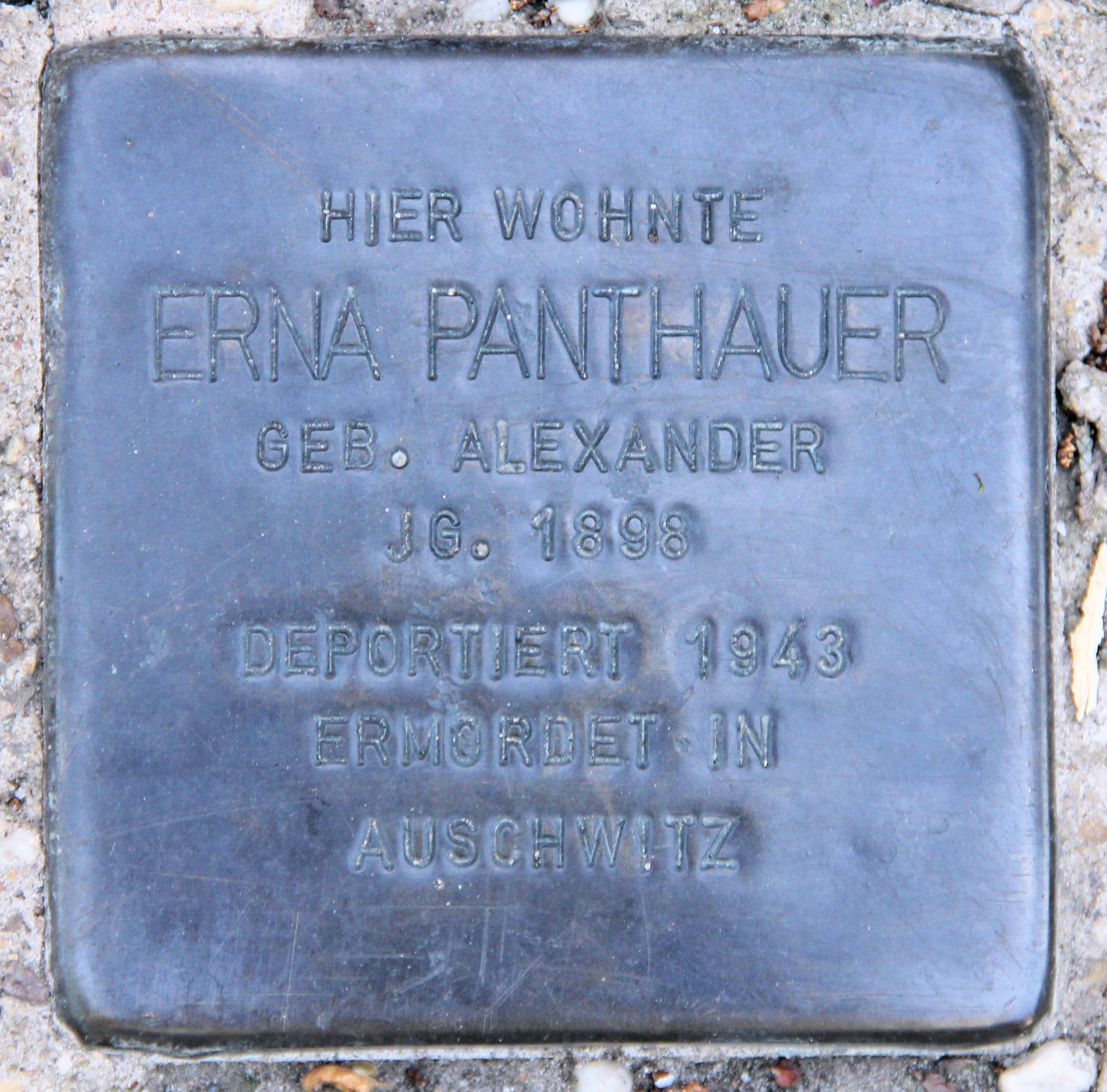
Stolperstein für Erna Panthauer
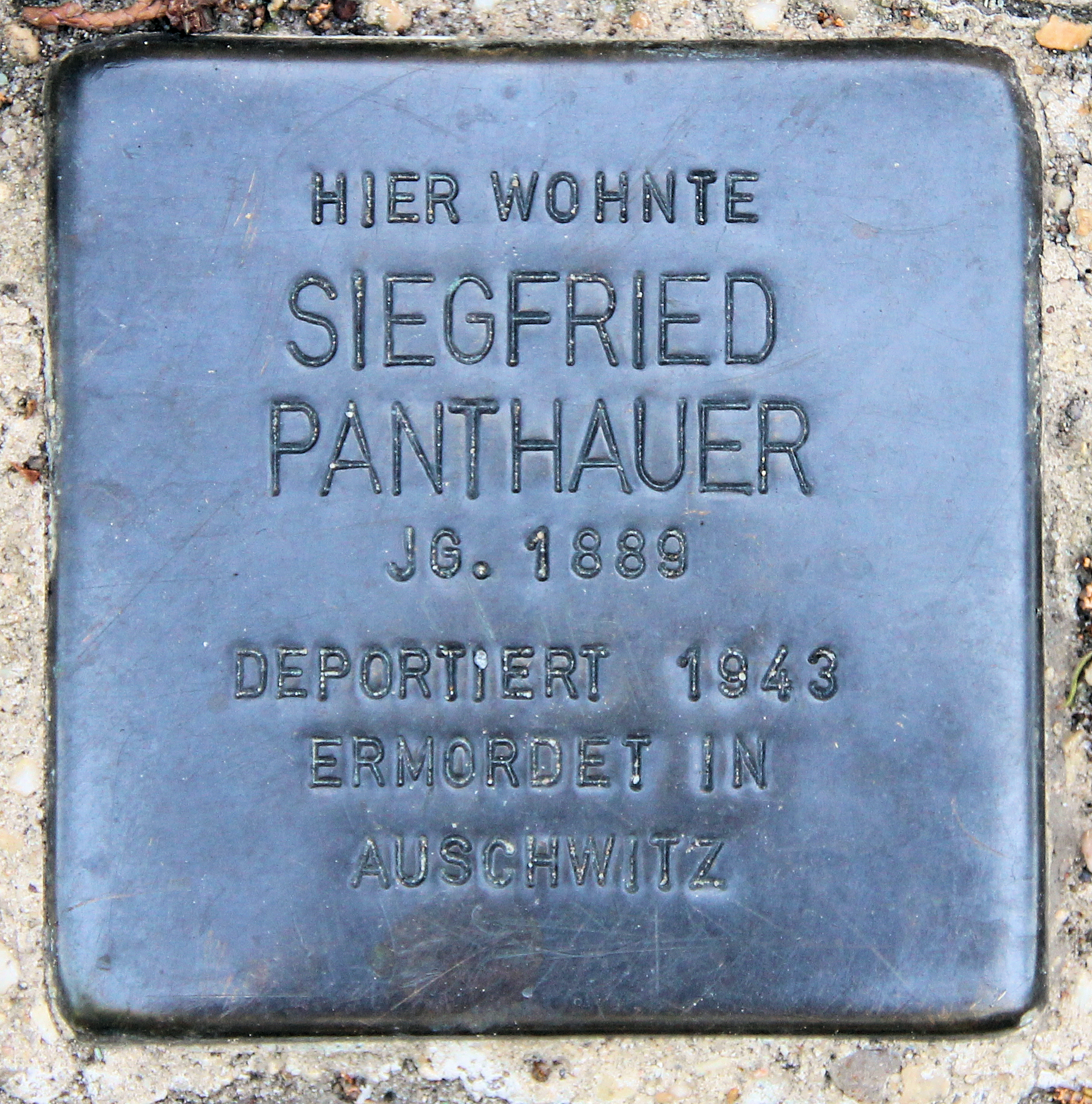
Stolperstein für Siegfried Panthauer
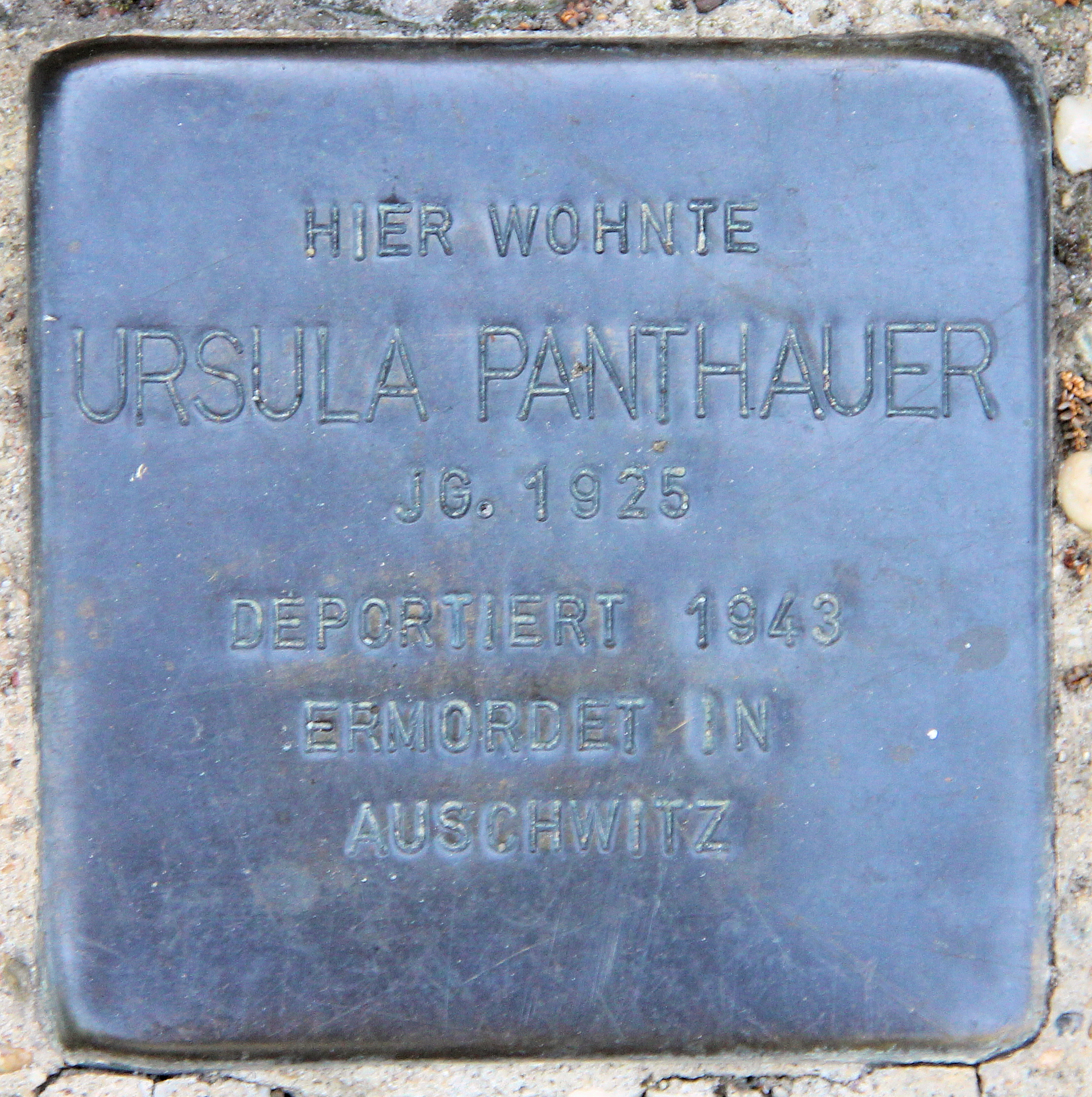
Stolperstein für Ursula Panthauer
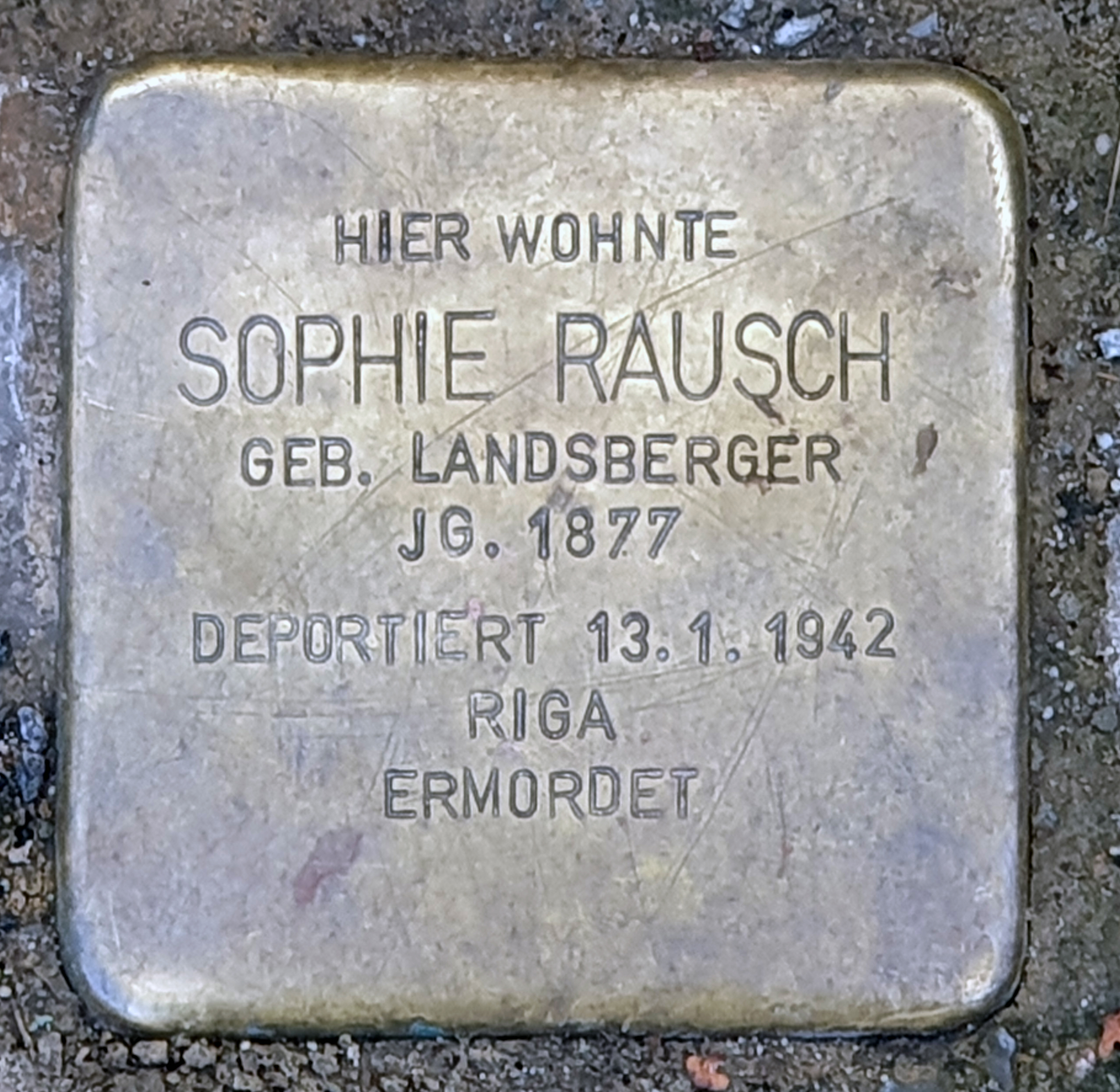
Stolperstein für Sophie Rausch
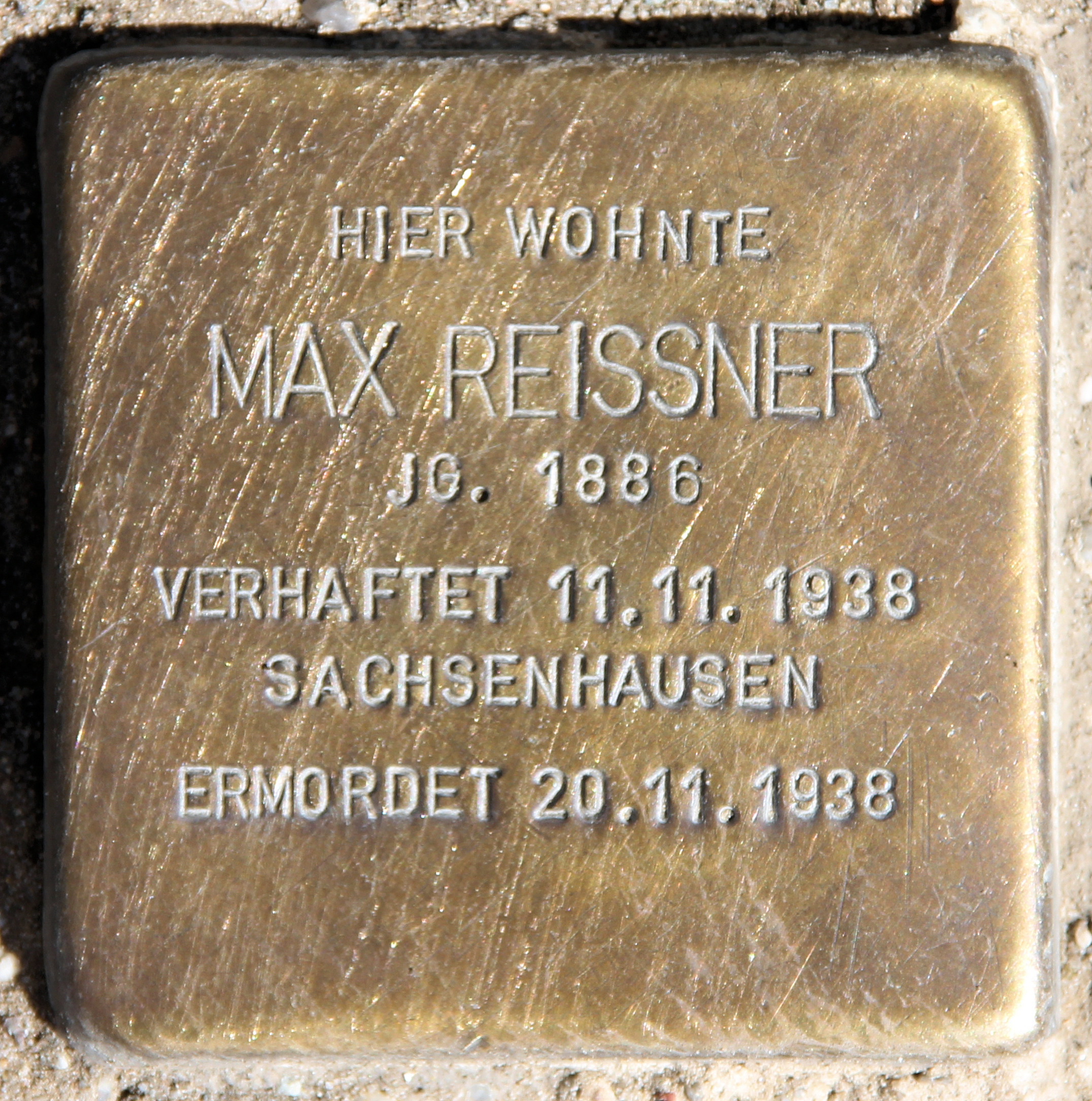
Stolperstein für Max Reissner
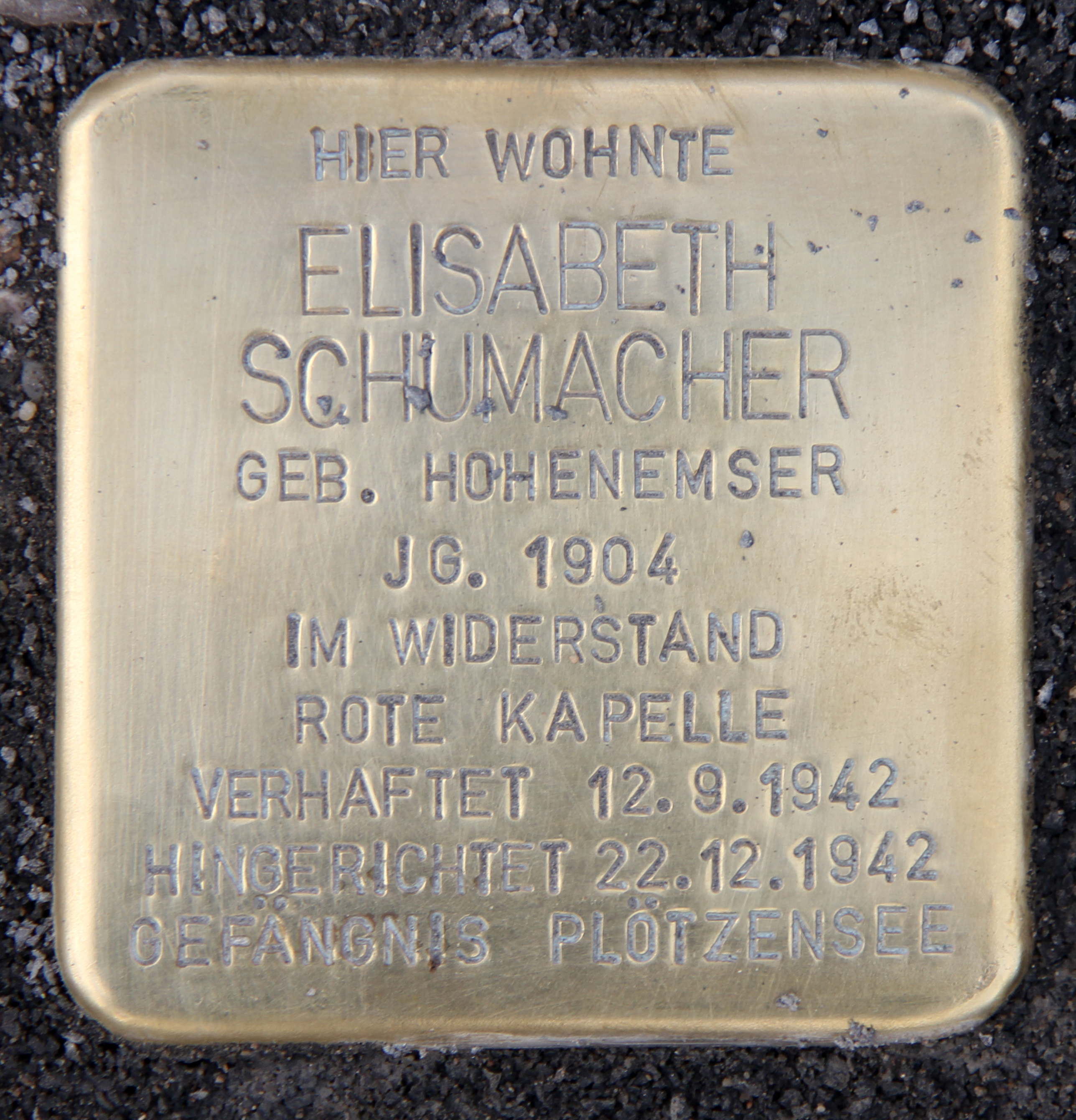
Stolperstein für Elisabeth Schumacher
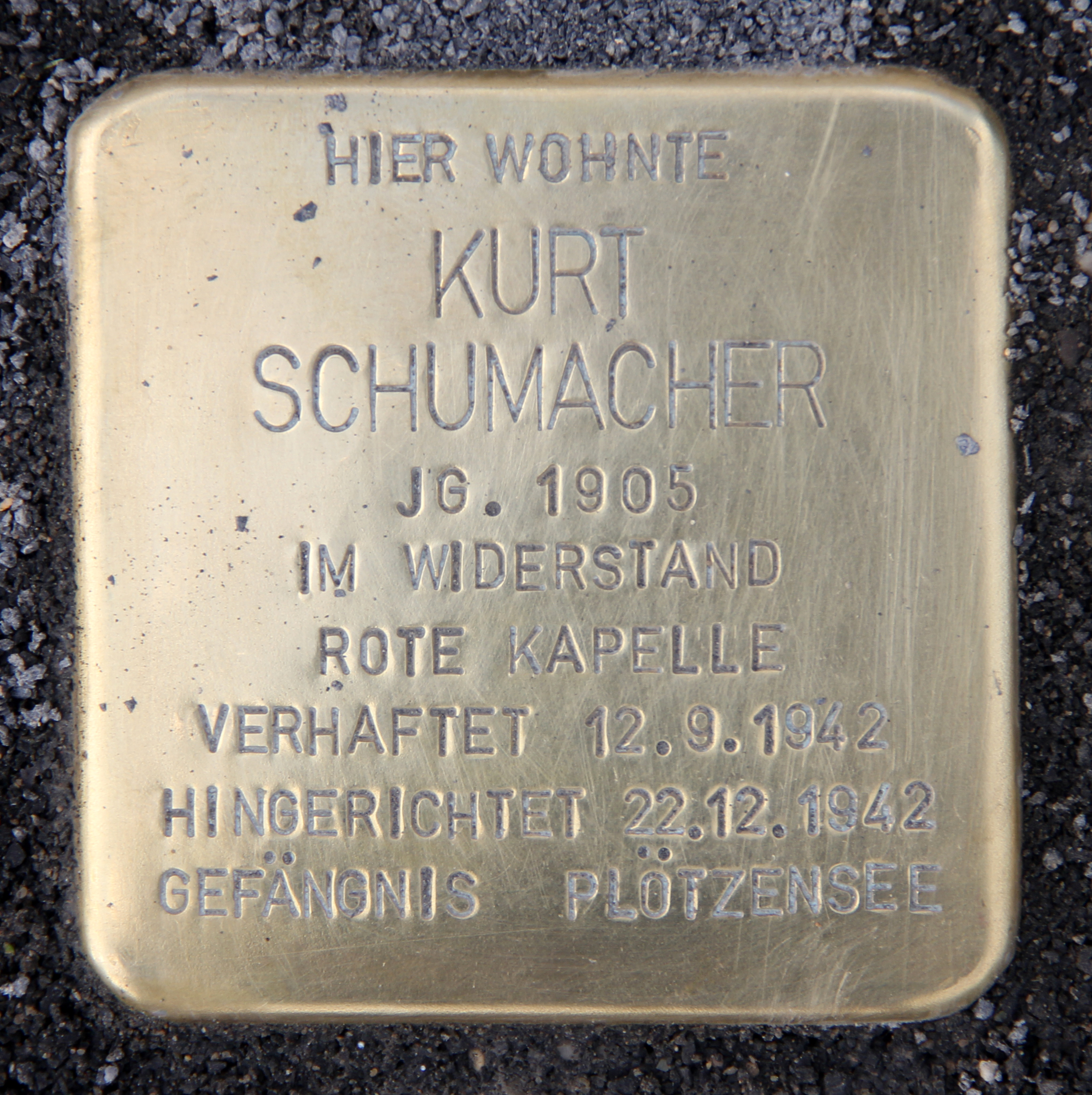
Stolperstein für Kurt Schumacher
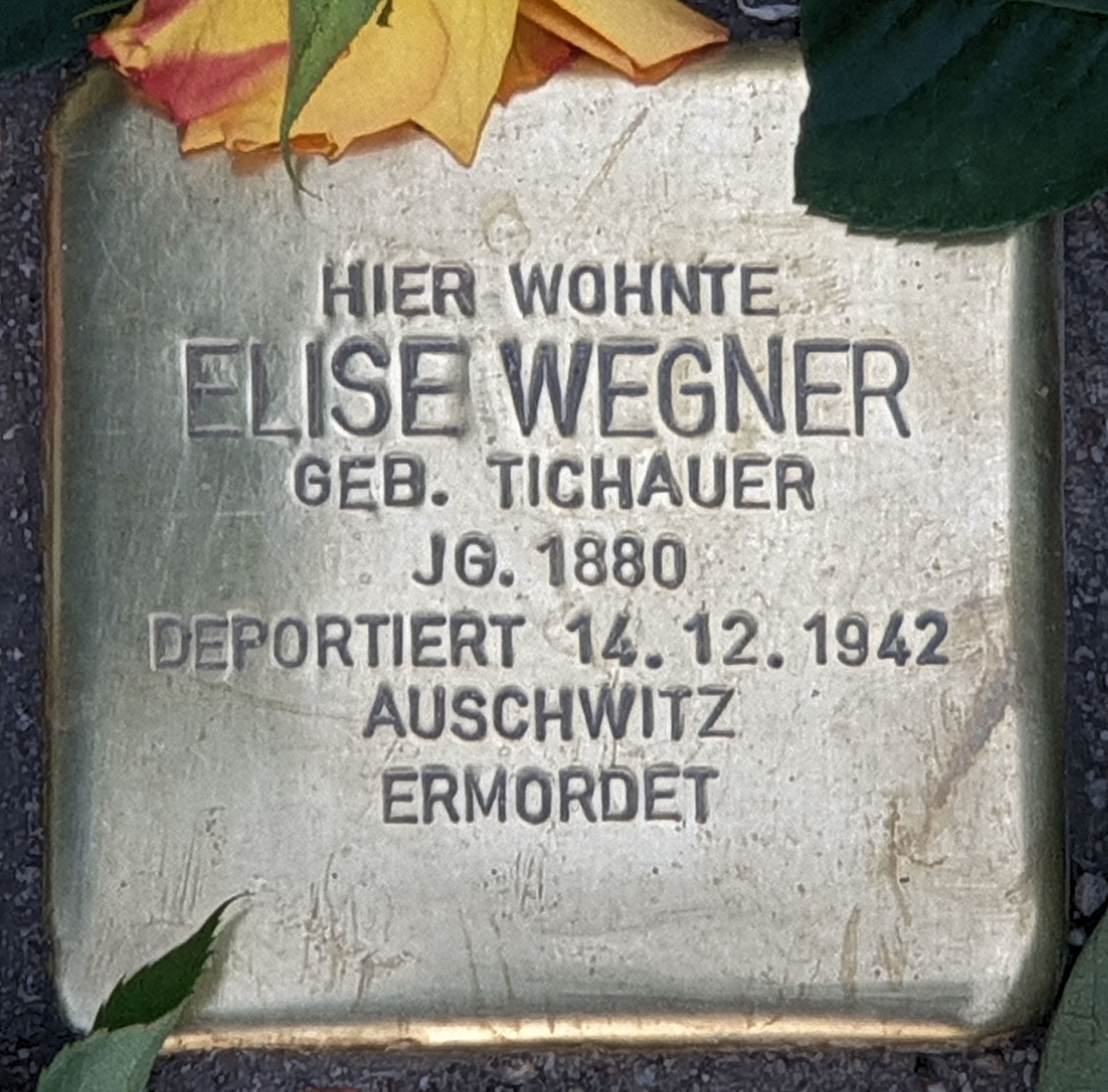
Stolperstein für Elise Wegner
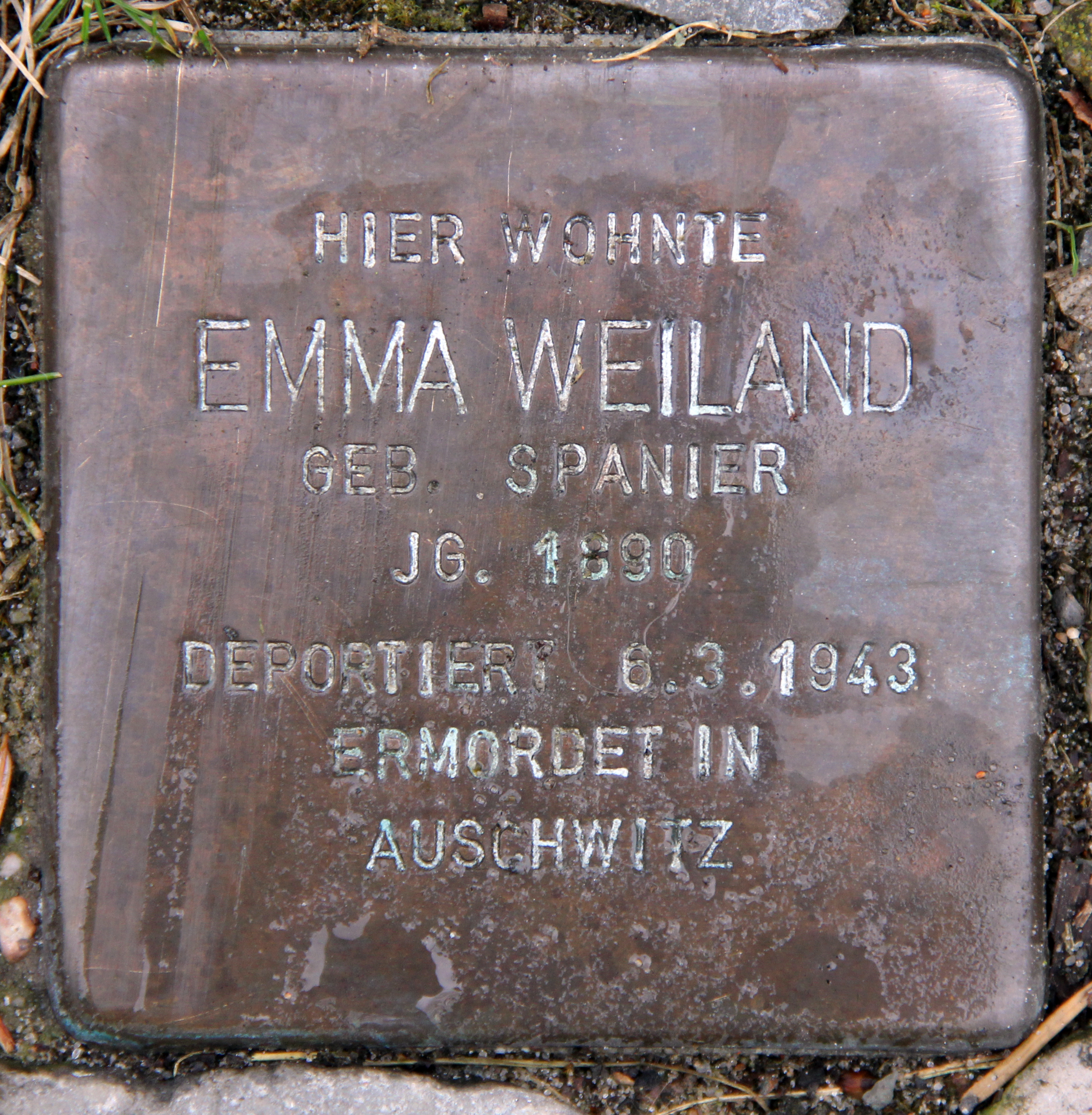
Stolperstein für Emma Weiland
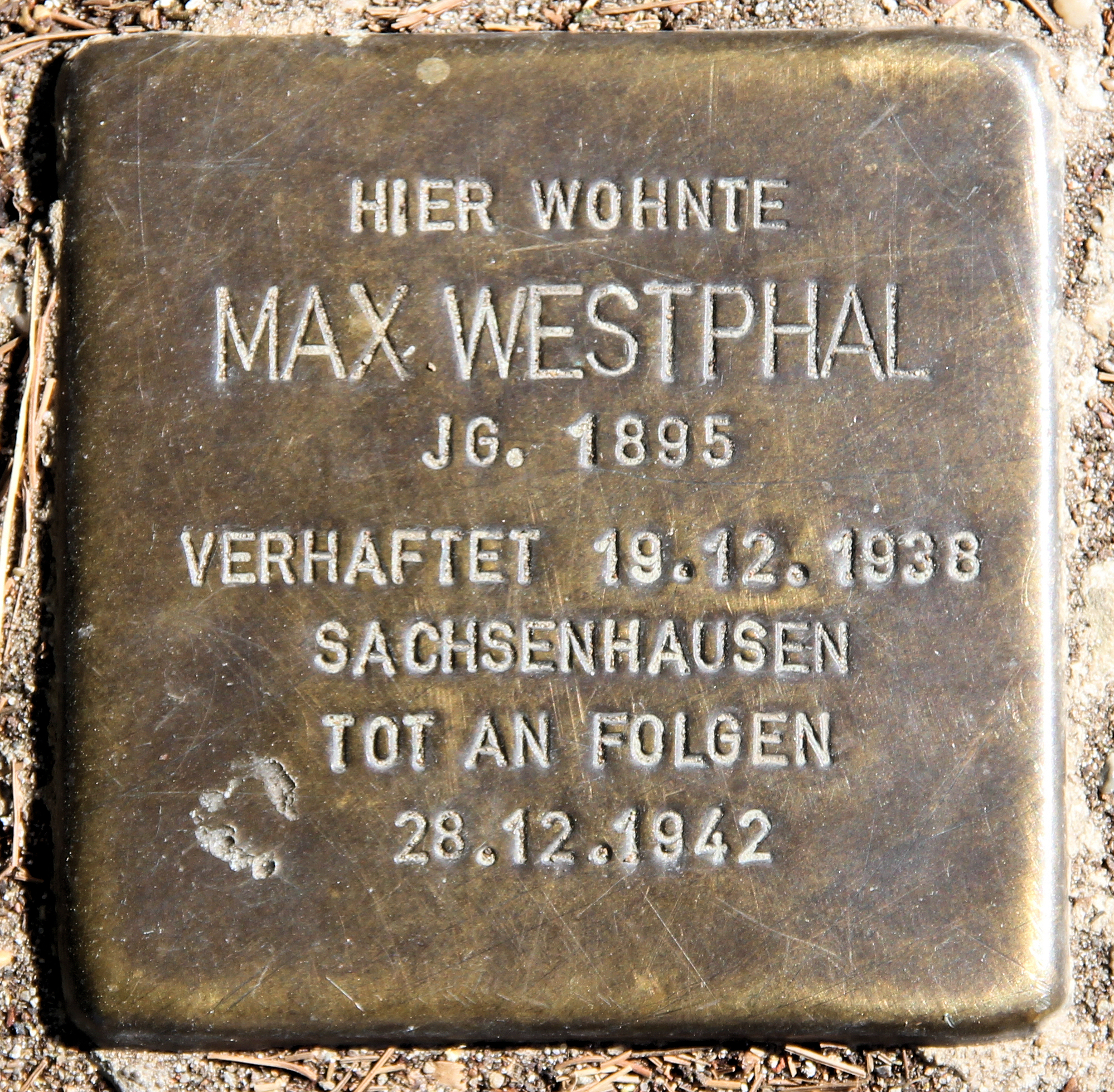
Stolperstein für Max Westphal
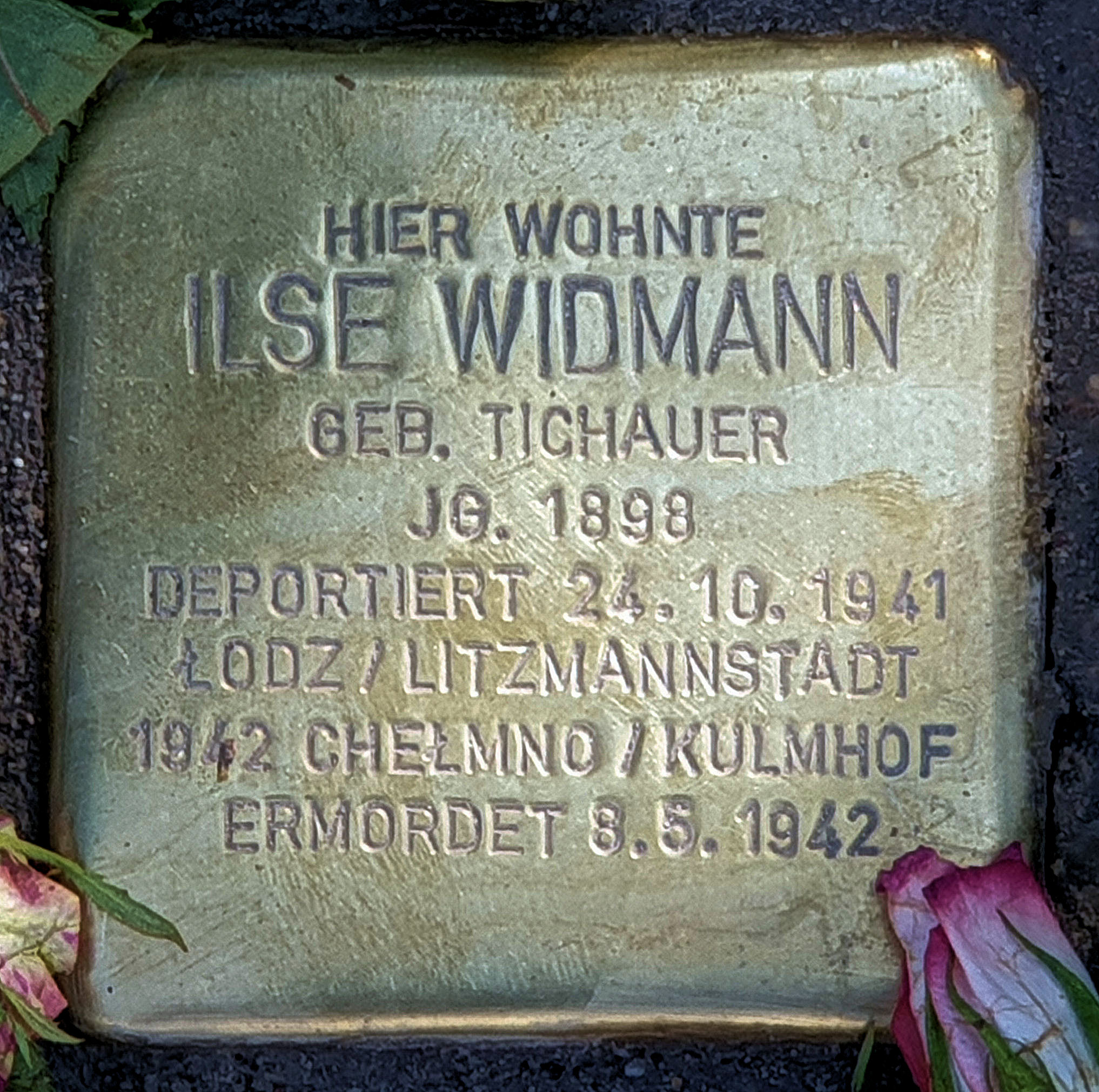
Stolperstein für Ilse Widmann
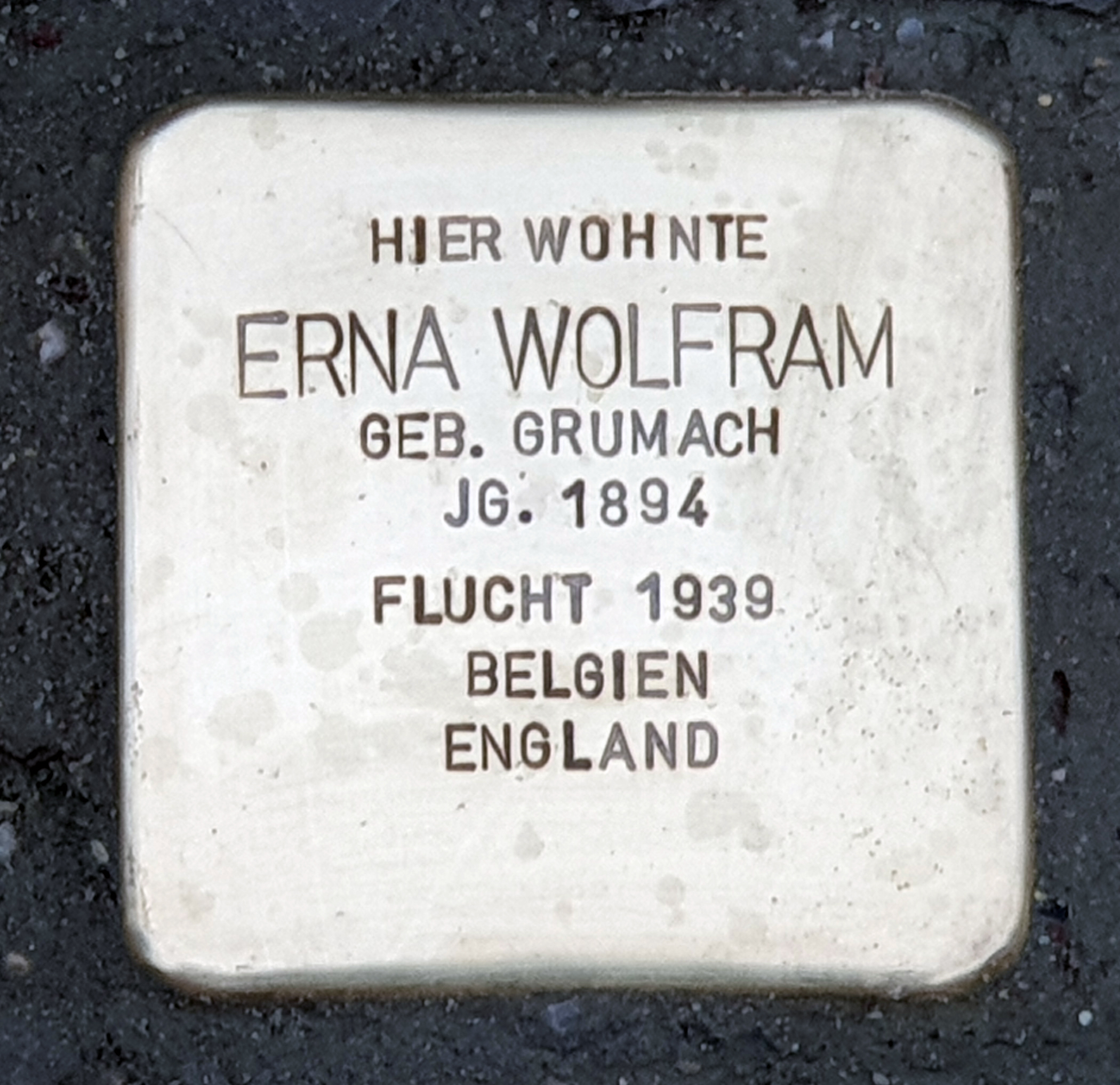
Stolperstein für Erna Wolfram
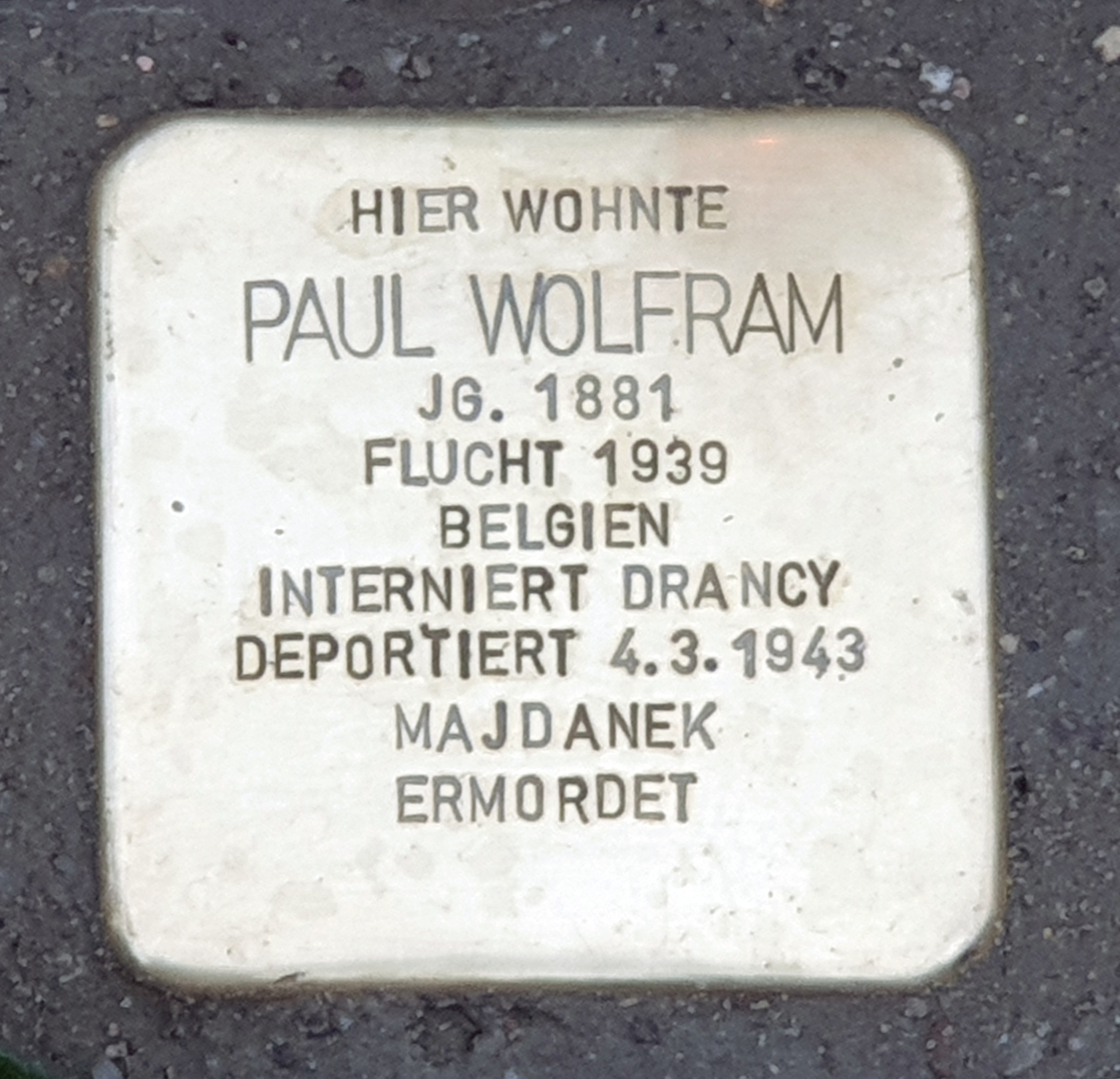
Stolperstein für Paul Wolfram
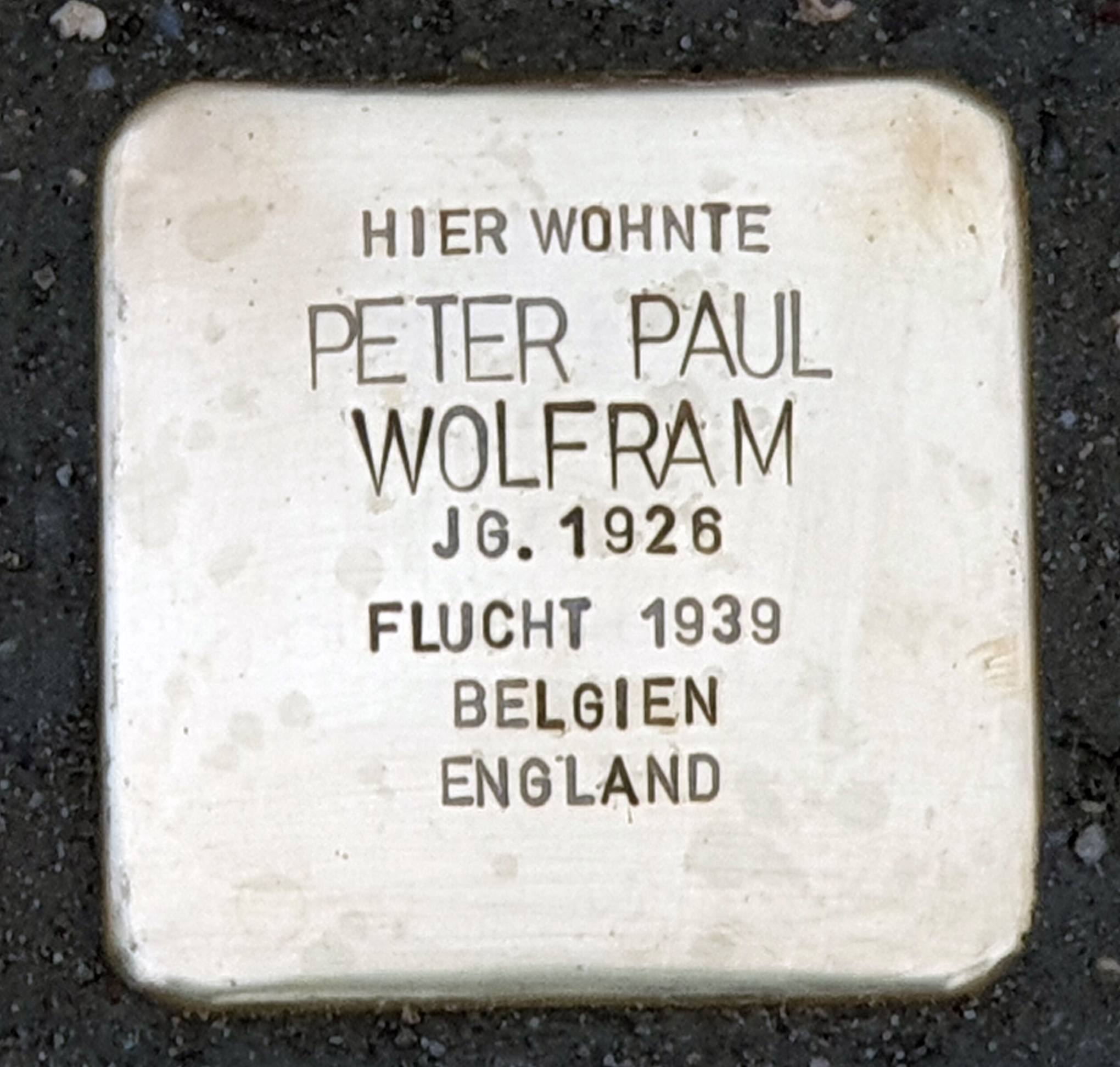
Stolperstein für Peter Paul Wolfram
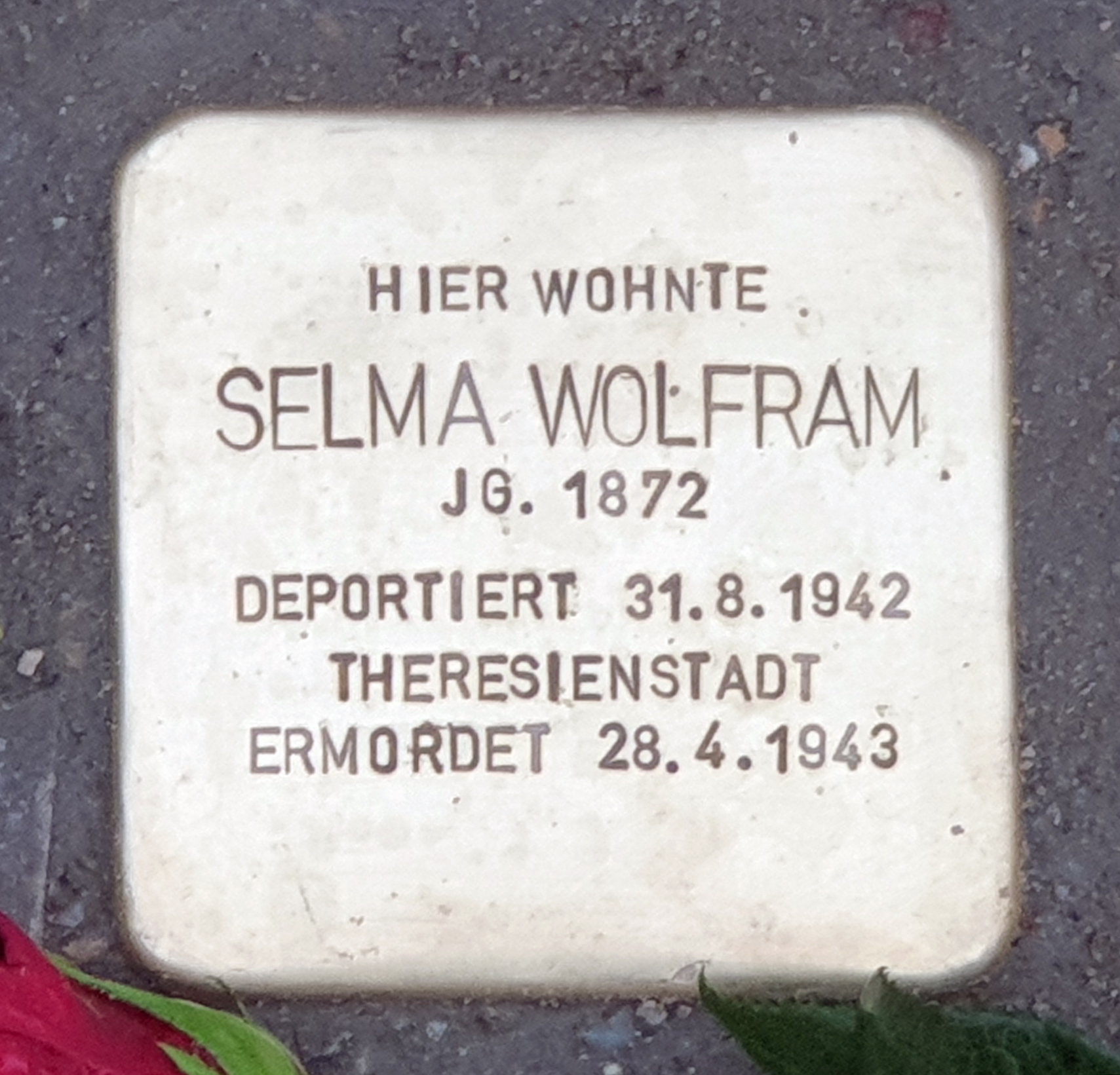
Stolperstein für Selma Wolfram